# Habitat troglodytique

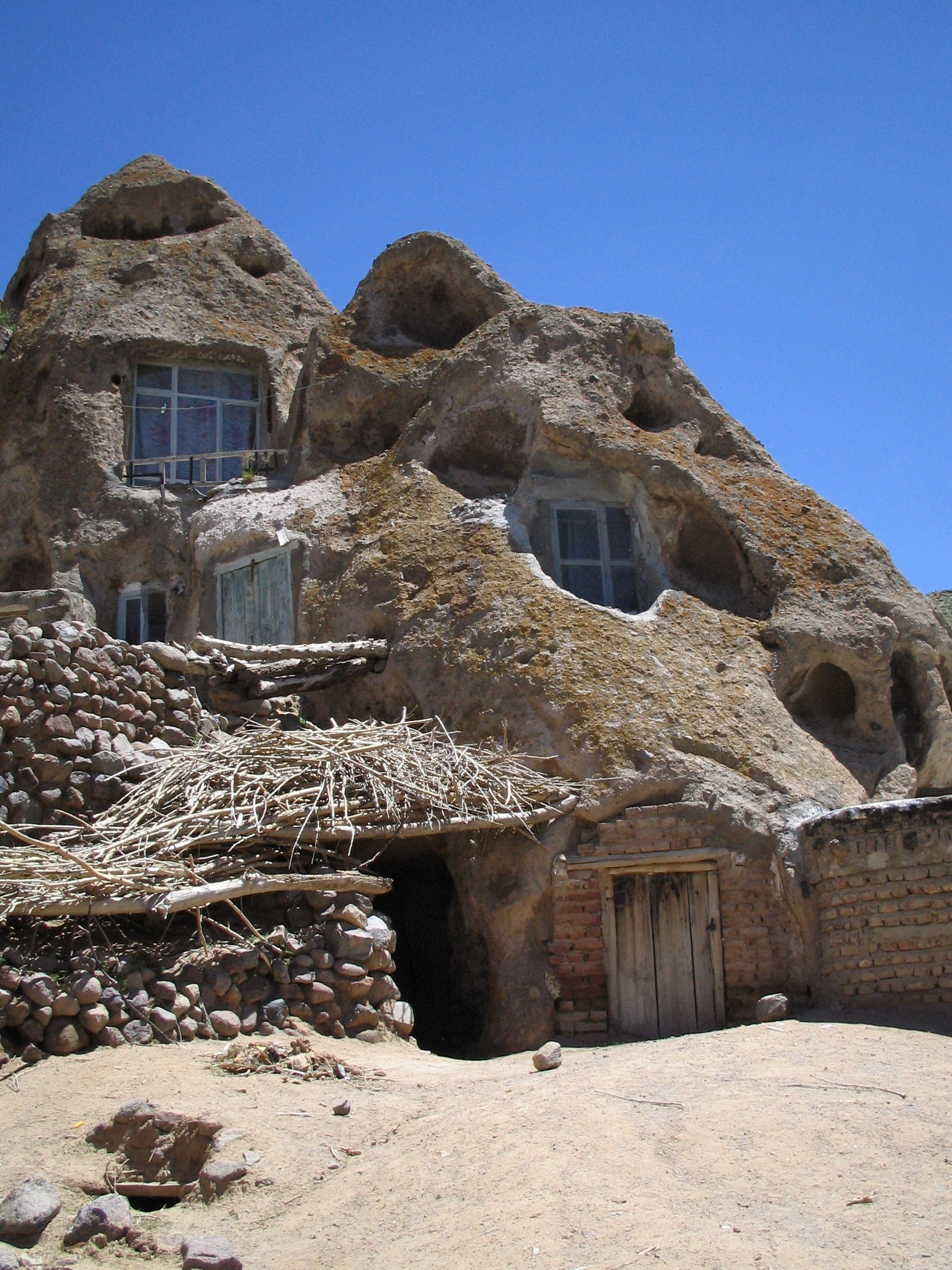
Kandovan en Iran.

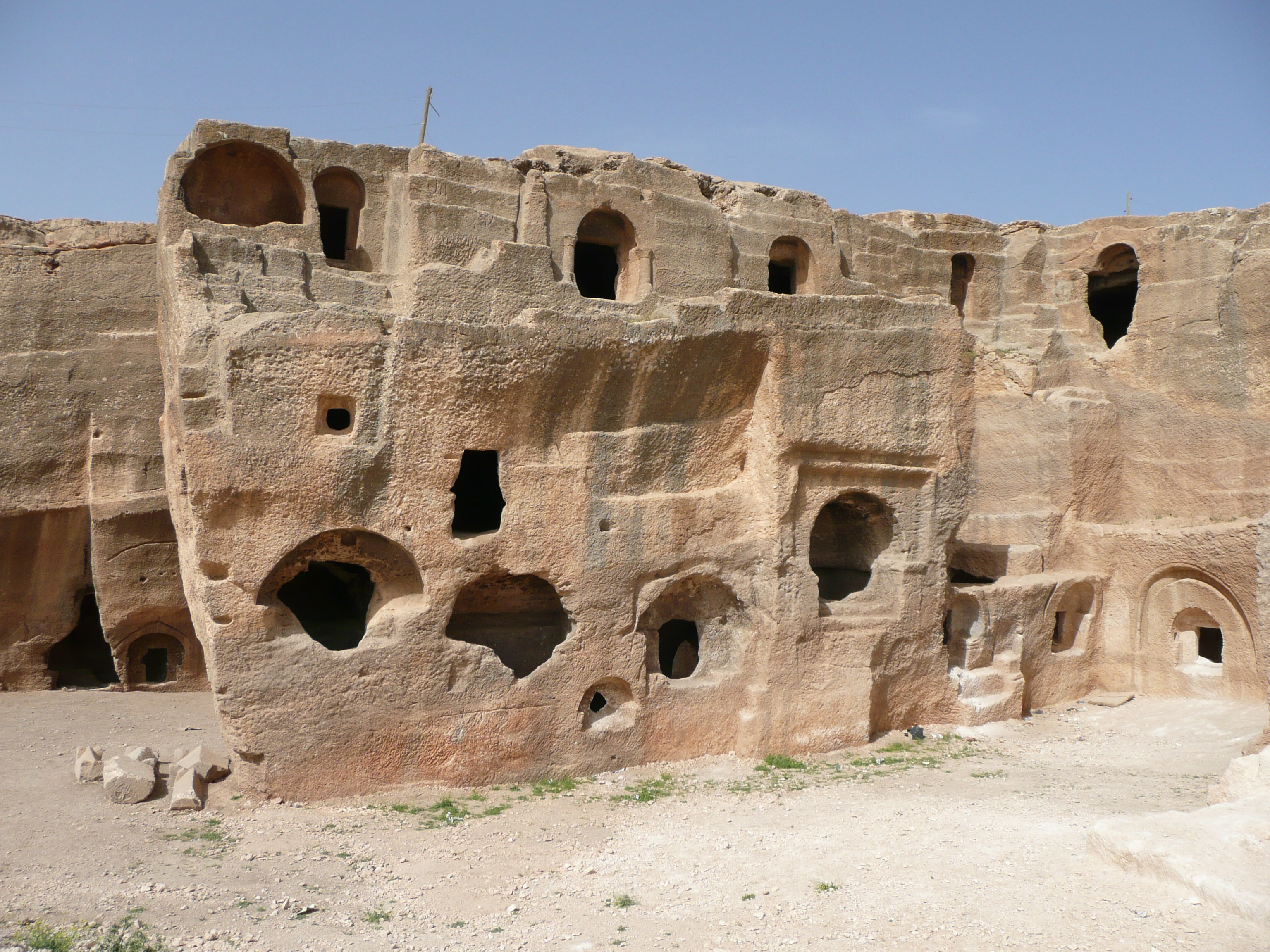
Habitat troglodytique de Dara, en Turquie.

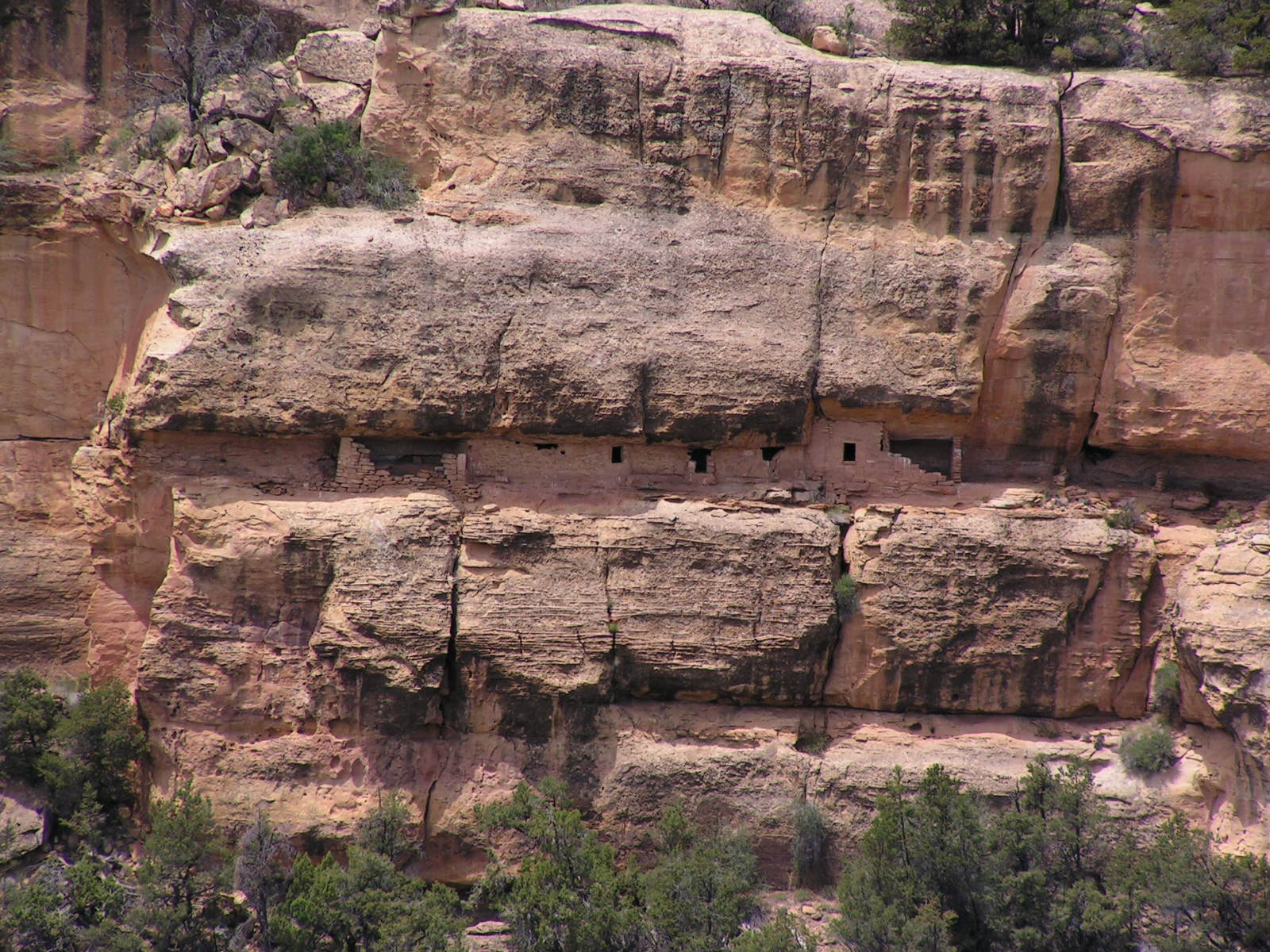
La House of Many Windows, au Colorado, aux États-Unis.

Pour les articles homonymes, voir Troglodyte.
L'habitat troglodytique est, depuis la Préhistoire, une architecture rudimentaire ou somptueuse, présente dans différentes traditions, consistant à aménager des habitats souterrains ou creusés dans le rocher à flanc de montagne. Les maisons troglodytiques sont généralement creusées dans des roches sédimentaires (calcaires, molasse, grès, tuf, lœss, etc.) ou volcaniques (cendres, tuf tendres, etc.) sous tous les climats. De l'abri sous roche, au château ou à la cité souterraine, cette architecture a une fonction d'habitat temporaire ou permanent mais revêt traditionnellement d'autres usages domestiques ou agricoles et également, assez souvent, une fonction religieuse dans de multiples sociétés.

## Origines

### Vocabulaire
Le mot « troglodyte » vient du latin troglodyta, lui-même du grec ancien τρωγλοδύτης / trōglodutēs, « qui habite dans des trous », de τρώγλη / trṓglē, « trou », et δύνω / dúnō, « s'enfoncer, pénétrer dans ». Un troglodyte est un être humain ou un animal (y compris invertébré) habitant une caverne ou une demeure creusée dans le roc ou s'appuyant sur des falaises ou des grottes naturelles ; le troglodyte est l'habitant de cette maison permanente ou saisonnière. Les expressions : habitat troglodytique, cité troglodytique, maison troglodytique, etc., sont couramment utilisées pour parler de la vie dans le monde souterrain.
Plusieurs termes, utilisés en biologie, nuancent les modes d'occupation de l'habitat troglodytique, l'espèce y étant inféodée à des degrés divers :
- troglobie : désigne un mode de vie exclusivement troglodytique, des animaux cavernicoles,
- troglophile : désigne l'attrait non exclusif pour l'habitat troglodytique,
- trogloxène : désigne une occupation troglodytique occasionnelle, principalement à des fins de refuge temporaire ; c'est le cas des ours et des humains.

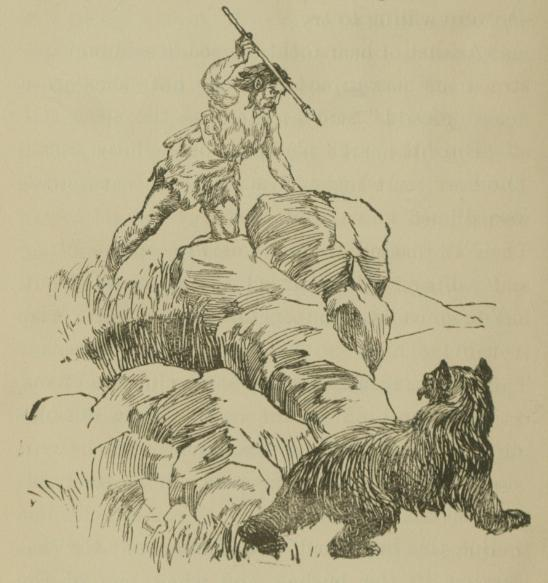
L'homme des cavernes (The cave boy of the age of stone, Margaret A. McIntyre, ca. 1923).

### Les Troglodytes
Le peuple antique des Troglodytes vivait en Égypte, à proximité de la mer Rouge, installé dans les anfractuosités des rochers. Les auteurs antiques sont nombreux à y faire allusion comme Hérodote, Claude Pline, Tacite, Flavius Josèphe, etc.
Ainsi dans son Histoire naturelle, Pline l'Ancien donne une description des Troglodyteant à divers peuples plus ou moins mythologiques, les Garamantes, les Augyles, etc. :
« Les Troglodytes creusent des cavernes, ce sont leurs maisons ; la chair des serpents leur sert de nourriture ; ils ont un grincement, point de voix, et ils sont privés du commerce de la parole. Les Garamantes ne contractent point de mariages, et les femmes sont communes. Les Augyles n'honorent que les dieux infernaux. Les Gamphasantes, nus, ignorants des combats, ne se mêlent jamais aux étrangers. On rapporte que les Blemmyes sont sans tête, et qu'ils ont la bouche et les yeux fixés à la poitrine. »
Plus tard, dans sa classification des êtres vivants Carl von Linné regroupe en troglodytes : Homo nocturnus, Homo sylvestris, Orang-Outang et Kakurlacko. Par la suite, dans Amoenitates academicae (1763), il définit un taxon assez vaste Homo anthropomorpha désignant une variété de créatures mythologiques et proches de l'homme, comme le troglodyte, le satyre, l'hydre, le phoenix. Il ajoute que ces créatures n'existèrent pas vraiment mais qu'elles étaient des descriptions inexactes de créatures ressemblant aux grands singes (Pan troglodytes, le chimpanzé a conservé cette dénomination scientifique).
Quant à Montesquieu dans les Lettres persanes XI à XIV, il relate l'histoire des Troglodytes mais la fable, sous couvert de description d’un peuple d’Orient, à la mode à cette époque, a pour but de développer les idées de l’auteur sur les mœurs de la société.
Le Petit Larousse de 1920, publie une photographie avec une note qui présente les troglodytes comme des sortes de sauvages : ainsi, les auteurs rapportent que Pline l'Ancien, Ptolémée et Strabon ont parlé des Troglodytes : selon Strabon, ils ne cultivaient pas la terre mais habitaient les anfractuosités des rochers et vivaient des produits de leur chasse. Les femmes et les enfants étaient en commun. Ils mangeaient aussi les serpents, selon Pline l'Ancien, et n'avaient aucune langue fixée mais poussaient de simples cris gutturaux...
Débarrassée de la mythologie, la vision accordée au mode de vie trogodytique s'est nuancée d'autant qu'il est universel, dans le temps et l'espace, et prend des formes assez variées adaptées aux climats, à la possibilité d'utiliser les cavités naturelles ou de les creuser et, aux catégories sociales y vivant temporairement ou de façon permanente. Aujourd'hui encore, dans de nombreuses parties du monde, les populations ayant construit leurs habitats dans des abris naturels, de profondes grottes ou creusées dans des parois calcaires ou d'autres roches sont toujours appelés troglodytes.

### Terminologie et toponymie
La toponymie reflète la richesse des sites et des situations du troglodytisme en France et une histoire ancienne. Cartes, cadastres, traditions orales, etc., parlent des sites souterrains utilisés par les hommes.

#### Langues
- avenc : gouffre, grotte (occitan, catalan) ;
- balma, balme ou baume, baumée indiquent une grotte, un creux sous un rocher, une caverne, un conduit souterrain (occitan, catalan) ;
- caraveu, caravel, caravenc : gouffre, précipice ou tout simplement creux (occitan) ;
- cauna : grotte, caverne, trou, cavité (occitan) ;
- spelunque : caverne (ancien français); espluga (catalan).

#### Régions
- aven : gouffre (régions karstiques des causses et vallées de l'Aveyron et de la Lozère (Massif central) ;
- baoumita : grotte (Ubaye) ;
- barbacane : grotte (Queyras) ;
- beurne : grotte (Mâconnais) ;
- borne : antre, grotte, caverne (Jura) ;
- bougeo : grotte (Finistère) ;
- bove : habitation souterraine (Nord), grotte (Oise) le terme est souvent au pluriel (boves ) ;
- bovel et bouveau : galerie de mine ;
- bovet : cave ;
- bovette : caverne servant d'étable ;
- castillo : grotte profonde (grotte d'El Castillo en Espagne) ;
- catiche : carrière dans la craie ou la marne (Hauts-de-France) ;
- cavo, cava : souterrain, creux, conque (Alpes-Maritimes) ;
- cluzeau ou cluseau : en Limousin et en Périgord, abri creusé dans le sol ou taillé dans une paroi rocheuse[7] ;
- cruzel et crusel : souterrain, refuge, grotte, habitat troglodytique (Saintonge, Tarn) ;
- croto, crotte, crouoto, carato : cave, crypte, souterrain voûté ;
- cròta : cave, crypte, souterrain voûté (Midi)[8] ;
- gourc, Gourco : gouffre, bassin rocheux empli d'eau parfois avec cascade (Alpes-Maritimes) ;
- glacière : grotte où l'eau des pluies gèle (La Réunion) ;
- scialet : grotte où l'eau des pluies gèle (Alpes) ;
- muche : cachette (Normandie et Picardie) (le terme est souvent au pluriel, muches) ;
- poucazo : grotte profonde (Castillon) ;
- quèbe, quiébo, québasse : creux, crypte, grotte (Pyrénées, Sud-Ouest) ;
- separa, saparella ou spelonga : grotte ou caverne (Corse) ;
- soubau : grotte, excavation (Languedoc) ;
- soubis : grouffre (Poitou) ;
- tanne, tannet, tannaz, taverno, tûna, tune : grotte, trou, tanière, caverne ou cave voûtée, grotte (Savoie, Suisse, Alpes-Maritimes) ;
- touo, toue : creux, crypte, grotte (Pyrénées) ;
- trau, trouc, trauc, treu : trou (Gascogne), (Champagne) ;
- traucasse : augmentatif de trou, grand trou (Provence), (Ariège) ;
- trou : gouffre ou trou (Guadeloupe et La Réunion) ;
- xilhogune, xilhoka : grotte (Soule) (Pyrénées).

## Historique et typologie
La forme revêtue par les structures pour la vie souterraine est assez diversifiée.

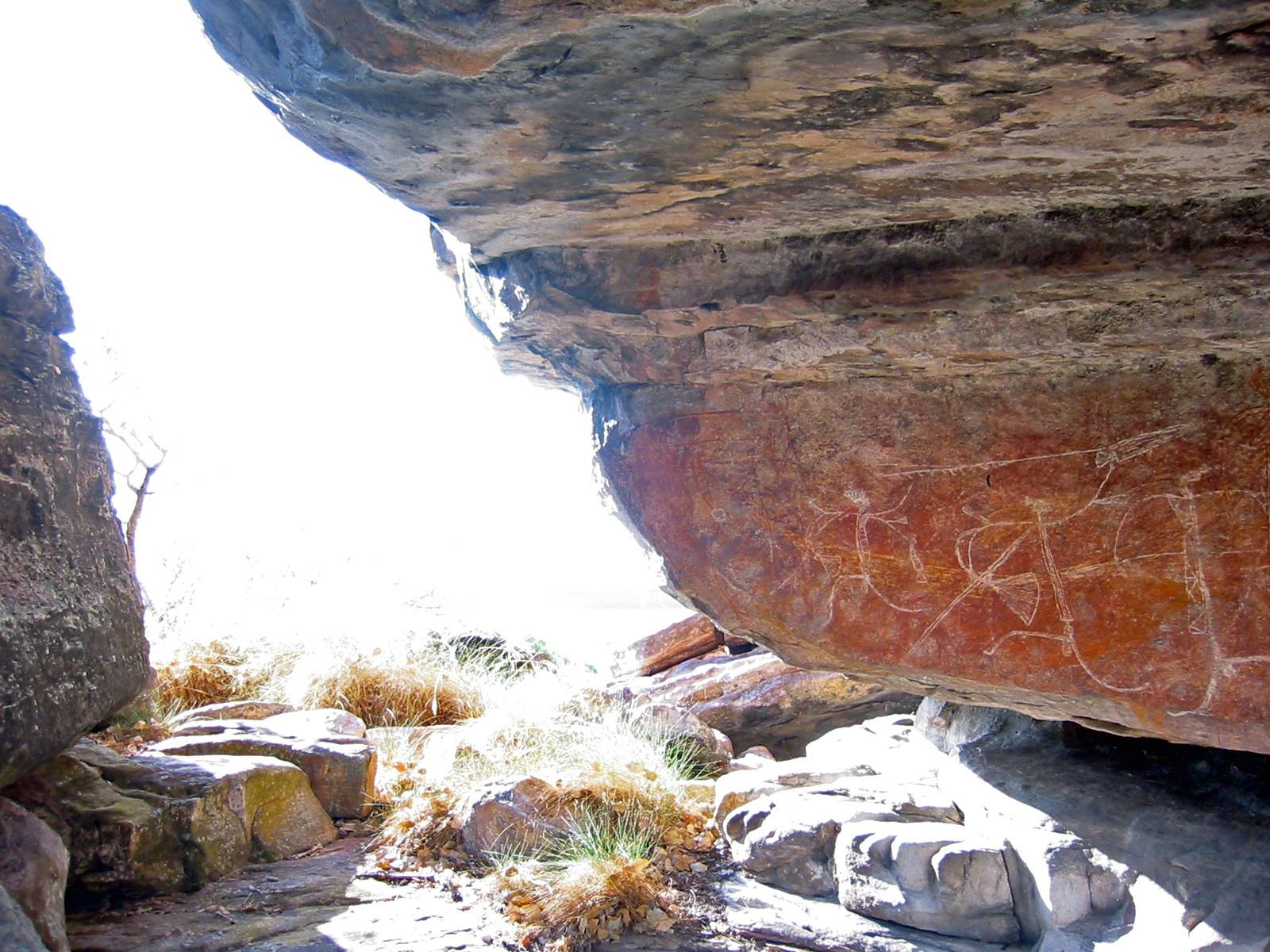
Art aborigène en abri sous roche, Ubirr Art Site, parc national de Kakadu, Australie.

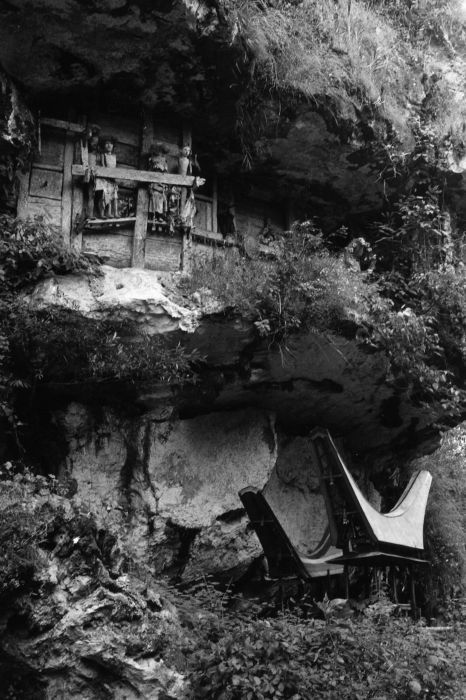
Tombes rupestres toraja fermées par des planches et poupées à l'effigie des défunts (tau-tau), Indonésie.

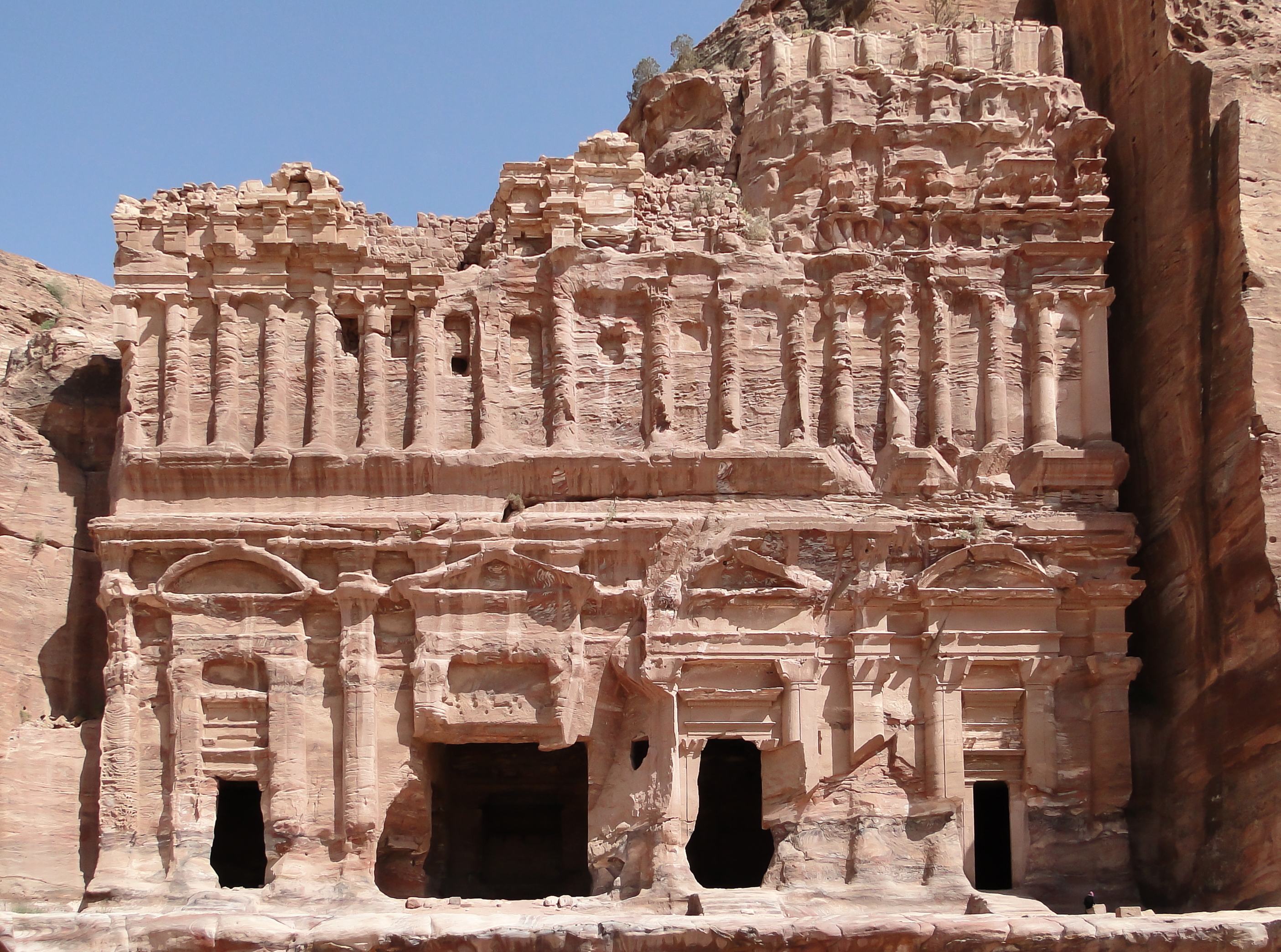
Pétra, la capitale nabatéenne, Jordanie.

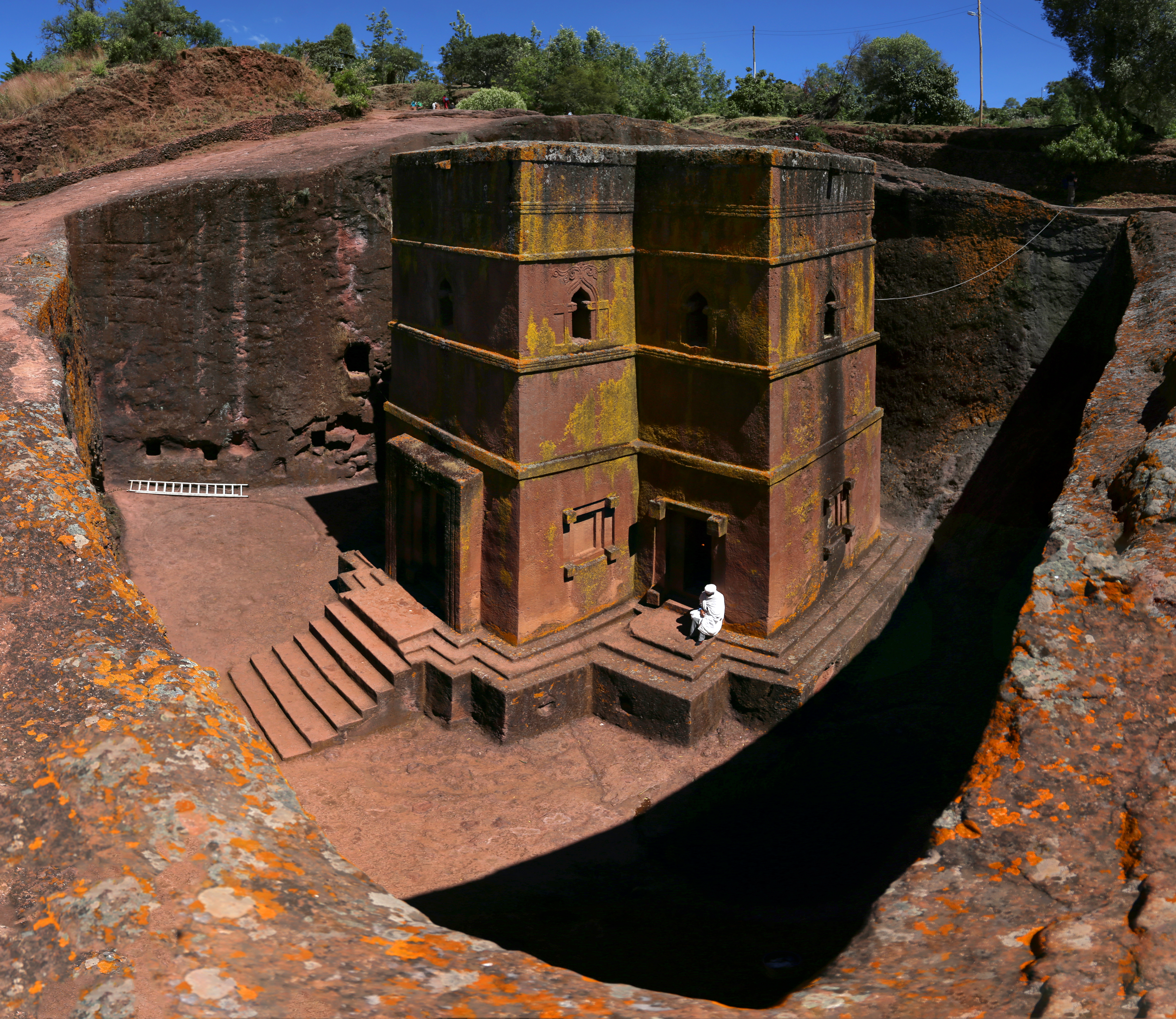
Église Saint-Georges à Lalibela, Éthiopie.

### Les premiers habitats troglodytiques
Les grottes naturelles ou abris sous roche ont été utilisées depuis la Préhistoire en campements généralement saisonniers. L'art pariétal au Paléolithique témoigne de cette présence de l'activité humaine dans les grottes et abris sous roche. En France, plus de 170 sites, pour la plupart dans le Sud et le Sud-Ouest (voir par exemple la grotte de Lascaux et la grotte Chauvet) se développent sur une période d'environ 26 000 ans, de l'Aurignacien (il y a 38 000 ans) à la fin du Magdalénien (il y a 12 000 ans). Les régions calcaires traversées par des réseaux karstiques de France et d'Espagne offrent la plus grande densité de sites d'art pariétal, suivies par le Portugal, l'Italie, la Roumanie et l'Angleterre.
Le véritable habitat troglodytique commence avec le Néolithique, d'une protection épisodique dans une cavité rocheuse, grande ou petite, l'homme passe à un habitat plus permanent, creusé, aménagé dans la roche à la faveur d'un contexte géologique et climatique favorable. Des habitats enterrés, pas à proprement parler creusés dans la roche, complètent les possibilités d'abris avec des modes de vie comparables (par exemple aux Orcades pauvres en bois), les maisons semi-enterrées et couvertes de tourbe (Irlande, L'Anse aux Meadows de Terre-Neuve, etc.) s'en approchent en comparaison de l'habitat actuel dominant. Outre la fonction d'habitat, l'occupation devient cultuelle, funéraire, défensive et économique (stockage). Cette forme d'architecture demande de l'habileté et se trouve particulièrement adaptée aux milieux pauvres en bois d'où une assez grande densité d'habitats troglodytiques en milieu aride ou dépourvus de forêts en raison de la fraîcheur du climat ou encore de la surexploitation de leur écosystème.
Les habitats construits ou creusés (cités, casemates, etc.) constituent des structures communes pour la vie souterraine élaborées à partir de techniques minières, parfois très anciennes. Ces habitats peuvent être très profonds et comporter des kilomètres de galeries et des dizaines d'étages.

### Le contexte naturel
La grande diversité des formes du patrimoine rupestre témoigne de la capacité de l'homme à s'adapter à son environnement.
Les matériaux dans lesquels sont établis ce type d'habitats sont assez variés, la position topographique également, en versant de vallée, en falaise ou escarpement, à la surface d'un plateau, etc.

#### Roches volcaniques
- Le plateau de Perrier dans les matériaux du strato-volcan des Monts Dore, dans la vallée de l'Allier (entre deux millions d'années à 400 000 ans), le village des Roches atteste d'une présence troglodytique depuis au moins la période celtique, actuellement il reste quelque trois-cents grottes et caves[11].
- Les cendres volcaniques de l'Anatolie centrale ont été fortement érodées en badlands, les maisons pyramidales, les étables, les pigeonniers, les chapelles de la Cappadoce y ont été aménagées par des moines et ermites chrétiens[12].

#### Matériaux sédimentaires
- Les lœss du bassin du Fleuve Jaune, en Chine du Nord, hébergent de nombreuses habitations troglodytiques (yaodong 窑洞 ou maisons-grottes) dans les quatre provinces du plateau de Lœss[13].
- Dans le grès alsacien, la Maison des Rochers de Graufthal[14].

#### Karst ou pseudokarst
Les formes karstiques de par leur nature sensible à la dissolution ont toujours offerts aux hommes de toutes les époques des cavités plus ou moins profondes et lui ont ouvert l'accès au monde souterrain (chtonien).
Les conditions naturelles climatiques et géologiques (lithologie et structure) constituent également des contraintes voire des risques quant à la pérennité et la salubrité de cet habitat. Il s’agit des infiltrations, remontées capillaires, ruissellement, gélifraction, décompression de la roche, fontis et foisonnement. Un fontis constitue un effondrement généralement localisé. La pression des terrains de recouvrement ou la circulation d’eau peuvent provoquer la détérioration du ciel et des piliers de soutènement (voir également la géomorphologie du karst ou du pseudokarst).

### Les usages traditionnels

#### Habitat permanent
De l'habitat nomade, temporaire, du Paléolithique dans les sites de refuges naturels (grottes et abris sous roches), l'homme se sédentarisant est passé à un mode généralement plus pérenne et construit ou creusé.
On évalue à quelque 25 000 le nombre d'habitants de maisons troglodytiques en France au début du XXe siècle.
Une étude réalisée dans le Chinonais (Indre-et-Loire) a mis en évidence les différentes phases du passage d'une habitation troglodytique à une habitation indépendante hors sol. Il y eut tout d'abord des grottes naturelles qui servirent simplement d'abris aux premières populations (exemple : le coteau Sainte-Radegonde à Chinon). Puis on aménagea certaines grottes en y ajoutant un mur de façade en tuffeau percé de deux ouvertures (la porte et la fenêtre), voire, parfois, en y installant une cheminée : ce sont les « caves demeurantes ». Au stade suivant, on adossa une maison au rocher en érigeant trois murs (deux pignons et une façade) en avancée : la « cave demeurante » devient soit une pièce annexe de l'habitation, soit une cave à vin. Étape ultime, la maison se détache complètement du rocher et seule la cave reste troglodytique.

#### Habitat saisonnier ou temporaire
Les quèbes ou quèves (du béarnais quèba) de la vallée d'Ossau dans les Pyrénées-Atlantiques étaient des anfractuosités sous rocher sommairement aménagées comme abris temporaires par les bergers dans les pâturages d'estive. Une soixantaine de ces cavités ont été inventoriées par l'ethnologue Jean-Pierre Dugène. La quèbe pouvait être fermée par un mur de protection en pierre sèche, avec éventuellement un trou d'évacuation pour la fumée du foyer et une niche en guise de placard. À défaut de muraille, une toile de marine, maintenue au sol par des piquets, venait bâcher l'anfractuosité. Sous la roche exiguë, une pierre faisait office de siège et quelques peaux de mouton étendues au sol servaient de matelas. Certaines quèbes étaient de simples postes de surveillance pendant la journée ou de repli en cas de tempête au printemps et à l'automne. Enfin, certaines cavités servaient de saloirs à fromages.

#### Fonction économique: usages domestiques et agricoles
- Les souterrains annulaires avaient sans doute une fonction agricole au Moyen Âge en France[18].
- La glace naturelle et la neige compactée ont été pendant des siècles un moyen de conservation des aliments préservées dans les cavités naturelles, fissures ou grottes puis couloirs souterrains, anciennes carrières, caves ou cuves ont augmenté les capacités et la durée du stockage jusqu'à l'arrivée de la glace artificielle. À partir du XXe siècle, ce petit patrimoine a commencé à se détériorer[19].

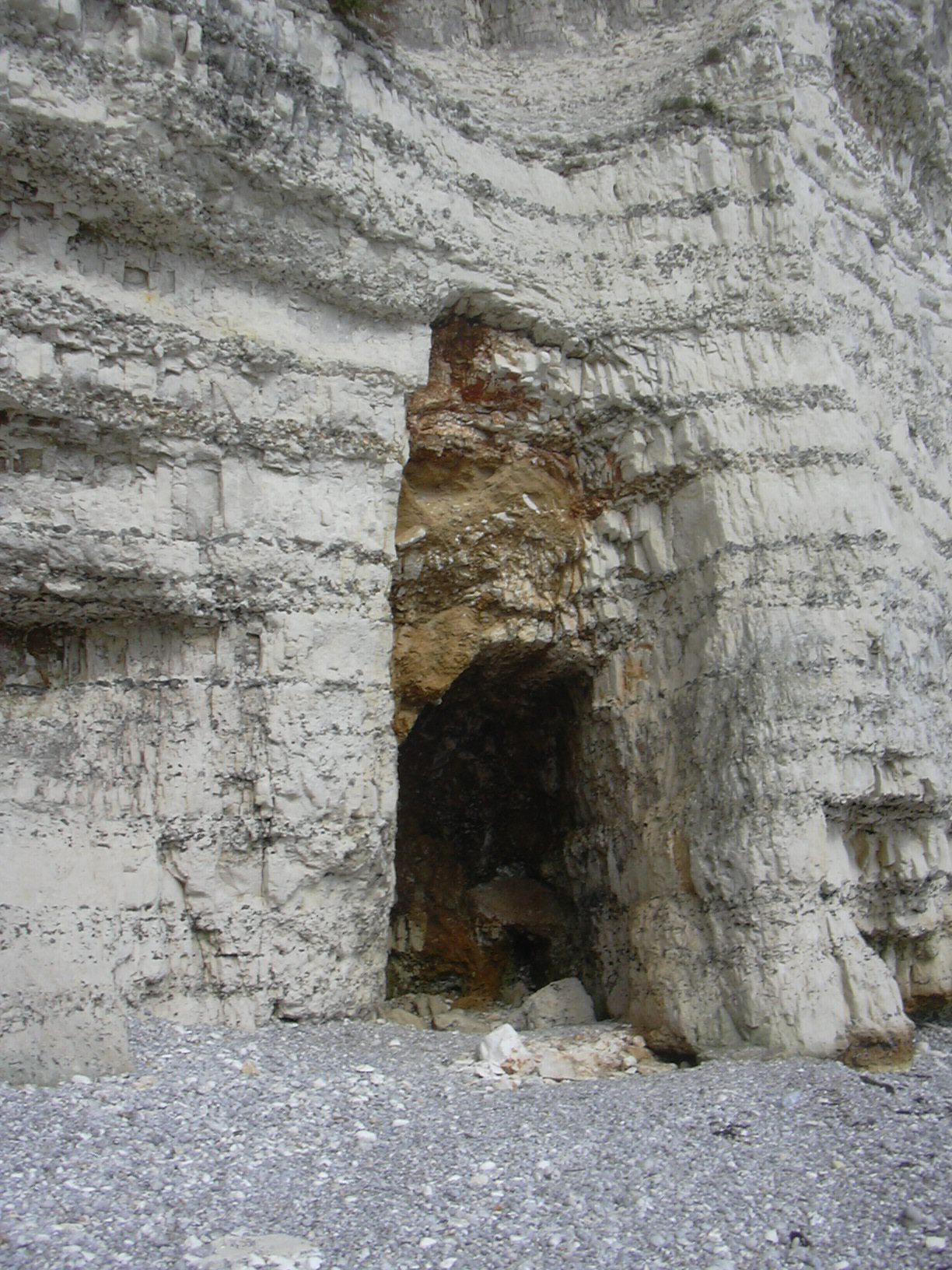
Grotte servant d'espace de stockage, Yport, falaise d'Aval, Normandie.
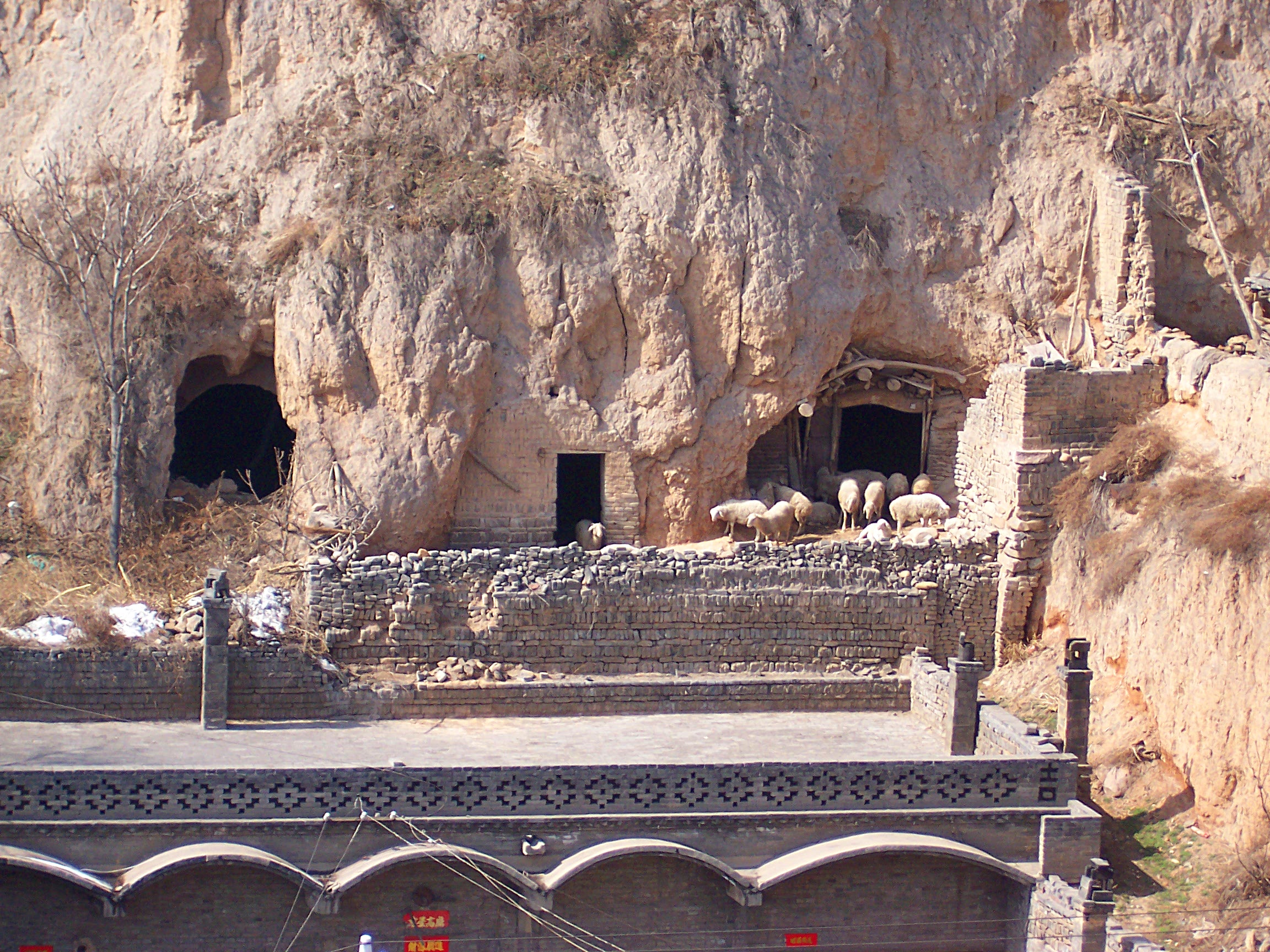
Traditionnelle maison-grotte et bergerie, famille Wang (王家大院), Lingshi, Province du Shanxi, Chine.

#### Fonction défensive: les refuges
- Les centaines de grottes dans les tubes de lave, parfois très petites, ont constitué des cavités refuges à Rapa Nui voire parfois occupées par des jardins, à l'abri des vents.
- La cité souterraine de Naours, Somme, a d'abord été un site d'exploitation carrier vers le Xe siècle puis lors des invasions du XVIe siècle, les muches (cachettes en picard) sont un refuge pour les villageois et leur cheptel.
- Avec la conquête de la Crimée par les Russes, la population réfugiée des villes troglodytiques, s’installe dans les villes et sur la côte. Les forteresses sans plus d’utilité sont peu à peu abandonnées. Il reste au tourisme actuel les impressionnants vestiges d'églises et de fortifications.
- La craie turonienne a été extraite des sous-sols d'Arras dès le Xe siècle et les souterrains connurent plusieurs fonctions (caves, silos… ). Le réseau de galeries s’étend sous toute la ville et au-delà. Il a servi d'abris pendant les deux guerres mondiales et en particulier de préparation de l'attaque britannique en avril 1917 lors de l'offensive de la Bataille d’Arras. Ce sont cinq-cents tunneliers néo-zélandais qui furent chargés de relier les différentes carrières de la ville et quelque 24 000 soldats britanniques sortirent des souterrains (boves ou catiches) pour surprendre l'Armée allemande.

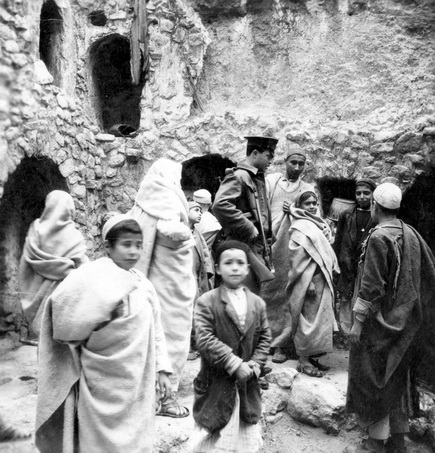
Communauté juive troglodyte de Tigrina (Libye), 1943.

- À dix heures de route de Tripoli (Libye), Tigrina ou Tighrinna, une communauté juive d'habitants des cavernes de la région de Gharyan en Libye, parlant l'hébreu, est découverte en 1943 dans un village situé dans des fosses d'environ dix mètres de profondeur et de plusieurs dizaines de mètres de diamètre qui ont été creusées dans la roche tendre d'une grande colline basse. On descend dans les fosses par des escaliers creusés en périphérie jusqu'à son fond, et autour de ce dernier, côte à côte, des appartements convenables ont été creusés dans les murs de la fosse. Les villageois dirent que leur mode de vie, qui se déroulait ainsi depuis des générations, avait été choisi pour des raisons à la fois de sécurité et de protection contre les fortes chaleurs qui règnent dans leur zone semi-désertique.[réf. nécessaire]
- La ville souterraine de Pékin (地下城, Dìxià Chéng) est un abri souterrain relié par un réseau de tunnels (la Grande Muraille souterraine). Creusée lorsque la Chine populaire redoutait une attaque nucléaire soviétique, la cité constitue aujourd'hui un attrait touristique.
- En 1961, le gouvernement américain distribue à cinq millions d’exemplaires, un fascicule intitulé L’abri anti-atomique familial. La menace de conflit nucléaire dans les années 1960, a conduit au développement d’abris anti-atomiques (Cf. Jay Swayze et son entreprise Geobuilding Systems concevant un modèle de bunker « palace tex-mex »). Le retour sous terre évitait la confrontation aux éléments naturels et permettait la protection des radiations atomiques. La culture underground devient une contre-culture et dans ce contexte écologistes brandissent la menace de la raréfaction des ressources[20],[21].

#### Fonction cultuelle: sépultures et sanctuaires[22]
- Le Trésor d'Atrée ou tombe d'Agamemnon, Mycènes, est une tombe à coupole enterrée datant de 1250 av. J.-C.
- Ajantâ (Inde centrale) est un lieu de retraite des bouddhistes entre le IIe siècle av. J.-C. et le Ve siècle apr. J.-C. : vingt-neuf temples rupestres ornés de fresques ont été creusés dans la paroi des gorges de la Waghora[23].
- La nécropole étrusque de San Rocco, Toscane.
- Les Romains rendaient un culte à Mithra dans des cryptes et temples exclusivement souterrains. Les mithraeum (temples de Mithra) étaient placés sous la double symbolique de la lumière et de l'obscurité[24].
- Le temple d'Or de Dambulla au Sri Lanka.
- Les temples d'Angkor Vat, Cambodge.
- Au royaume du Mustang, vingt-neuf cités troglodytiques ont été découvertes et recensées par Michel Peissel[25] en 1964. Un éboulement récent (1994) a mis au jour des ossements et des poteries que les services archéologiques népalais datent d'il y a plus de 3 000 ans. L'American Himalayan Foundation (2007-08) a découvert des manuscrits prébouddhistes, des chambres funéraires et des peintures datant du XIIIe siècle, antérieures à la fondation du royaume de Lo[26].
- Les mastabas égyptiens : tombes généralement familiales creusées à flanc de coteau et maçonnées, des premières dynasties pharaoniques[27].
- les tombes torajas troglodytiques des Célèbes, une pièce est creusée dans la paroi rocheuse et scellée par une porte de bois, peinte ou sculptée, où les affaires du défunt sont accrochées. La chambre funéraire est familiale et appelée maison dont nulle fumée ne monte. Une effigie, tau-tau, est placée près de la chambre et on y accède par une échelle de bambou[28].
- Les sépultures malgaches en position d'abris sous roche : à la manière des sépultures indonésiennes, les anciennes traditions malgaches disposaient des sépultures dans des cavités difficilement accessibles des parois rocheuses.
- Onze églises médiévales monolithiques creusées dans le roc par le roi Lalibela, Éthiopie ; classées au patrimoine mondial de l'humanité en 1978[29].
- Les nombreuses catacombes chrétiennes : comme Rome, Paris possède un réseau de catacombes et de carrières reliées entre elles, de plusieurs centaines de kilomètres.
- Les sites souterrains de la Première Guerre mondiale comme le Chemin des Dames.

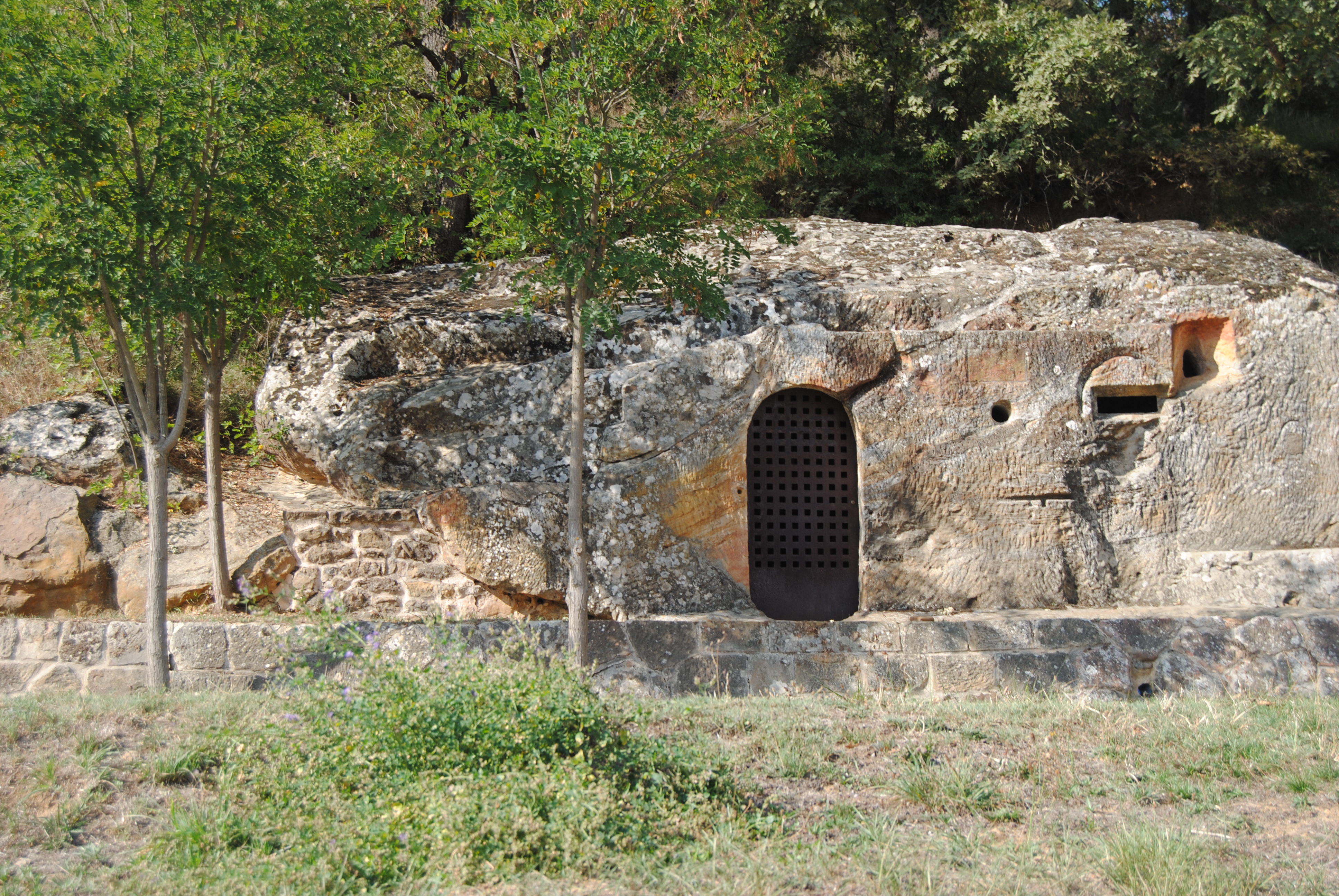
Petite église rupestre dédiée à la Vierge, Cantabrique.
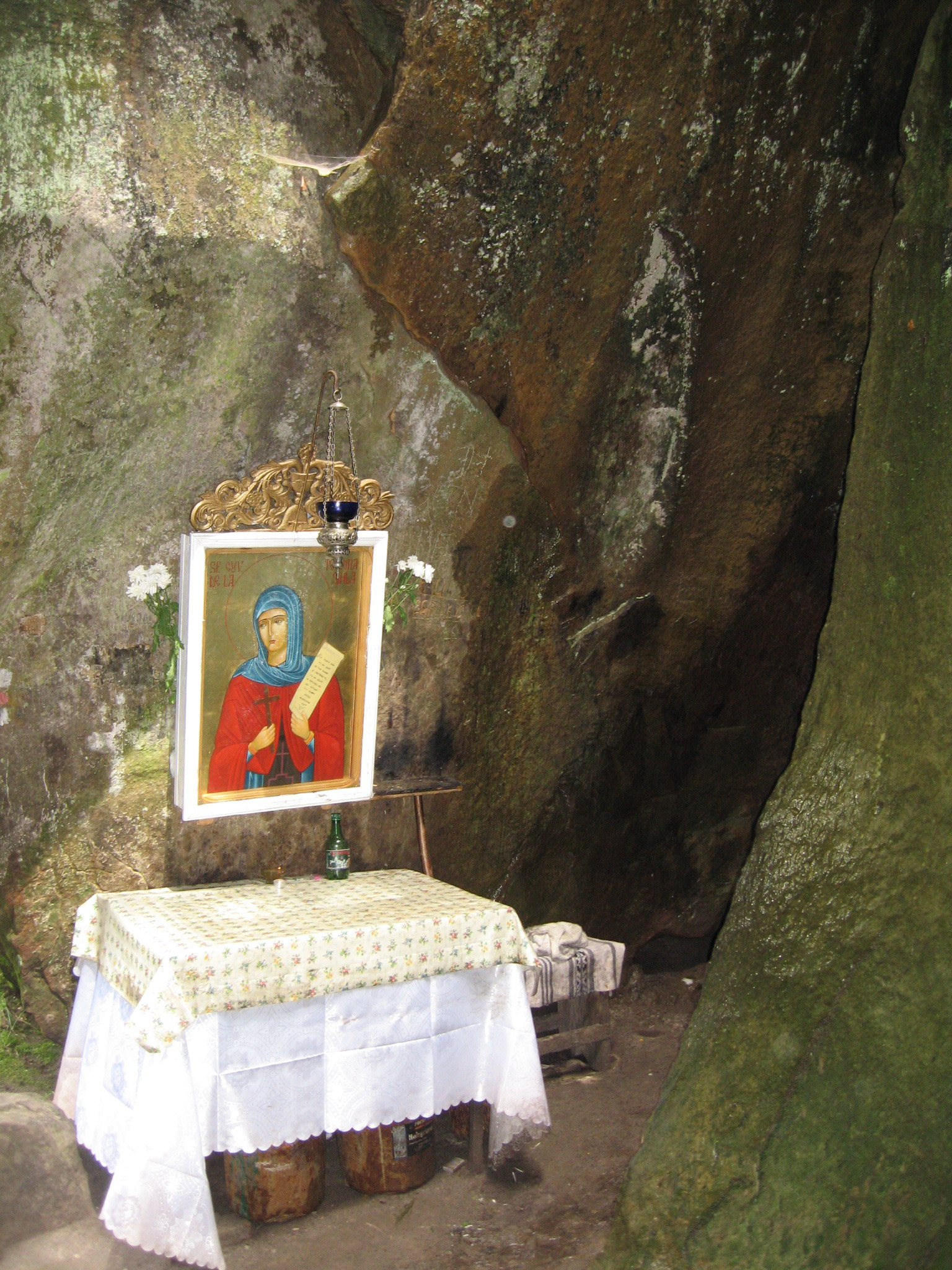
Monastère Sihla, Roumanie.
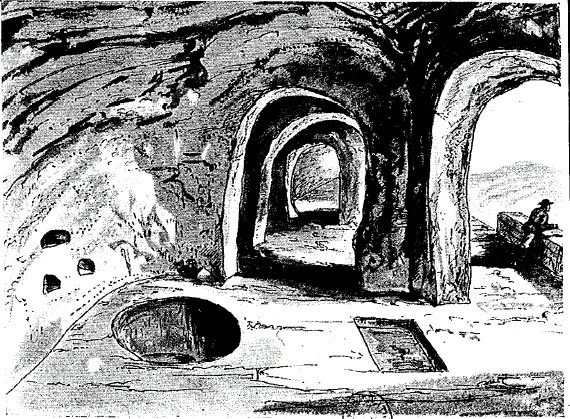
Baptistère de l'abbaye de Marmoutier avec piscine d'immersion et puits, 1911[30].
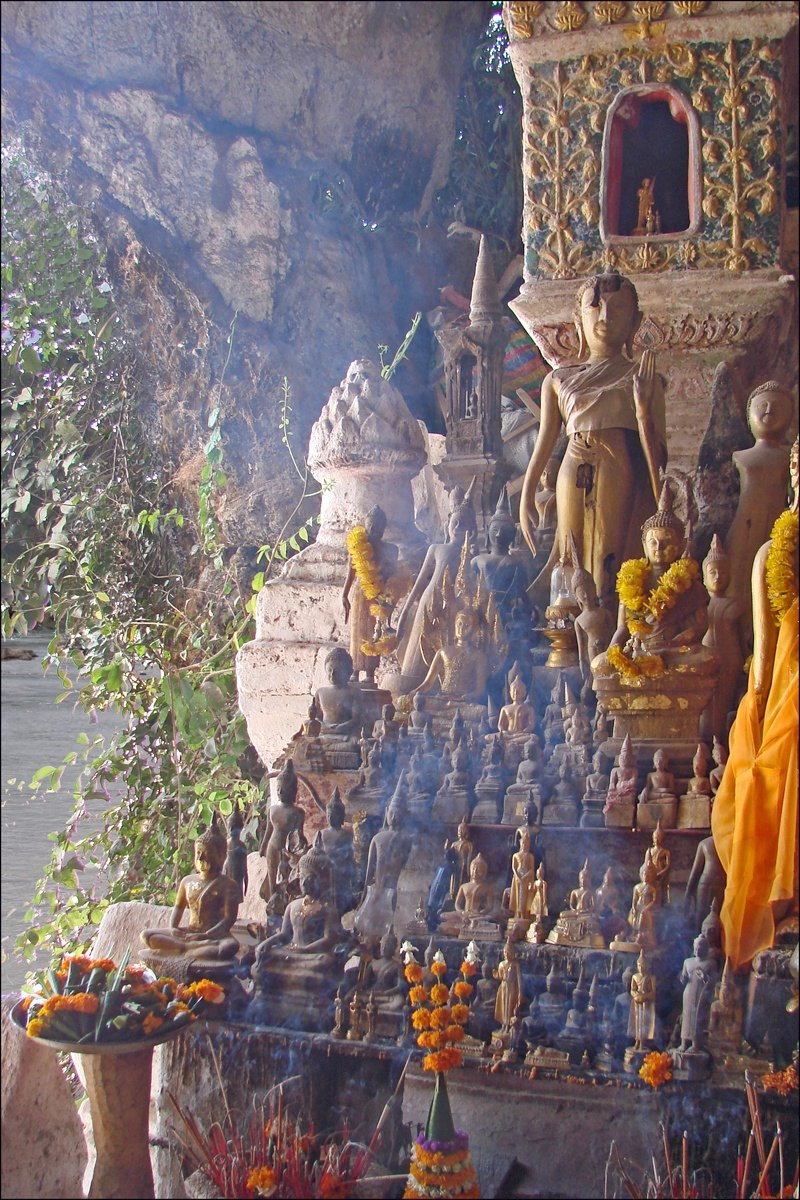
Autel à Bouddha dans la grotte du bas de Pak Ou, Laos.
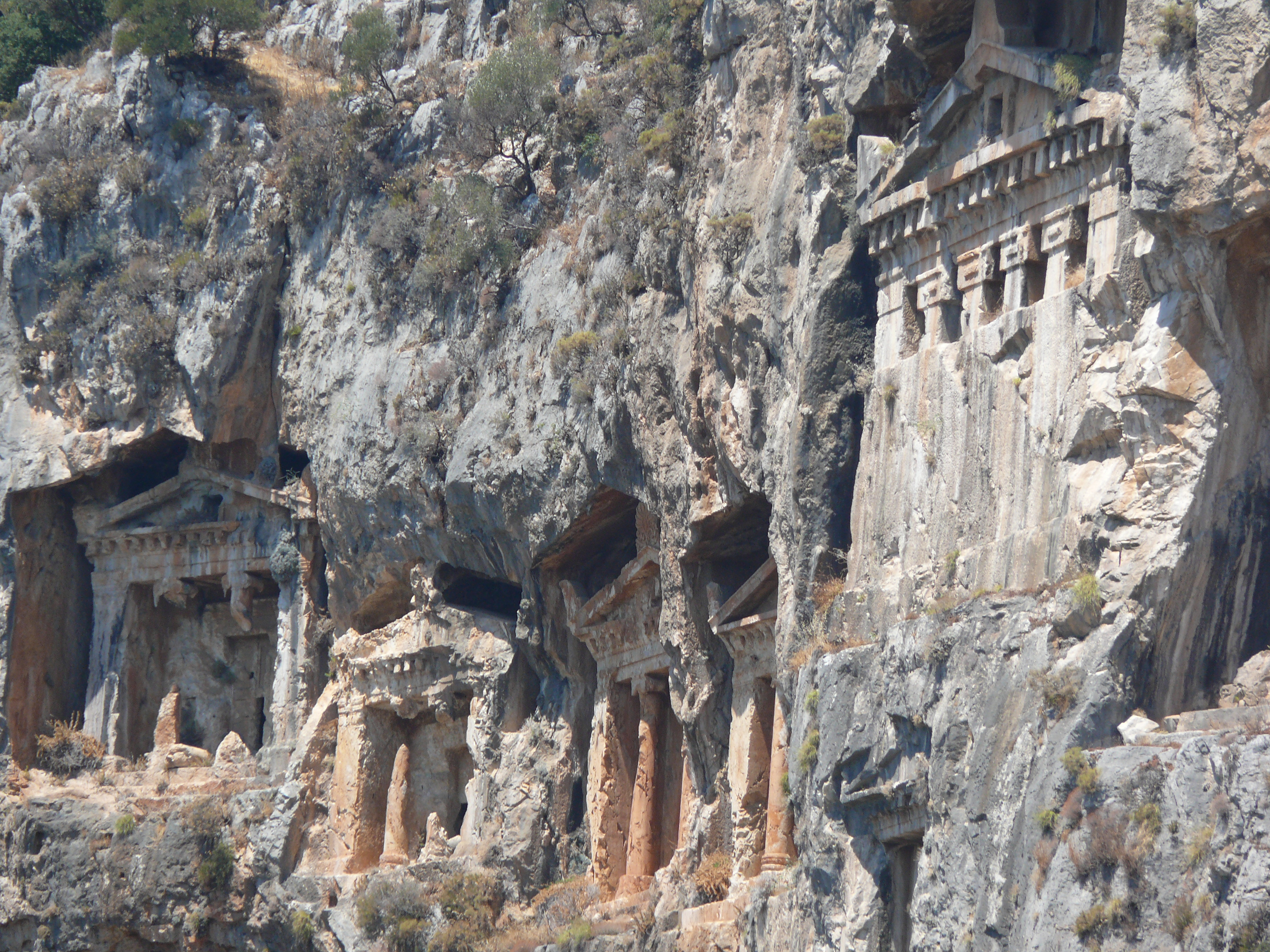
Tombes lyciennes, Turquie.
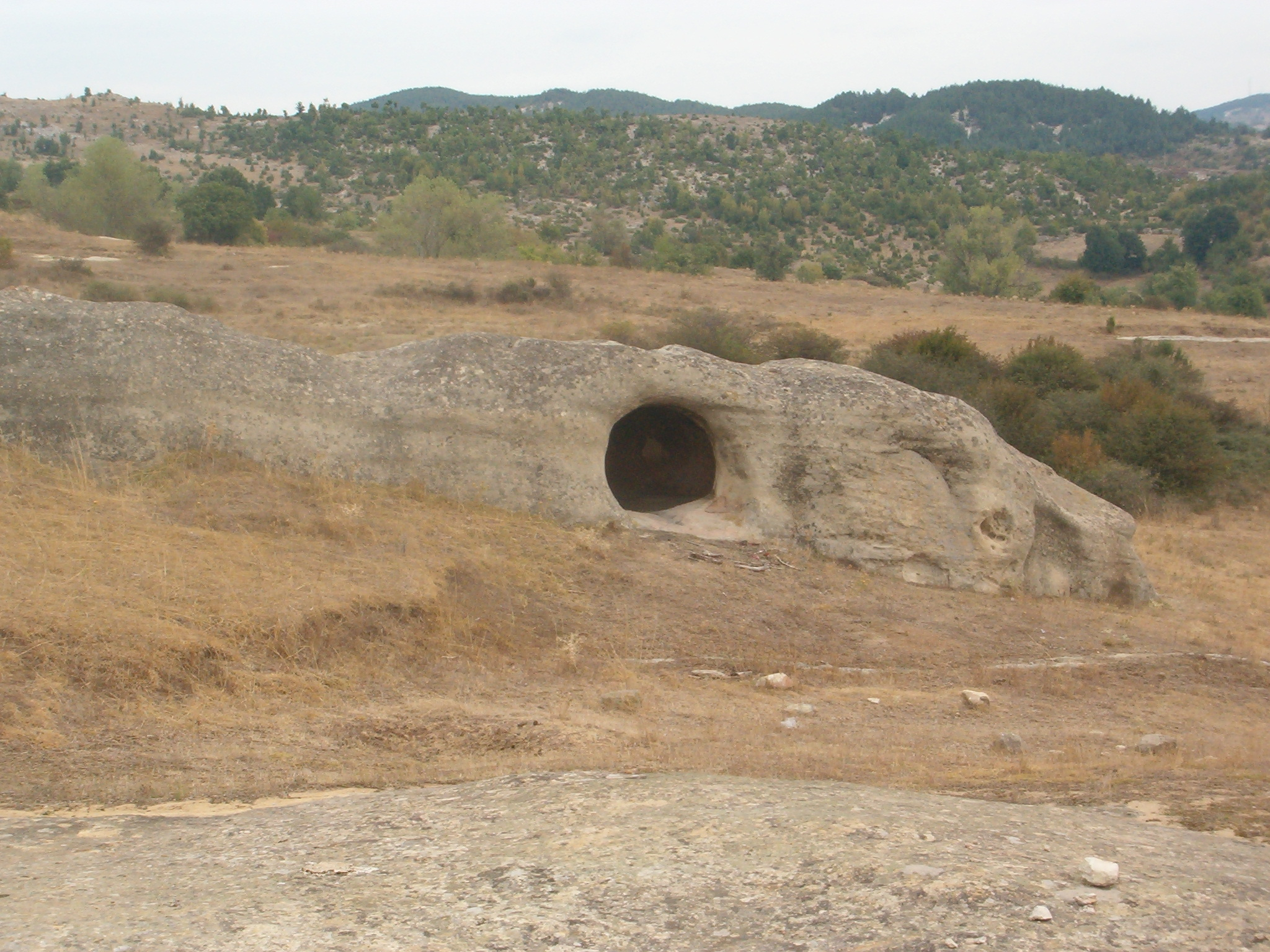
Tombe thrace, Benkovski, Kirkovo, Bulgarie.
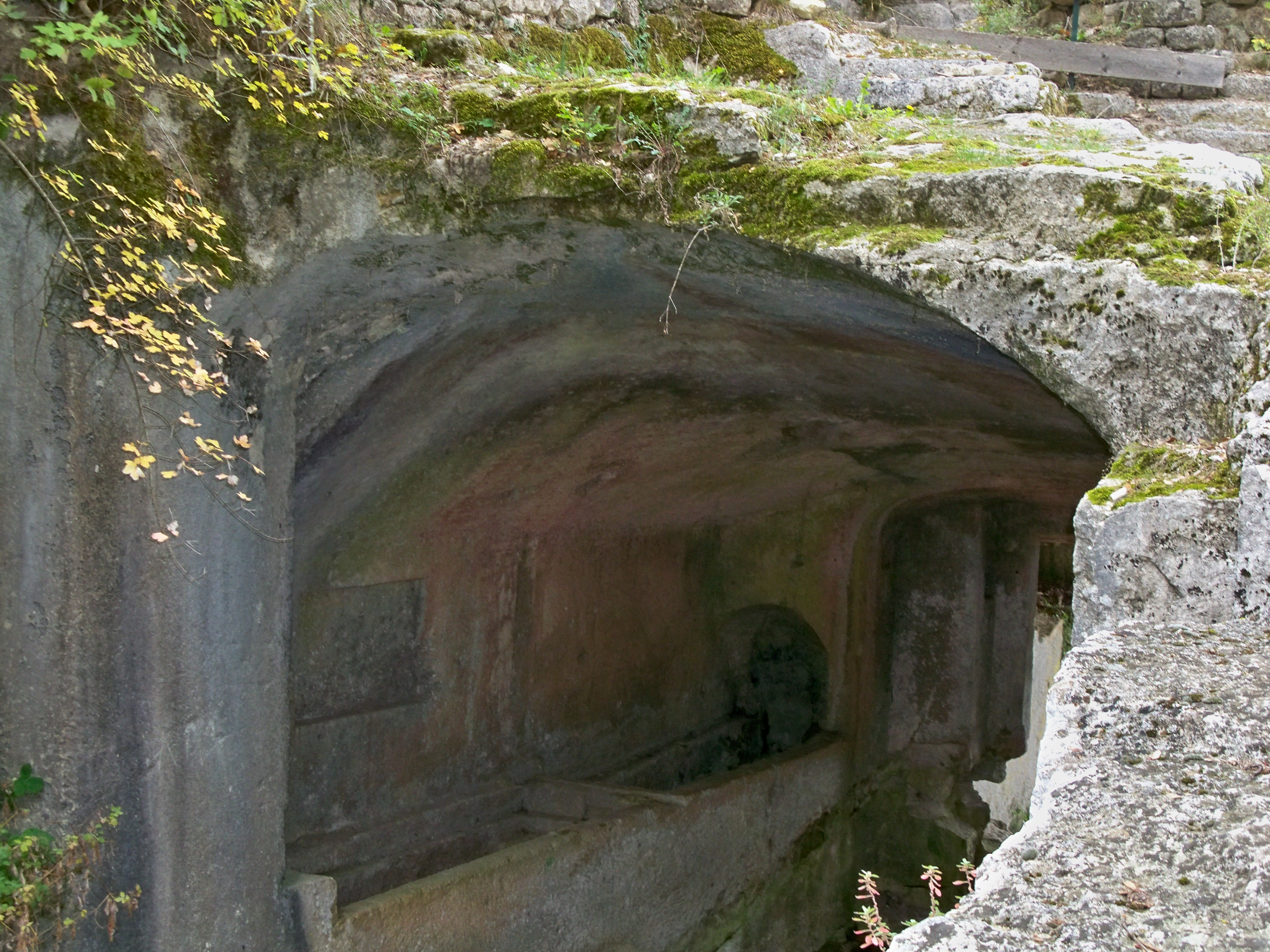
Tombes troglodytiques du prieuré de Carluc, Alpes de Haute-Provence, France.

### Les habitations troglodytiques contemporaines
Outre l'originelle situation de refuges, de protection contre un ennemi, il peut s'agir de constructions ayant un but de protection contre la dureté du climat comme la ville souterraine de Coober Pedy en Australie évitant la chaleur torride de l'Outback ou la maison-grotte traditionnelle chinoise, le yaodong. Une des caractéristiques de cet habitat est une température tempérée et relativement constante.
Comme dans le passé, l'habitat peut être complètement souterrain ou en partie avec une part traditionnelle en applique ; l'habitat est alors semi-troglodytique, avec un toit en façade.

#### Législation
La législation française concernant l'habitat troglodytique est en construction.
Dans le bassin de la Loire par exemple, il n’y a plus de creusement d’espaces troglodytiques mais une réhabilitation des caves du XVIIIe et XIXe siècles. Si un permis de construire n'est pas toujours nécessaire, l’opération de réhabilitation peut devenir assez compliquée du point de vue réglementaire. En amont de la demande de permis de construire, le plan local d'urbanisme (PLU), propre à chaque commune, définit les conditions de prévention des risques (le plan de prévention des risques : PPR) et impose des mesures et contraintes en conséquence ; il se peut ainsi que le creusement du fond de la cave ne soit pas permis ou qu'une interdiction d’aménagement soit appliquée en raison de possibles mouvements de terrain. Certains centres historiques comme Amboise ou Chinon sont concernés par des plans de sauvegarde. Lorsque la réhabilitation du site troglodytique est possible, une expertise par un géologue est nécessaire. À la différence d'un habitat classique, les travaux de rénovation ne nécessitent pas toujours la demande d’un permis de construire selon la surface concernée. Lorsque l'usage du lieu est modifié (d'une cave à un habitat), la transformation requiert un permis de construire.

#### Patrimoine et conservation
Le patrimoine troglodytique s'inscrit dans le cadre plus large de protection de l'héritage architectural et paysager. C'est un patrimoine universel souvent prestigieux et dès 1995, onze sites sont inscrits sur la liste du Patrimoine mondial de l'Unesco. Le patrimoine troglodytique raconte toute une histoire du terroir, du souterrain refuge à la seigneurie.
Il s'agit par exemple en France, de sortir le troglodytisme de son confinement dans la perspective des circuits touristiques et cela passe par exemple par :
- la réhabilitation de la partie troglodytique des villages et une association avec une nouvelle partie construite (reliant le creusé et le construit) ;
- un programme qui ne se limite pas à l'attraction touristique ou au village d'artistes mais s'ouvre à l'habitat ordinaire (commerces, hébergement, habitation, équipements culturels ou administratifs).

L'habitat troglodytique participe alors au développement des territoires par sa réintroduction dans les circuits économiques.

#### Tourisme et développement

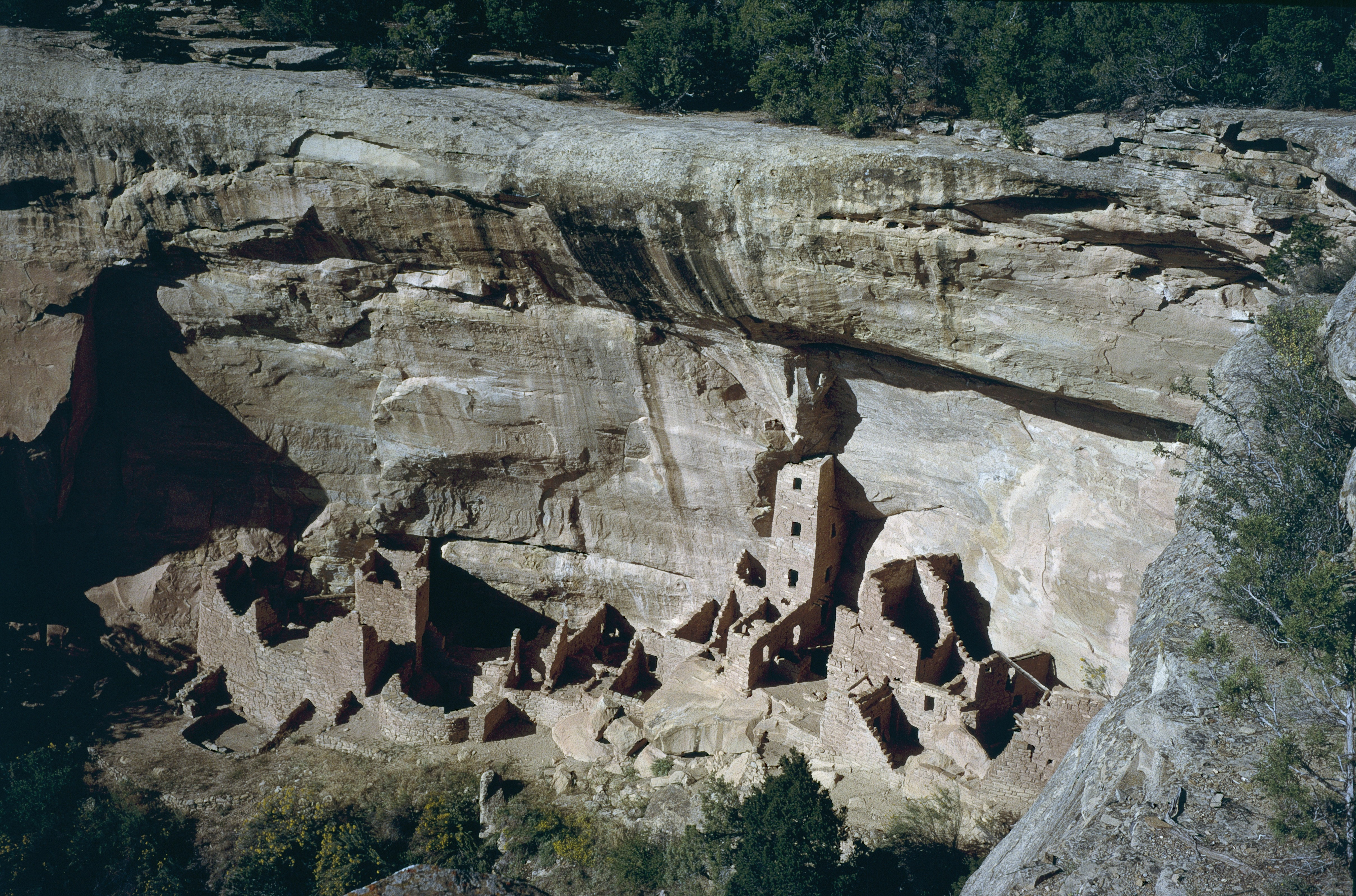
Square Tower House, dans le comté de Montezuma au Colorado.

La modification de regard vers le patrimoine, et en particulier le patrimoine troglodytique, traduit plus que l'attrait envers les sites touristiques, au-delà de l'intérêt pittoresque et distractif de vestiges du passé.
En France comme dans de nombreuses autres régions du monde, le tourisme troglodytique est bien développé sous forme d'animations muséologiques, de gîtes, d'hôtels, etc. Dans l'optique de réactualiser cet héritage, le tourisme du patrimoine ne semble pas concerner une grande part des populations locales (selon Edouard Segalen, seulement 8 %). Les grottes italiennes de Matera, lieux d’isolement érémitique au Moyen Âge deviennent au XXe siècle, des lieux de grande difficulté sociale puis se transformant au siècle suivant, les sassi deviennent lieux de villégiature, etc.
À l'instar de l'outback australien où l'extraction de l'opale devient une attraction touristique en même temps que la ville souterraine de Coober Pedy où les prospecteurs souffrant de la chaleur s'y réfugiaient d'autres sites voient leur fonction initiale se transformer en destination touristique. Les classements sur les listes patrimoniales contribuent à cette mutation économique. On mise de plus en plus sur ce type d'attractions ludiques et pédagogiques.
En Tunisie, le tourisme traditionnellement balnéaire se tourne vers les importantes potentialités touristiques de la chaîne des matmatas dans le Sud-Est (habitat troglodytique horizontal et vertical, ksour et villages berbères, associés à la variété des paysages). Comme ailleurs, une multitude d’acteurs et de projets s'inscrivent dans un développement touristique souhaité comme durable (soutenable) et qui assure le soulèvement des économies locales, la préservation des écosystèmes et la sauvegarde de l’identité culturelle et des intérêts des populations locales (permettant notamment la sauvegarde d'habitats à l'abandon). Les aménagements recouvrent des questions de valorisation paysagère et naturaliste en passant par les aménagements hydrauliques et le développement de produits du terroir,.
La Cappadoce au cœur du plateau anatolien se caractérise par une identité architecturale dans un contexte d'érosion de matériaux volcaniques ; elle est connue pour ses églises rupestres, ses villes souterraines et ses habitations troglodytiques et voit chaque année plus de trois millions de touristes (le parc national de Göreme et sites rupestres de Cappadoce est inscrit au patrimoine mondial depuis 1985). Le patrimoine culturel est un enjeu majeur de la visibilité, de l’attractivité touristique et du développement des territoires. Plusieurs facteurs ont contribué à revaloriser ce patrimoine anatolien comme le développement du tourisme rural. Cependant, comme dans d'autres régions du monde, la complexité des aspects se révèlent. Le tourisme favorise la sauvegarde du patrimoine et celui-ci est la source majeure du tourisme. Lorsque le milieu est sensible, les aspects négatifs se font fortement sentir et nécessitent des mesures d'aménagement et de contingentement.

#### Habitat écologique et architecture contemporaine
Les espaces urbains souterrains actuels continuent de présenter des fonctions d’abri, de refuge, de défense, l’envers de la ville en continuité ou en complémentarité, des catacombes aux parkings, centres commerciaux ou cinémas, ou encore aux abris antiaériens et antiatomiques. De nouvelles fonctions apparaissent : de relégation de populations indésirables, d’évacuation d’activités consommatrices d’espace comme les transports, des flux dangereux ou indésirables comme les eaux usées, les déchets, l'électricité, le gaz, etc. Ce monde souterrain contemporain constitue un ensemble d'espaces construits ou abandonnés sous la surface des villes actuelles - underground. Concept inventé par les français, puis en partie abandonné, la ville souterraine a fait ses preuves à Tokyo, Montréal, Helsinki et Kansas City, etc. Amsterdam prépare une cité souterraine pour 2018.
Les usages se sont diversifiés à travers les époques : carrières, fermes souterraines, caves, pigeonniers, lieux de rencontres, centres commerciaux, cités, stockage (Cf. la banque de graines du Spitzberg), etc. Dans le contexte de développement durable et de préoccupations écologiques, l'abri troglodytique séduit par son caractère solide, étanche, isolé, extensible, relativement peu coûteux (fonction des techniques minières et de conservation employées). L'habitat troglodytique comme celui en terre respire.
- La base antarctique Amundsen-Scott (Amundsen-Scott South Pole Station) au pôle Sud a été créée en 1956 dans le cadre de l'Année géophysique internationale de 1957. Les premières constructions réalisées en 1956-1957 par l'US Navy, furent enfouies sous le sol.
- Le Jardin d'hiver de Jean Dubuffet, 1968
- Des centres commerciaux souterrains : les grandes villes américaines (Montréal) ou Paris, avec le Forum des Halles, relié au métro et au RER.
- Comparée au village enterré néolithique de Skara Brae des Orcades (voir Chœur néolithique des Orcades), une Maison troglodytique en forme de pétales[42].
- La conception d'une base future sur Mars comporte des projets enterrés (voir Mission habitée vers Mars).

N'étant pas définis comme habitat, les réhabilitations des espaces troglodytiques sont encadrées outre les avis des communes, mais également le code civil qui régit le droit du sol, le code de la construction et celui de la propriété.
Les technologies actuelles permettent d'envisager de nouvelles installations sous terre. La lumière naturelle peut être dirigée dans les espaces de vie par des tubes de lumière. Les murs dotés de vastes écrans plats pourront afficher des paysages.

#### Immobilier troglodytique

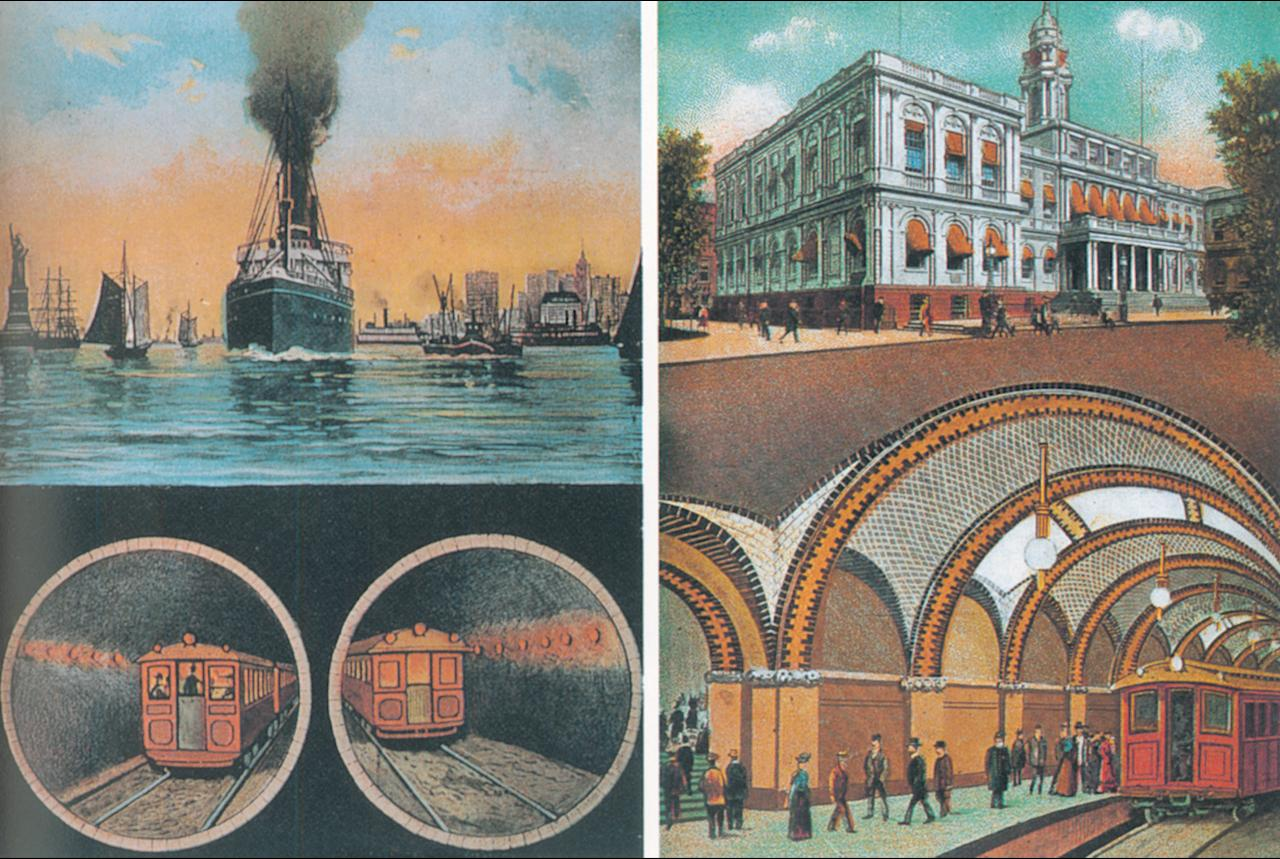
Carte postale du Joralemon Street Tunnel sous la ville de New York, East River (Source : American Heritage).
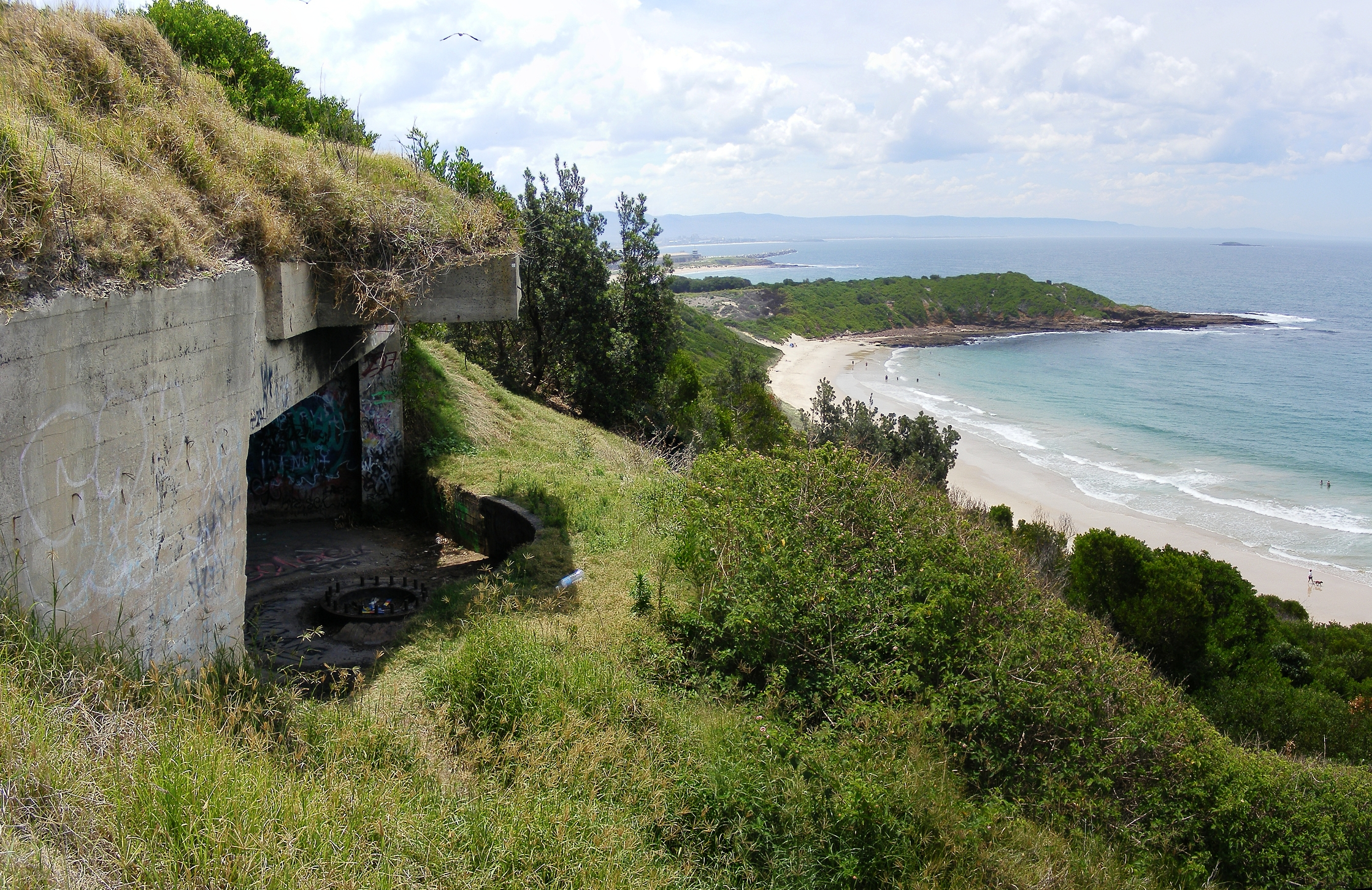
Batterie d'Illowra, Kembla Fortress, défenses de la Seconde Guerre mondiale, Australie.
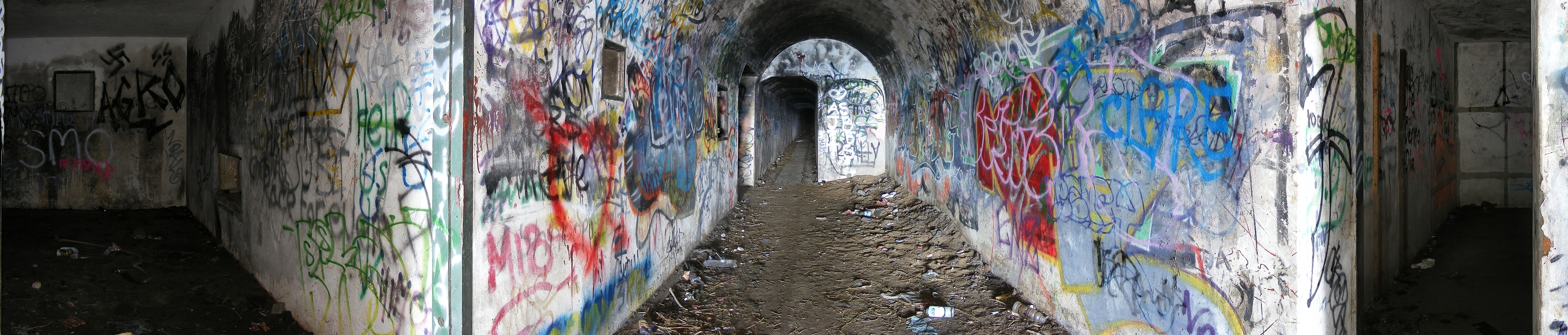
Kembla Fortress, défenses de la Seconde Guerre mondiale, Australie.
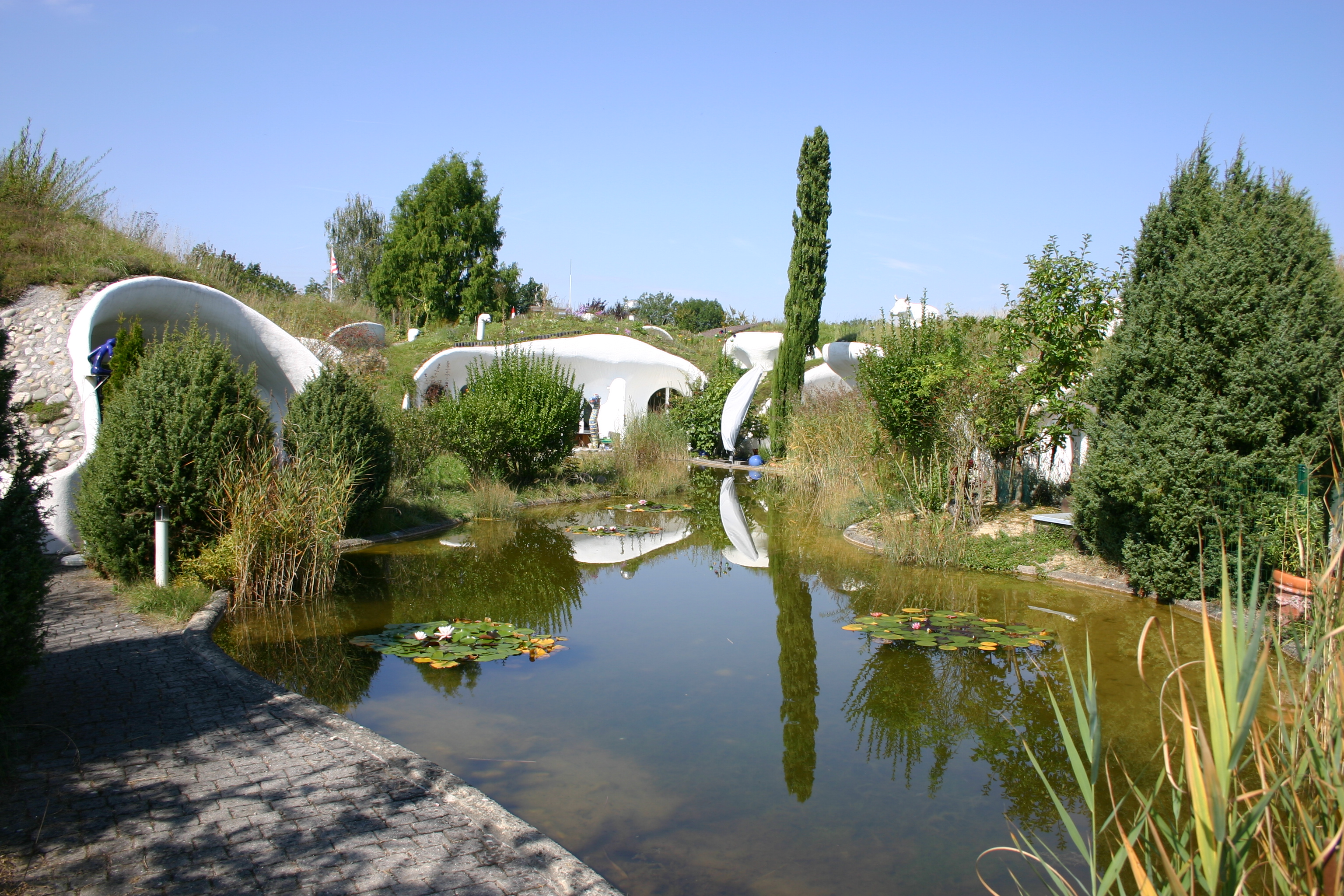
Earth house estate, Dietikon, Suisse, de Peter Vetsch.
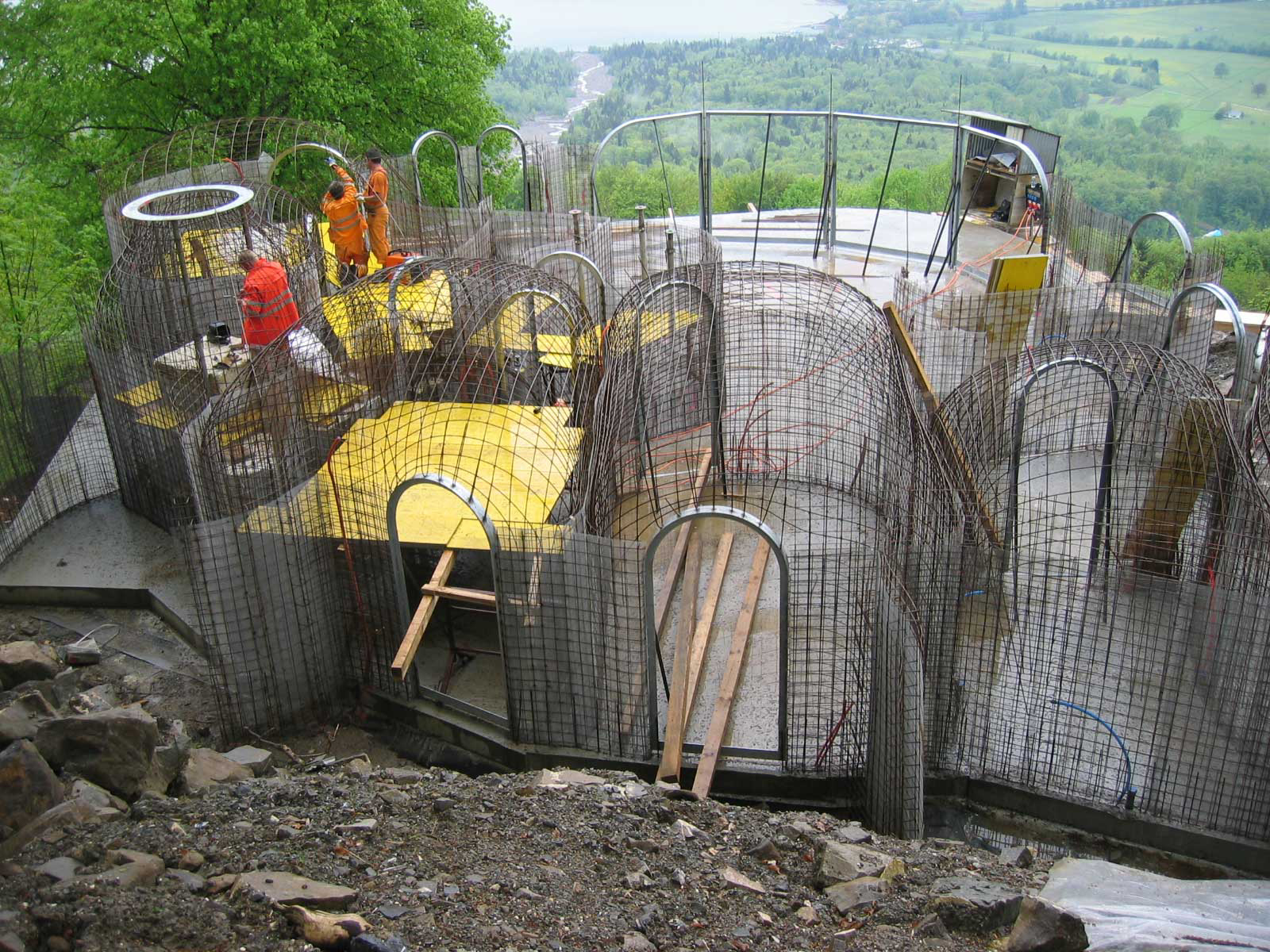
Earth house de Peter Vetsch.

## À travers le monde
Sans vouloir être exhaustif, quelques exemples complètent les cas développés précédemment en une ébauche de la géographie du troglodytisme.

### En Afrique
- Les abris sous roche (Cité de Séfar) du plateau des Tassili n'Ajjer en Algérie  présentent des milliers de pictographes d'âge néolithique[44],[45].
- La ville de Bhalil au Maroc dont la médina est fondée sur des maisons troglodytiques toujours habitées[46],[47].
- Les montagnes du Sud tunisien sont connues pour les ksour des Berbères notamment à Matmata et Tataouine.
- Au Mali, les Tellem puis les Dogons ont habité des maisons troglodytiques sur la falaise de Bandiagara.

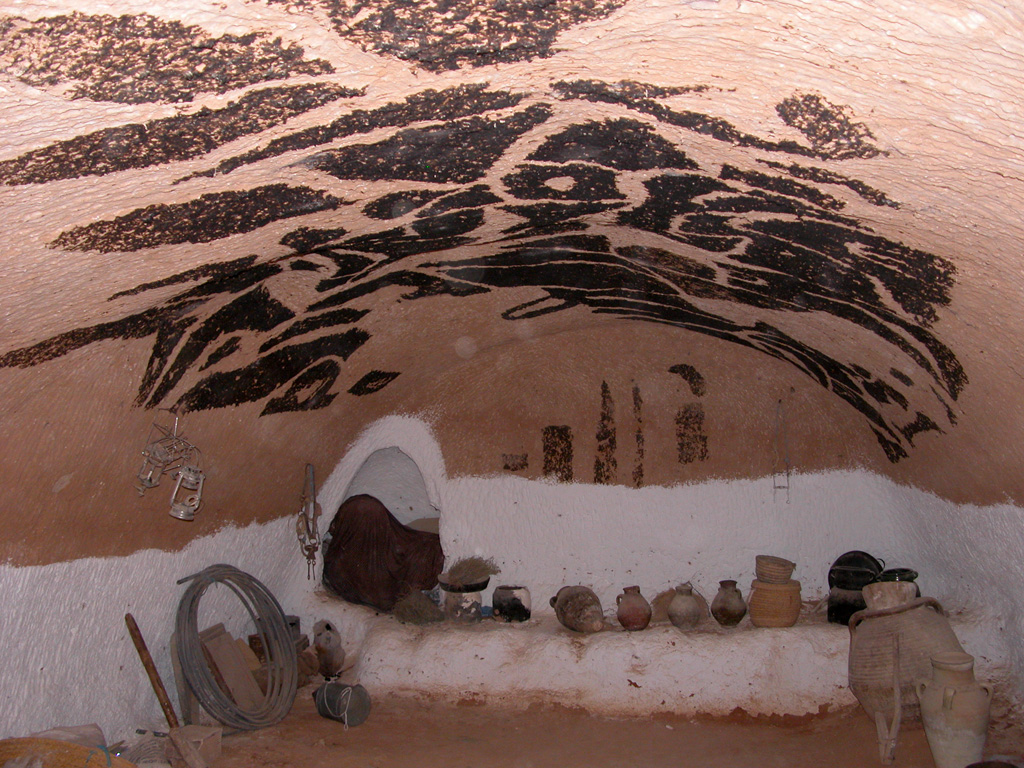
Intérieur berbère troglodytique à Matmata, Tunisie.
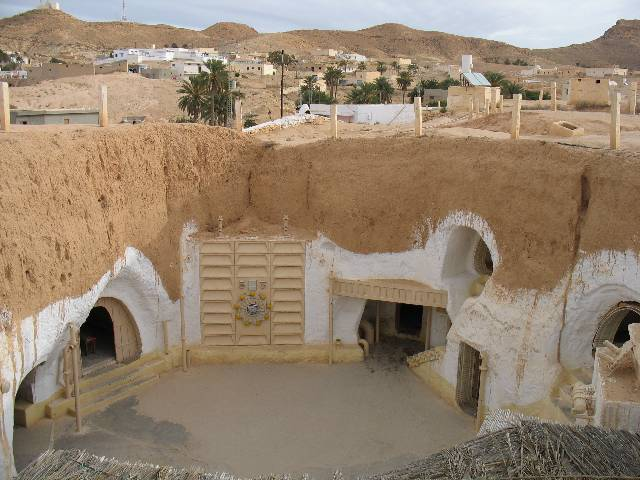
Hôtel Sididriss, habitat berbère troglodytique de Matmata, Tunisie.
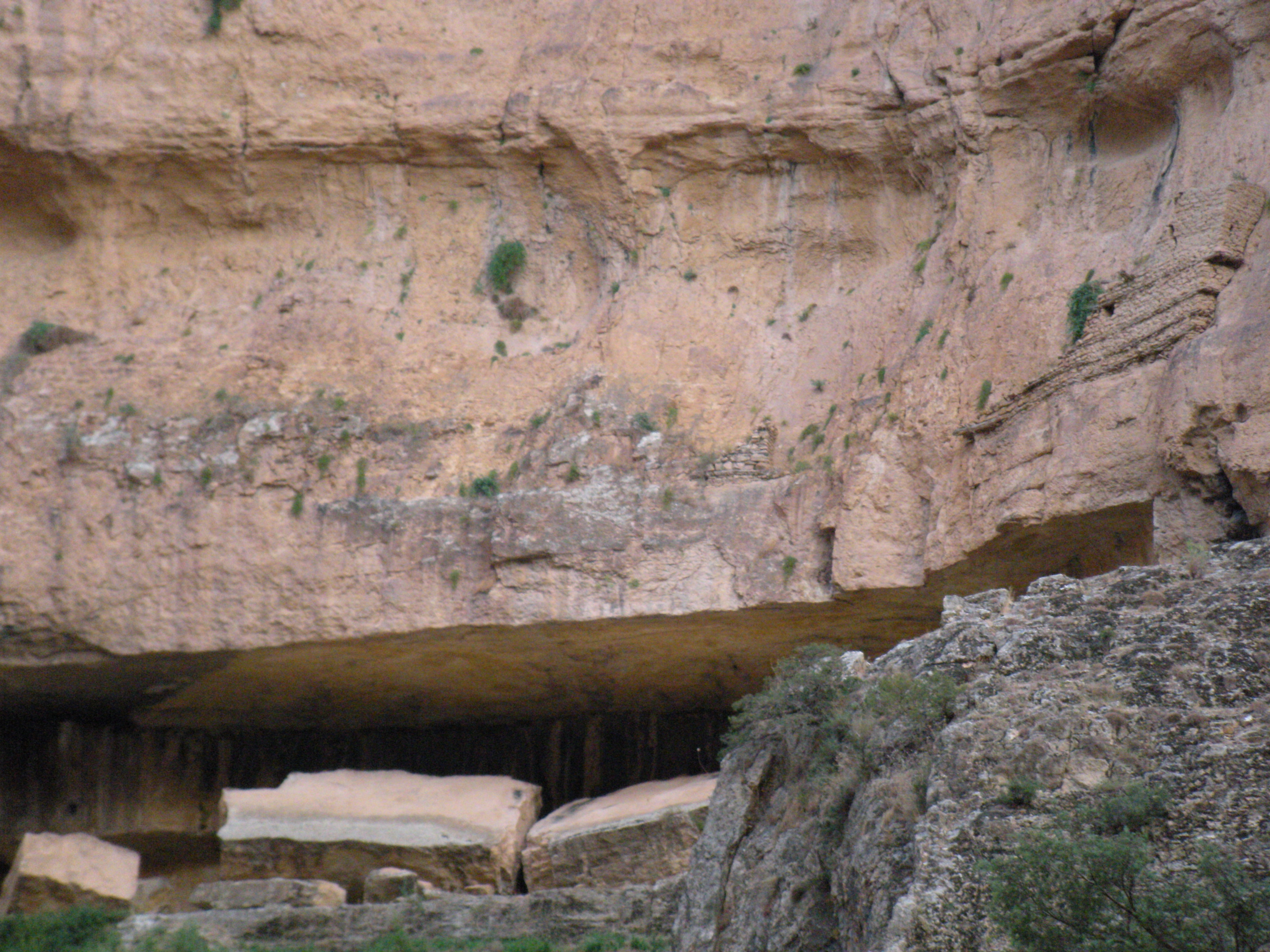
Habitat berbère en grotte troglodytique à Maafa, les Aurès, Algérie.
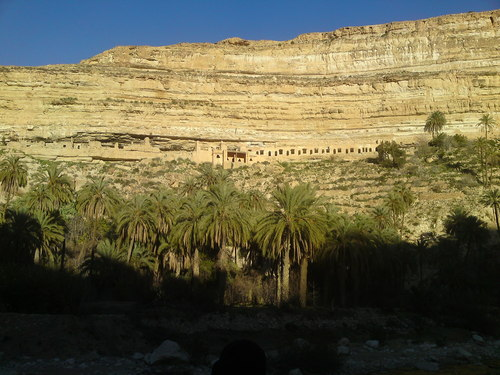
Les balcons de Ghoufi dans les Aurès, Algérie.
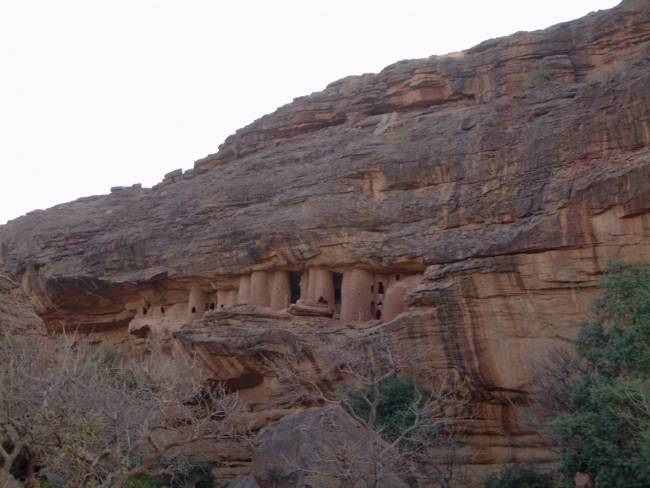
Maisons troglodytiques, Tellem de la falaise de Bandiagara, Mali.
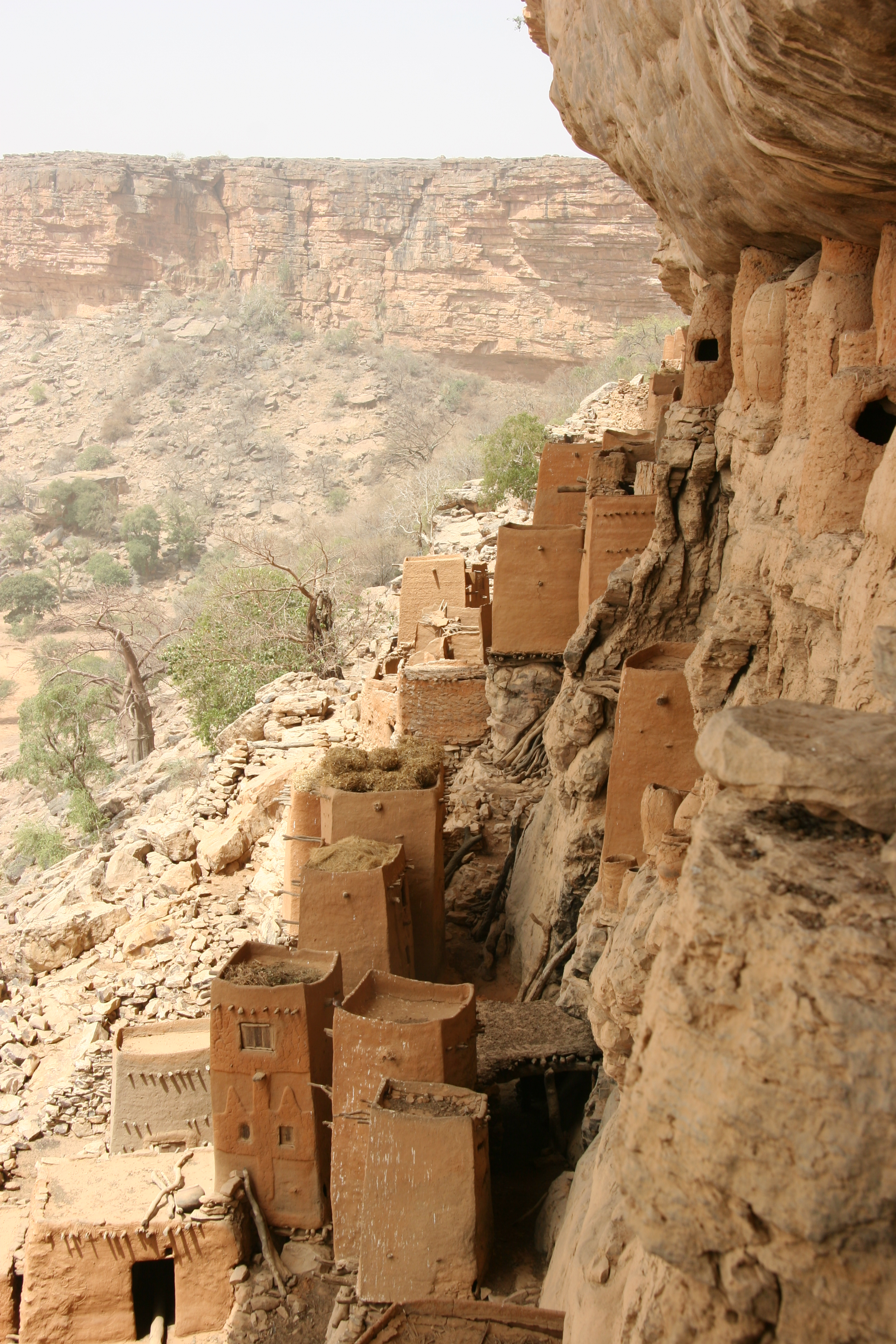
Escarpement de Bandiagara, Mali : un contexte sahélien.

### Au Moyen-Orient
- Beer-Sheva, Israël.
- Entre la mer Rouge et la mer Morte, la cité caravanière nabatéenne, cité troglodytique de Pétra (Jordanie), date du VIIIe siècle av. J.-C. et a compté jusqu'à 25 000 habitants et a représenté un important carrefour du monde antique[48].
- Seconde après Pétra, Avdat l'ancienne halte caravanière nabatéenne sur la route commerciale de l'encens et des épices, au cœur du désert du Néguev[49].
- Dans la Haute vallée de l’Azat, le monastère de Geghard (Arménie) abrite un certain nombre d'églises et de tombes – pour la plupart troglodytiques – représentatives de l'apogée de l'architecture médiévale arménienne. Le monastère vraisemblablement fondé au IVe siècle selon la tradition, par saint Grégoire l'Illuminateur a été détruit par les Arabes au IXe siècle mais à nouveau florissant au XIIIe siècle[50].
- La Cappadoce (Turquie) possède d'innombrables habitations et églises troglodytiques ornées de fresques byzantines. Le Parc national de Göreme est reconnu par l'Unesco comme Patrimoine mondial de l'humanité[51]. Point culminant volcanique de la Cappadoce (1 300 m), Uçhisar a été creusé d'un labyrinthe d'abris depuis l'époque hittite (1500 av. J.-C.) et n'a cessé depuis de servir de refuge, aux premiers chrétiens persécutés par les Romains, aux Byzantins menacés par les Turcs. La forteresse conserve un ensemble de chapelles, monastères, appartements, réfectoires, entrepôts et de salles communes reliés en un réseau de galeries sur une vingtaine d'étages. Quelques habitations y sont encore occupées.

Kaymaklı (Nevşehir)
Ville souterraine de Derinkuyu
- Également en Turquie, dans la province de Çorum, le tombeau rupestre de Kapılıkaya.

- Les habitations troglodytiques de Kandovan (Azerbaïdjan oriental) ont été taillées dans le tuf, il y a trois mille ans pour certaines, sont encore habitées.

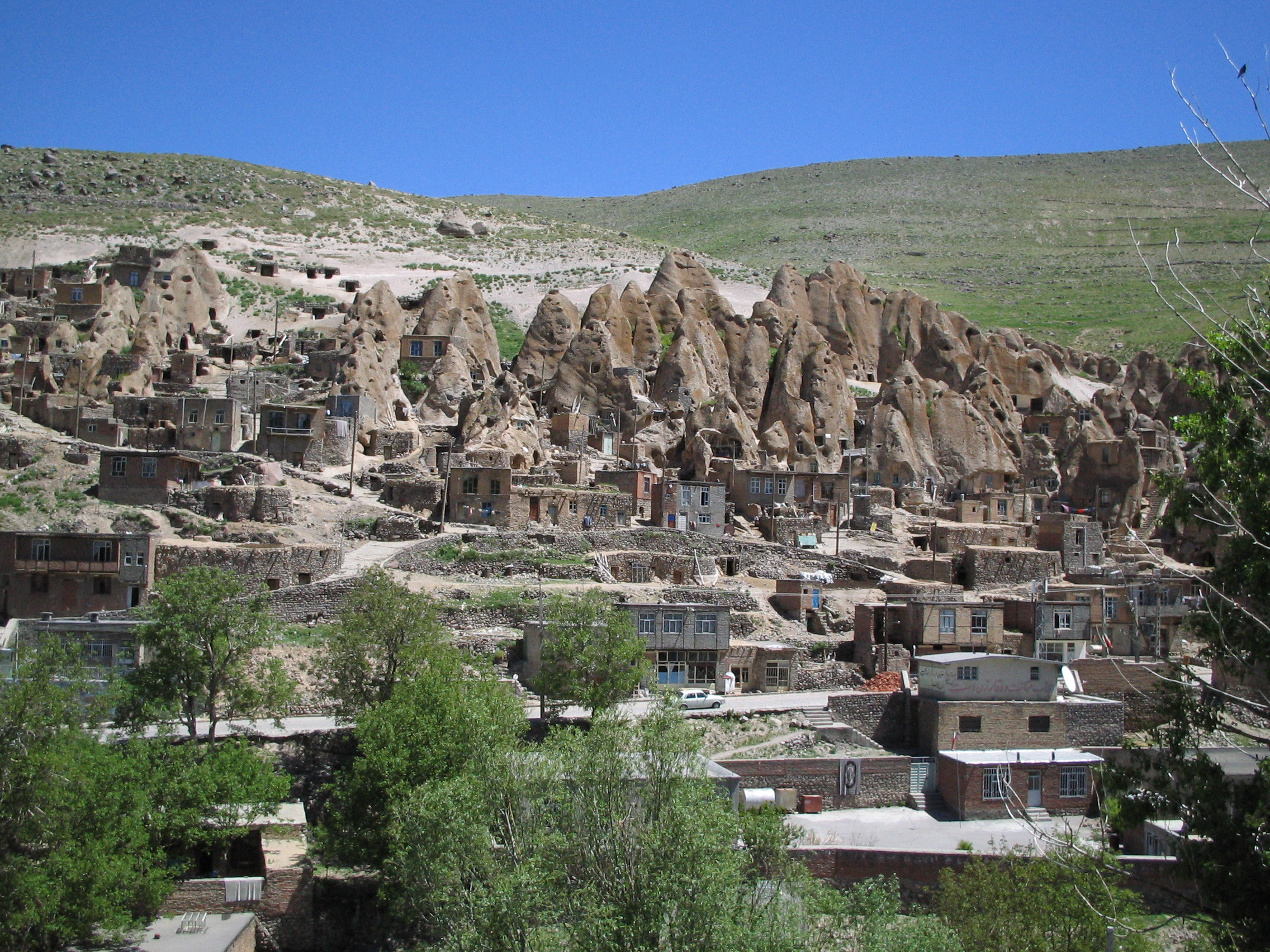
Village troglodytique de Kandovan, Iran.
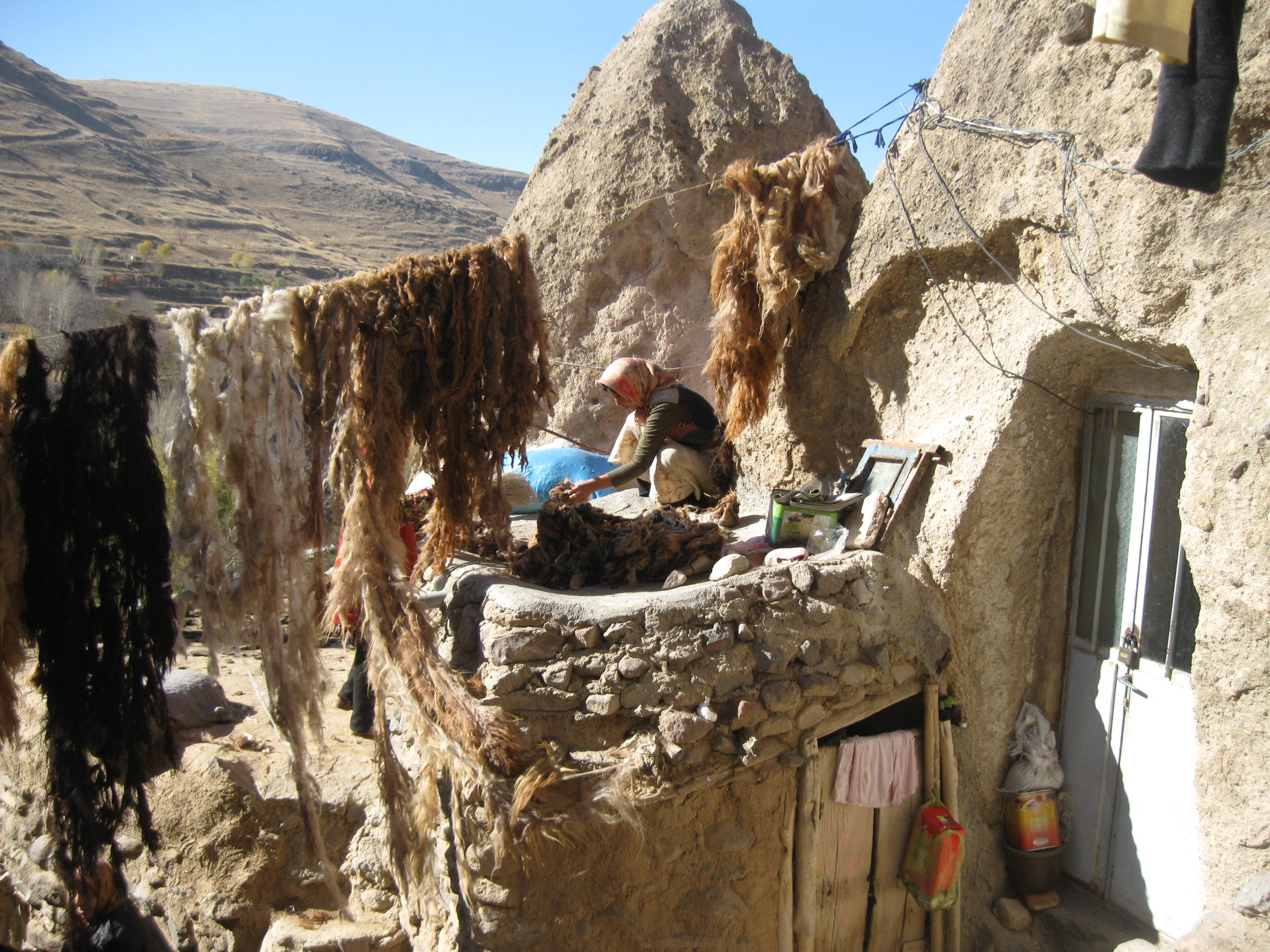
Kandovan, Iran.
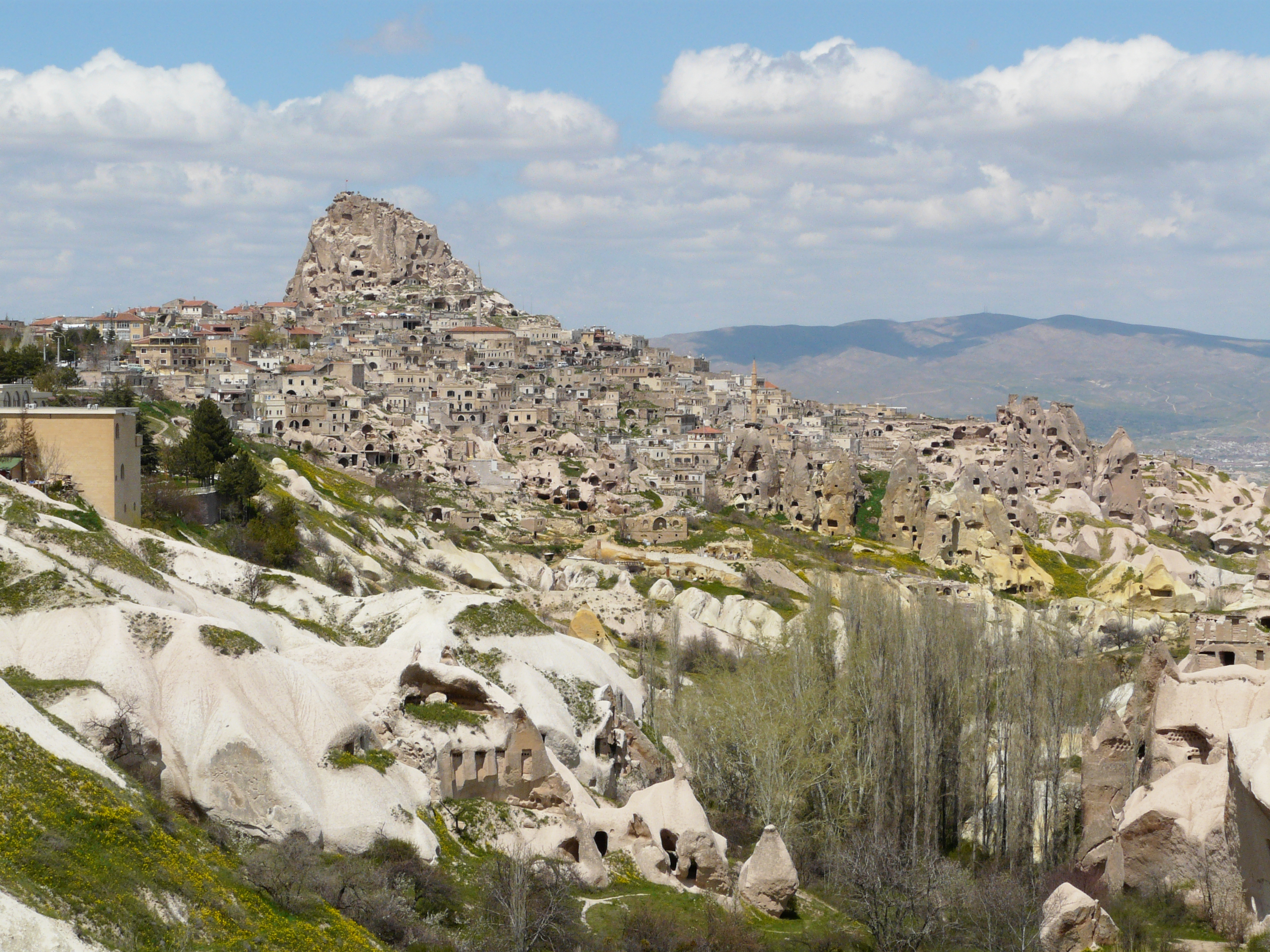
Village troglodytique d'Uçhisar en Cappadoce, Turquie.
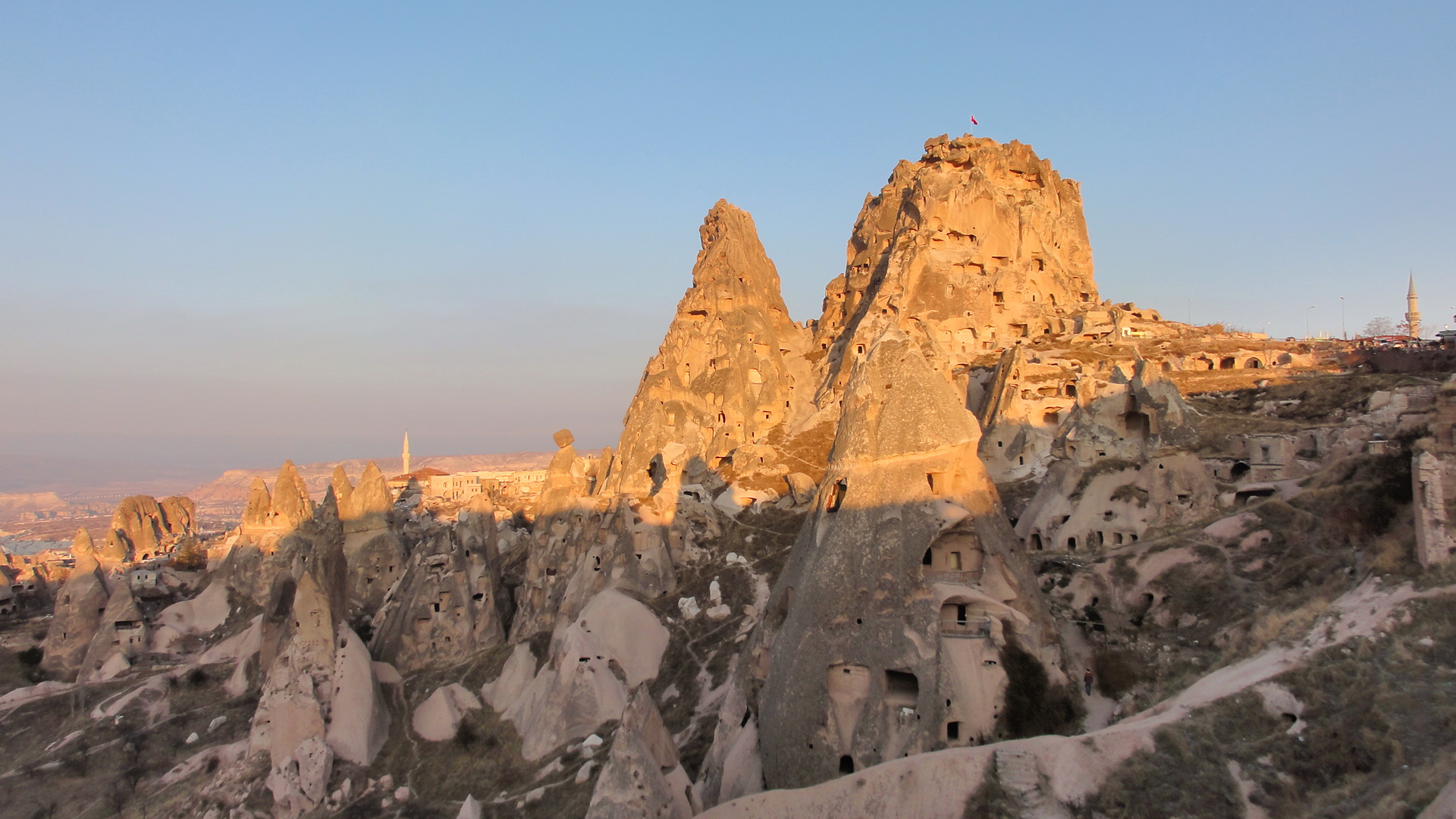
Üçhisar, Cappadoce.
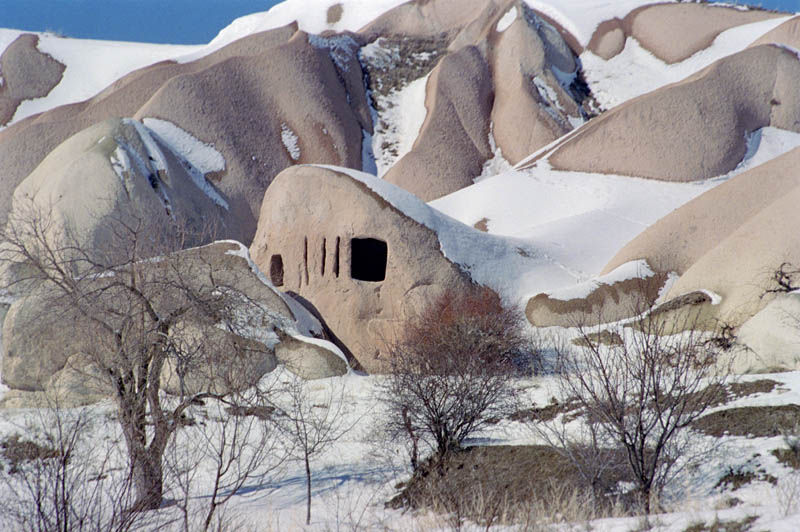
La vallée des pigeons, Cappadoce.
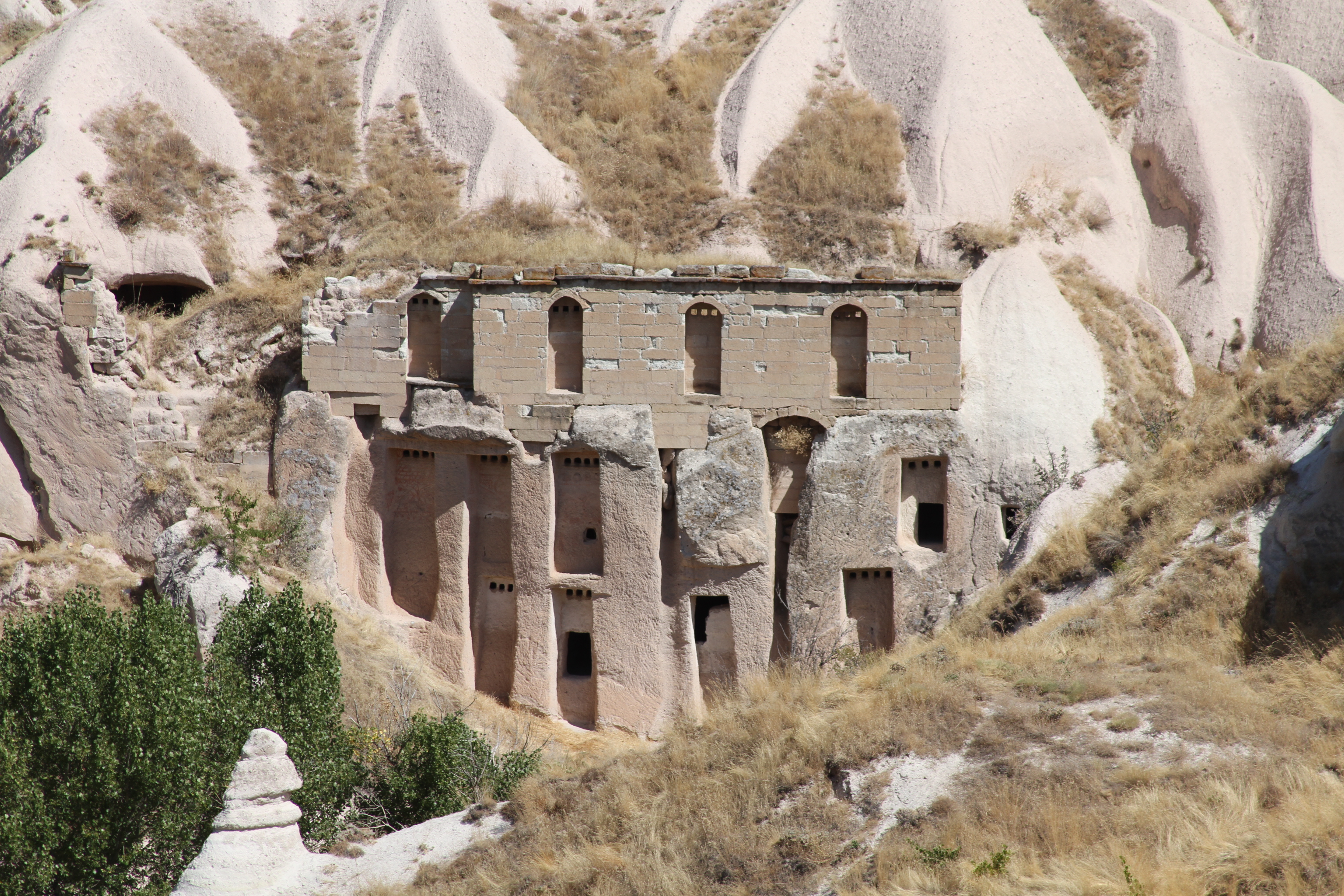
La vallée des pigeons, creusée dans l'ignimbrite.

### En Asie
- Des cavernes étaient habitées entre 3500 à 3000 av. J.-C., dans le Nord-Ouest de la Chine, dans la province du Shaanxi proche de la capitale provinciale de Xi'an. Dix-sept maisons troglodytes dans une falaise avec des fours à poterie, des artefacts de poterie et des outils. Ils ont été associés à la culture néolithique de Yangshao.
- Le yaodong (窑洞) ou « maison-grotte » est une construction architecturale en voûte, souvent troglodytique ou semi-troglodytiques, facilement creusée dans le lœss et servant d'habitation en Chine.
- La vallée du Bamya, Afghanistan héberge des cellules monastiques bouddhiques.

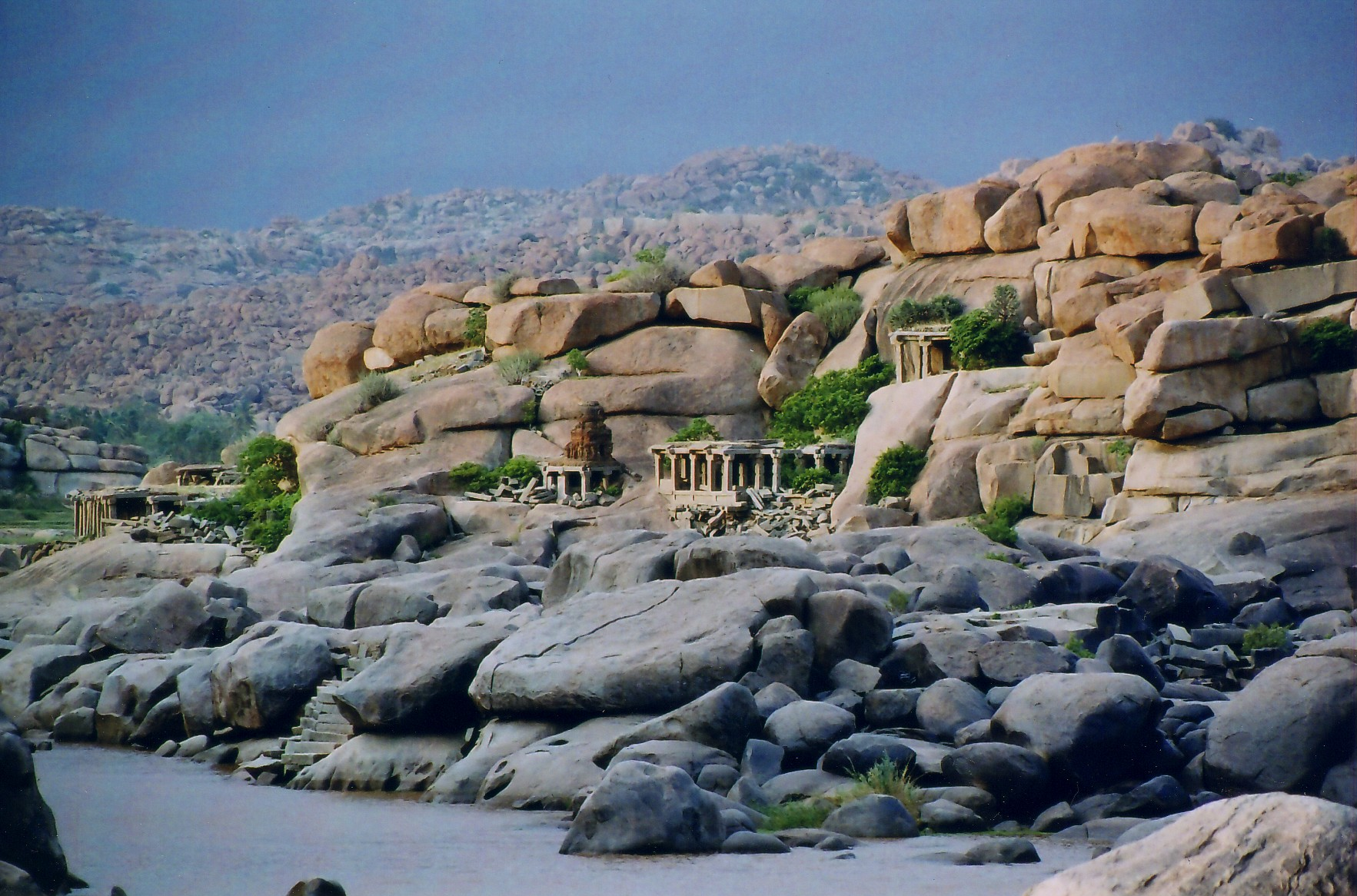
Hampi, Karnataka state, Inde.
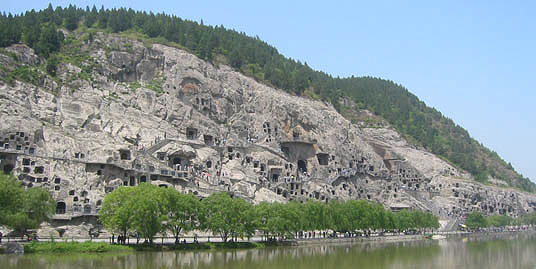
Grottes de Longmen, Luoyang, Henan, Chine.
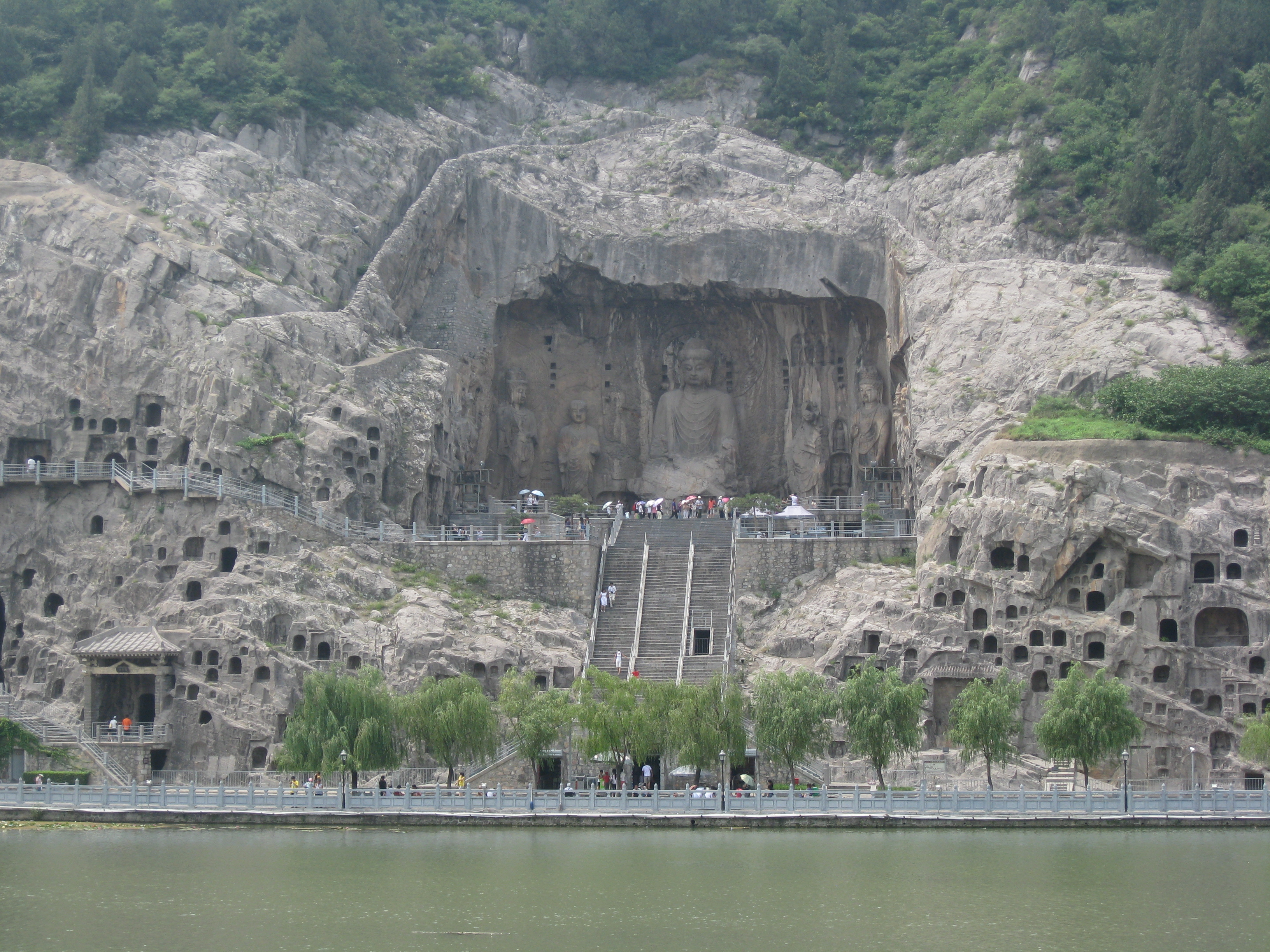
Temple Fengxian : grotte du Grand Buddha, grottes de Longmen.
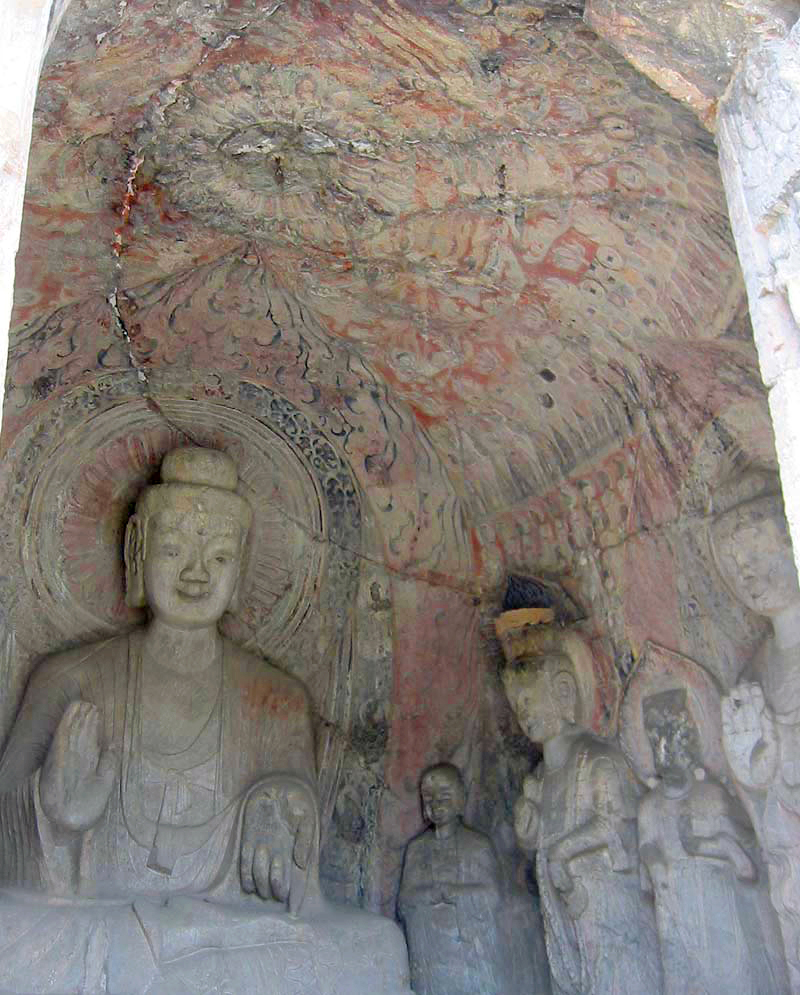
Buddha Shakyamuni, grottes de Longmen.
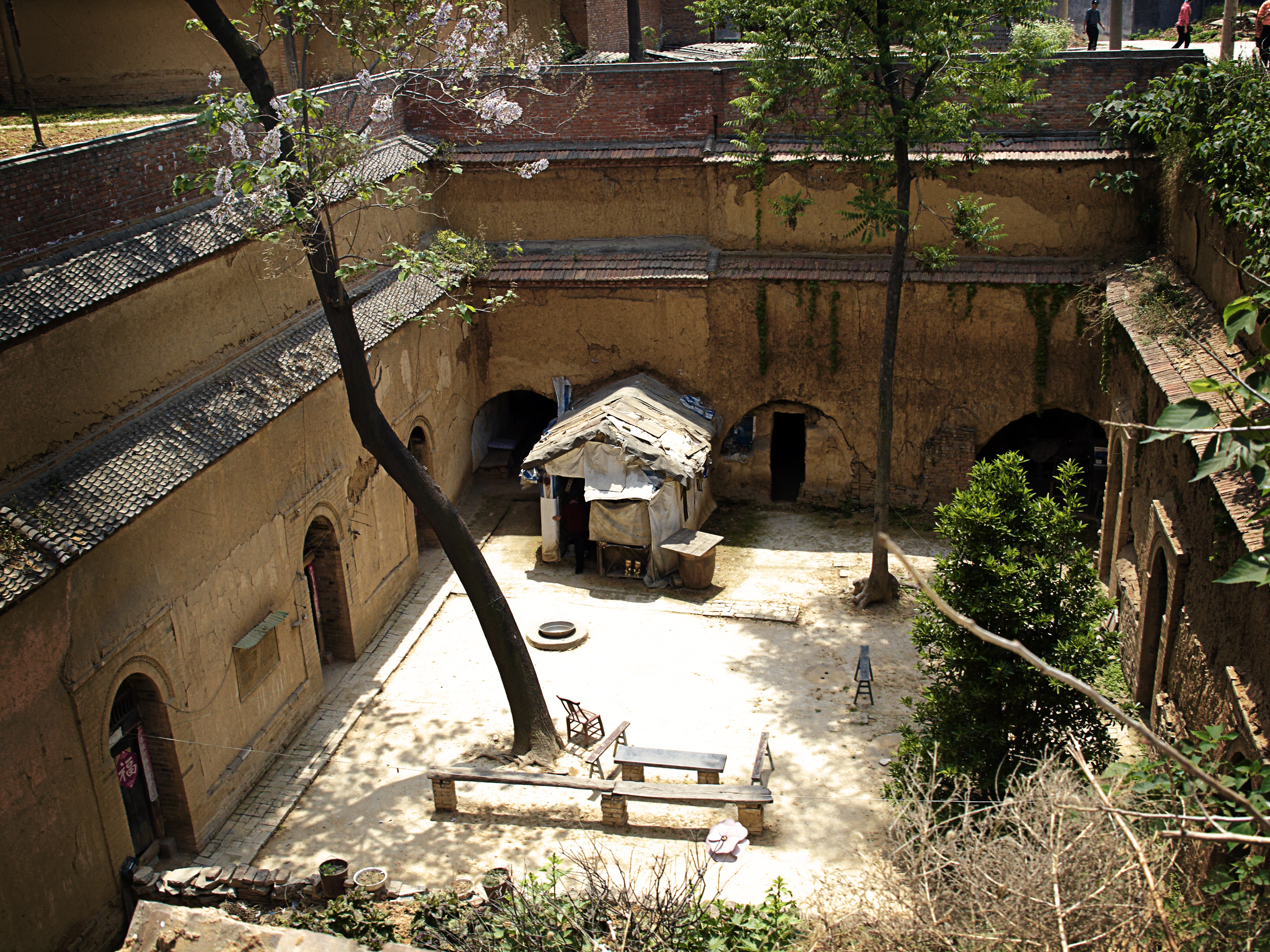
Luoyang, Henan, Chine.
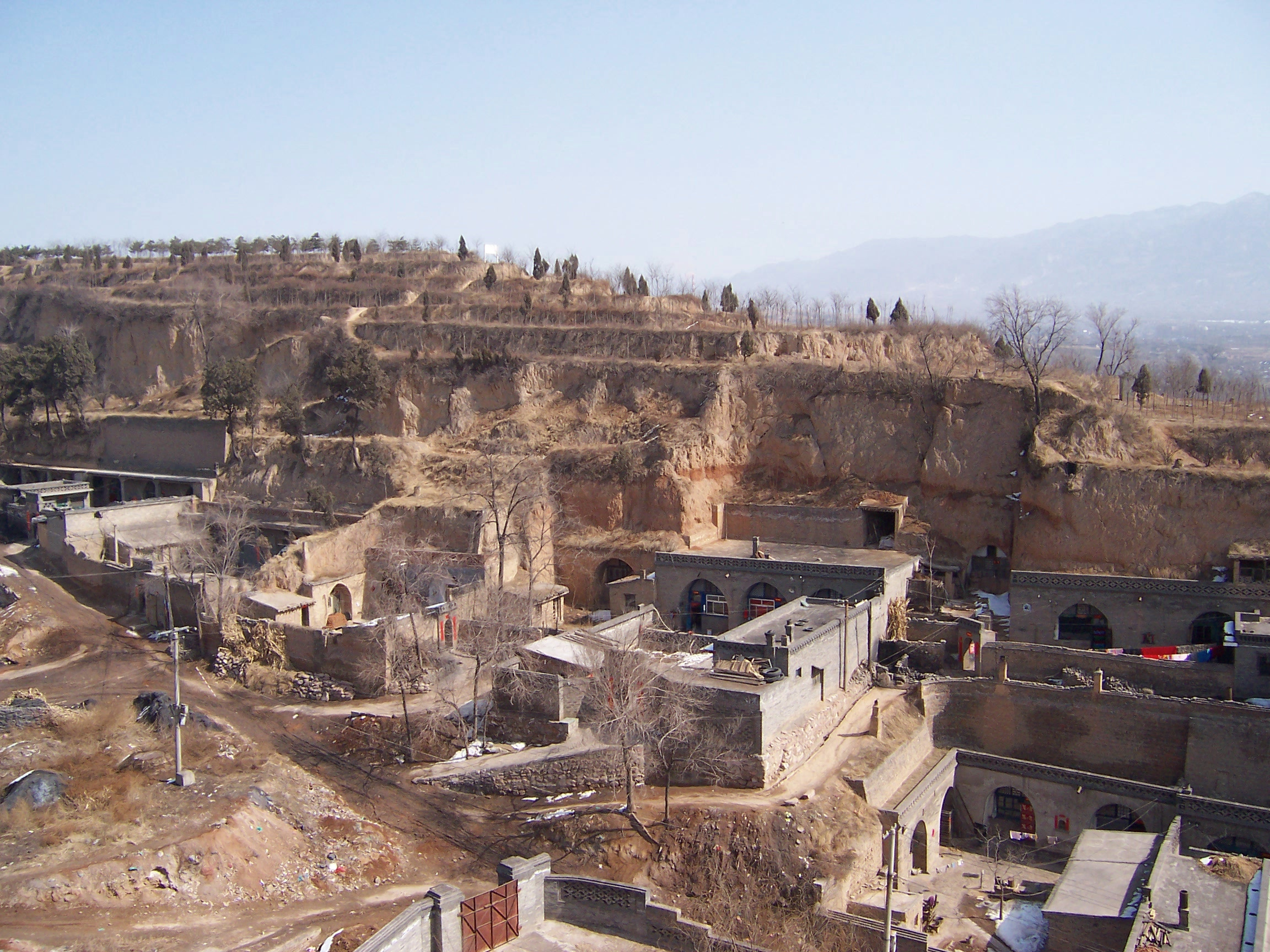
Yaodong, Shanxi, Chine.
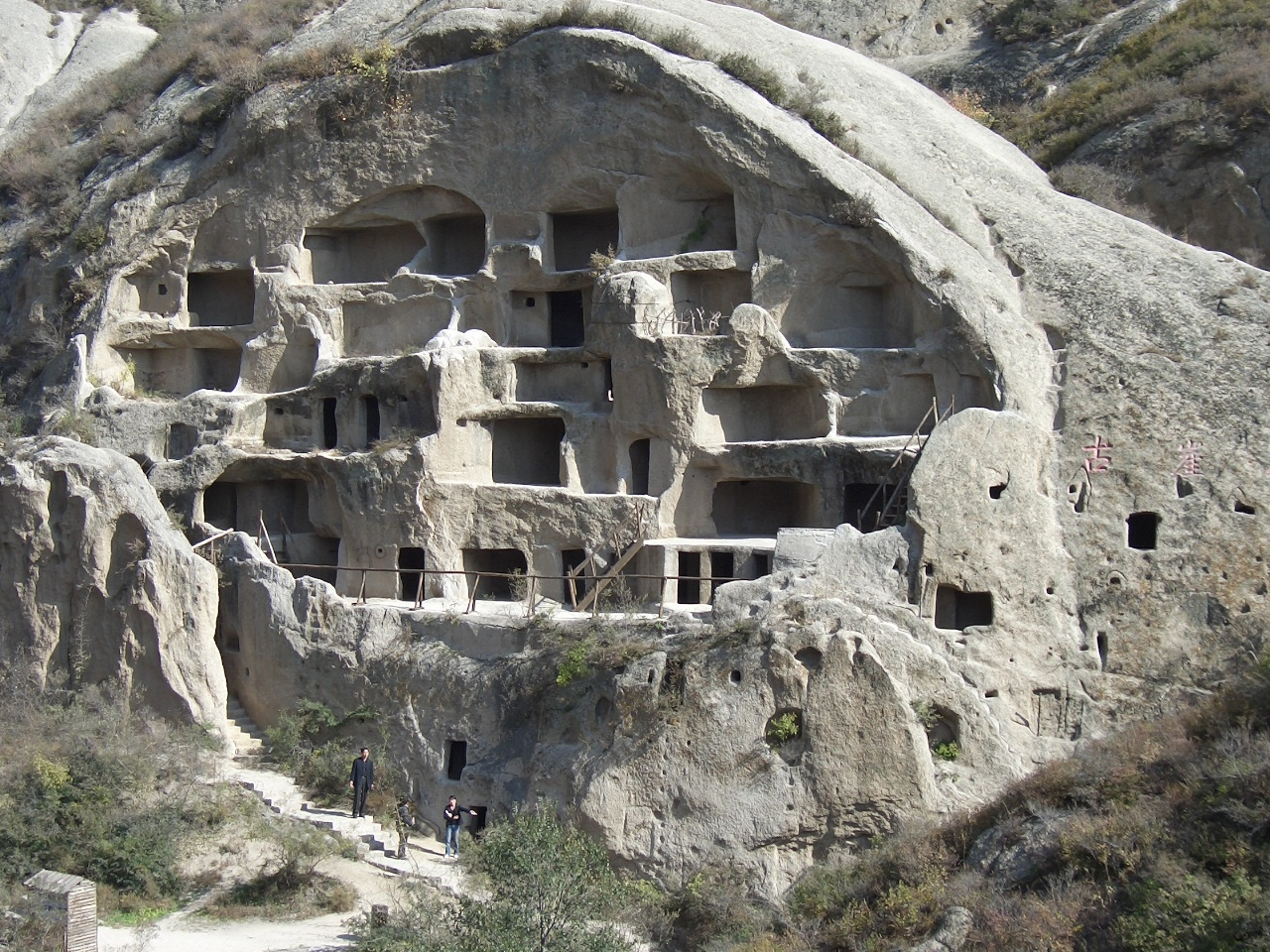
Reste d'occupation troglodytique à Guyaju, district de Yanqing.
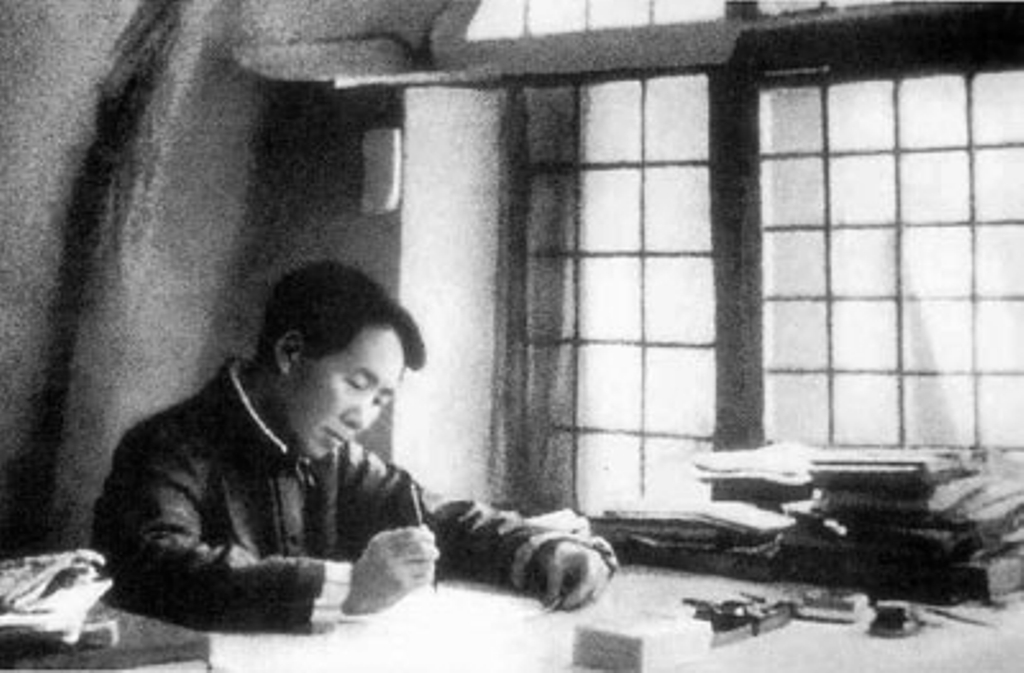
Mao Zedong dans un habitat troglodytique en 1938.

### En Amérique
L'habitat troglodytique américain concerne les peuples sédentaires amérindiens et la société moderne qui développe pour des raisons foncières plus que climatiques un habitat souterrain au sens large.
- Mesa Verde : 4 400 sites répertoriés ont été occupés entre 450 et 1300 par les Anasazis (ancêtres des Indiens Pueblos) qui y construisaient des bâtiments troglodytiques sous les falaises du canyon. Le parc est classé au patrimoine mondial de l'humanité en 1978[52].
- Parmi les villes souterraines canadiennes, le Montréal souterrain ou ville intérieure, couvre 20 kilomètres de tunnels, depuis 2004, officiellement appelée RÉSO.
- Atlanta.

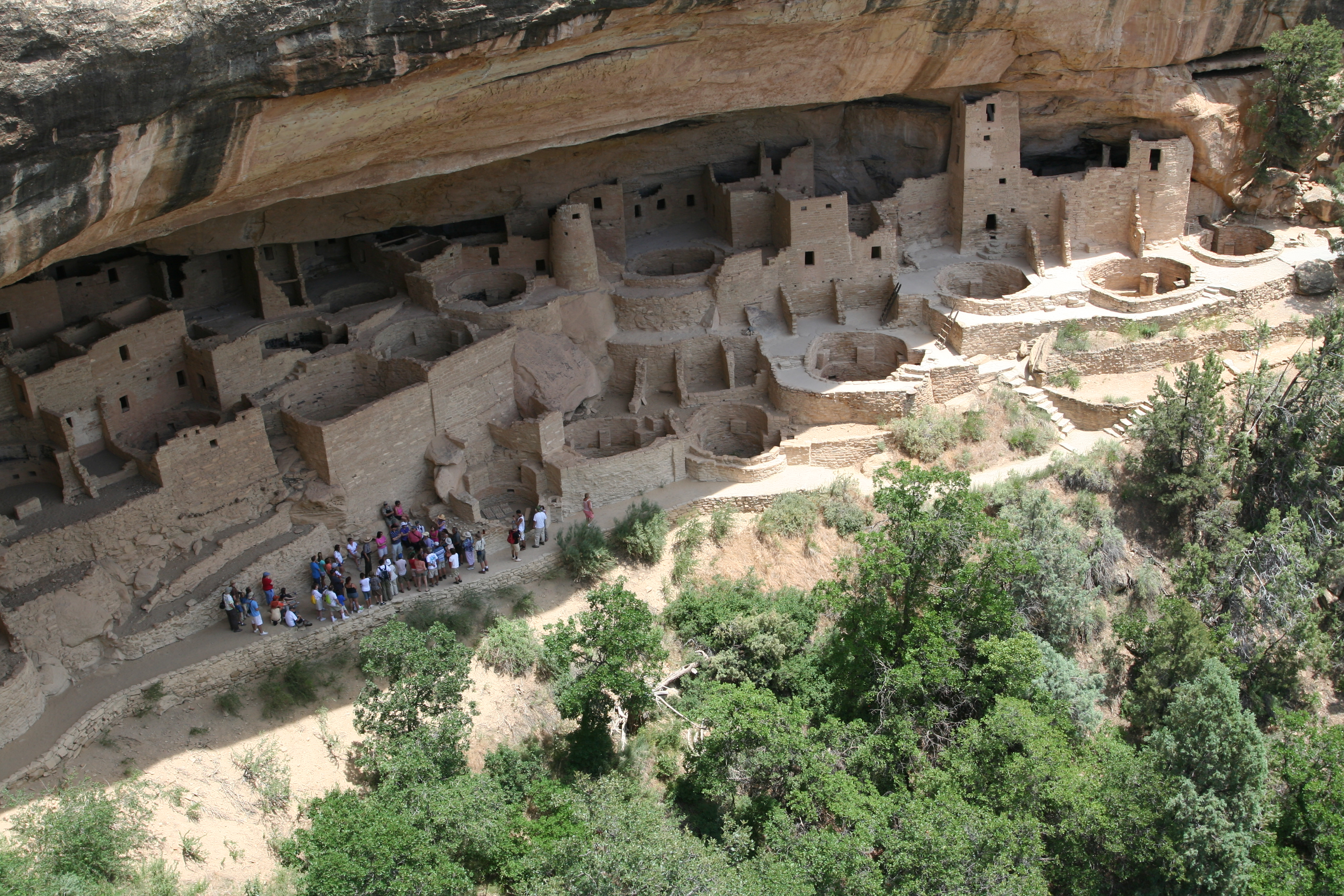
Ancien village troglodytique de Cliff Palace, Parc national de Mesa Verde, Colorado.
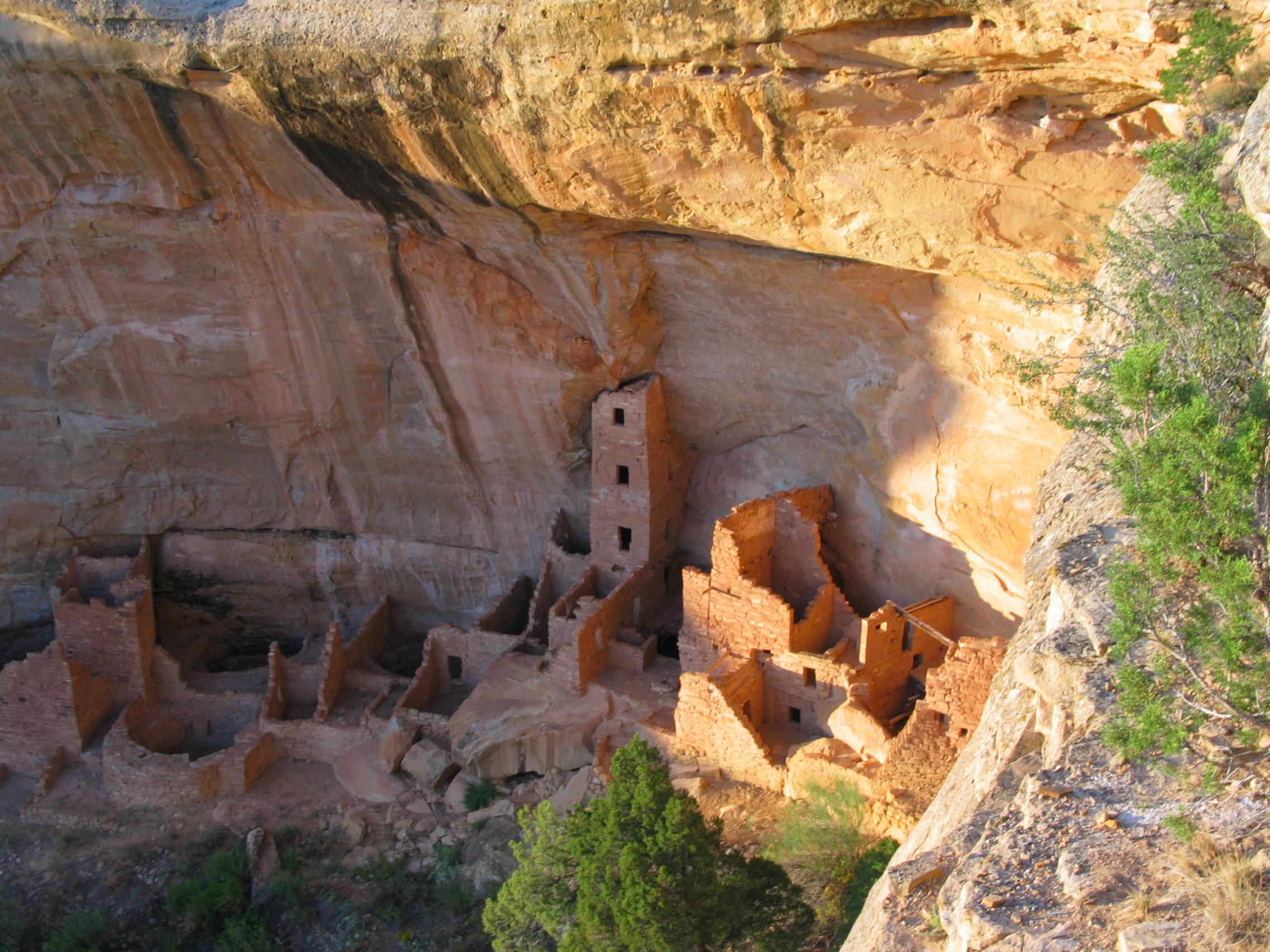
Tower House, Mesa Verde.
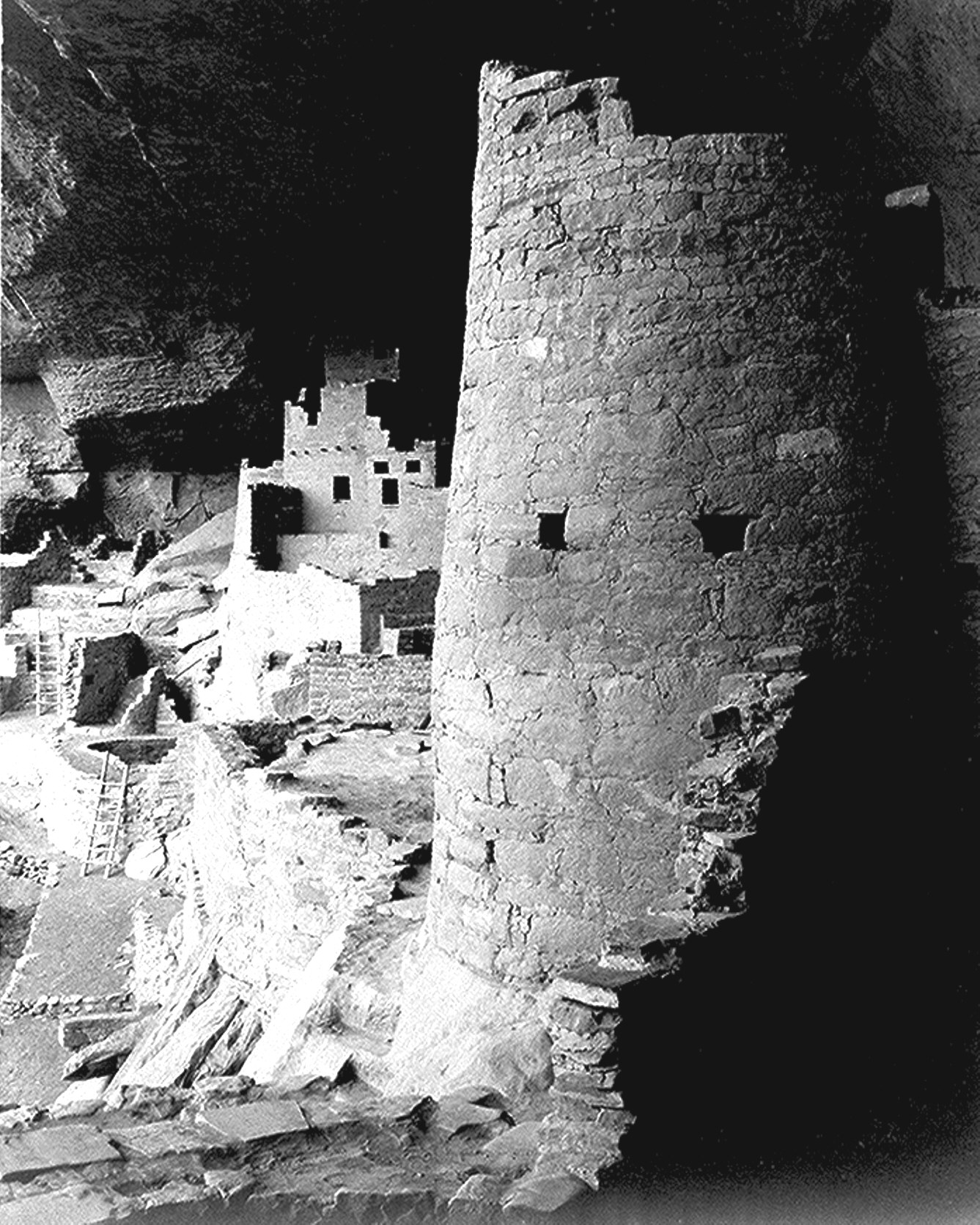
Round tower, Cliff Palace, Mesa Verde (photo Ansel Adams, 1941).
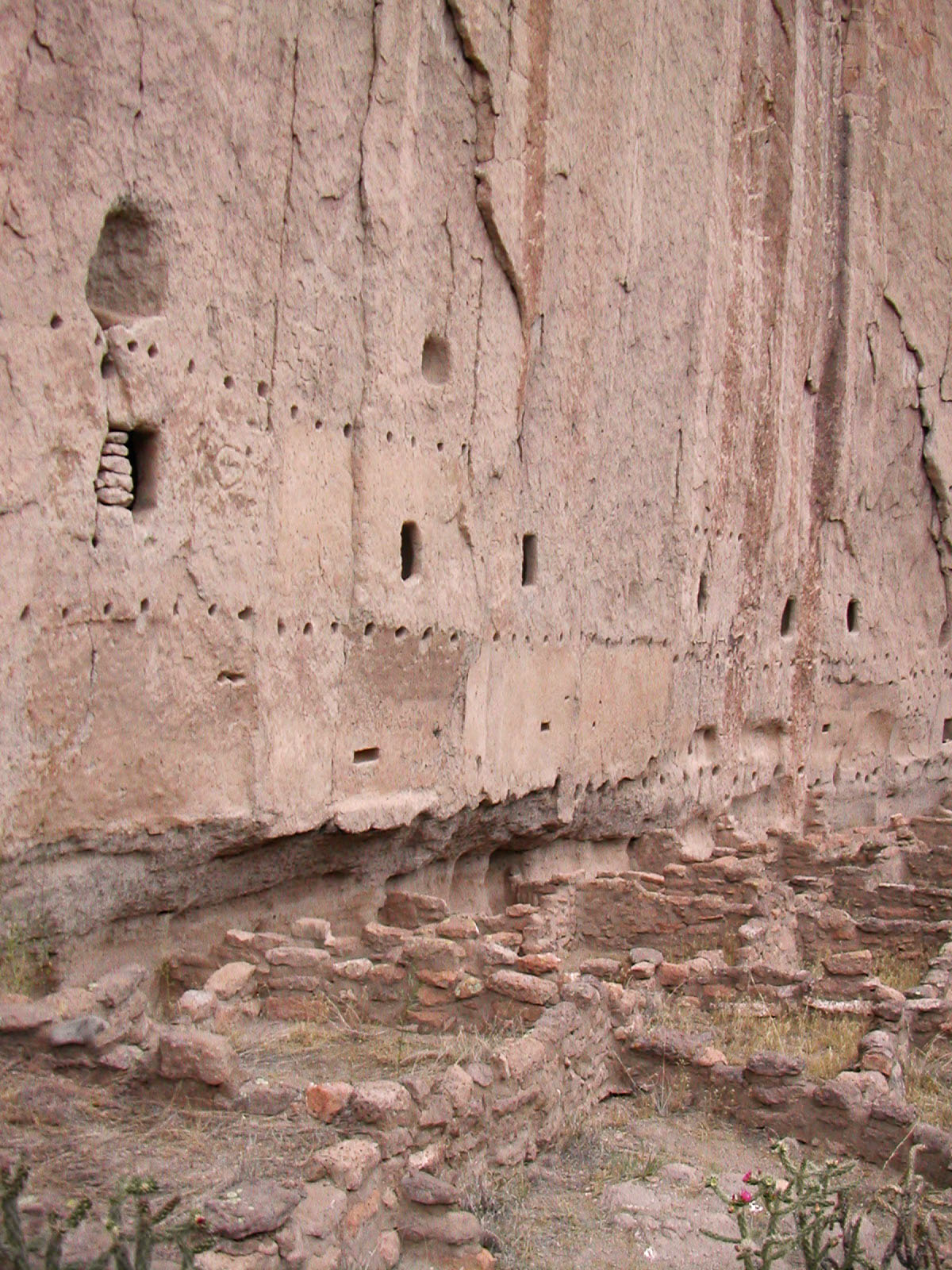
Bandelier National Monument, Nouveau-Mexique.
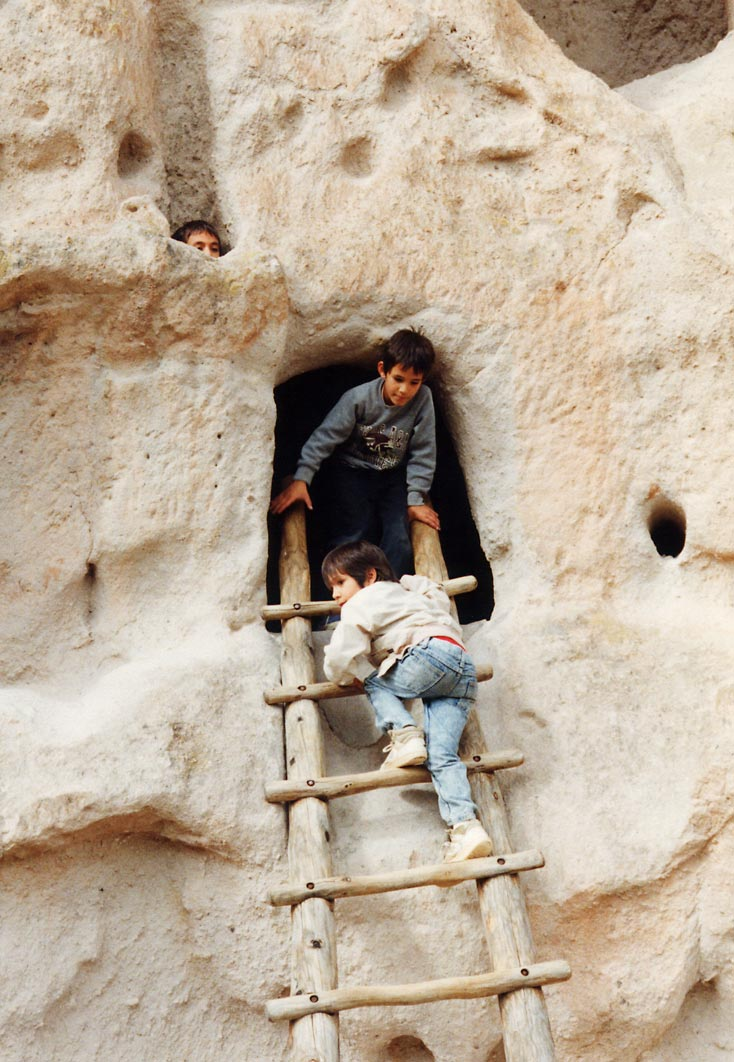
Bandelier national monument, Nouveau-Mexique : habitat anasazis.
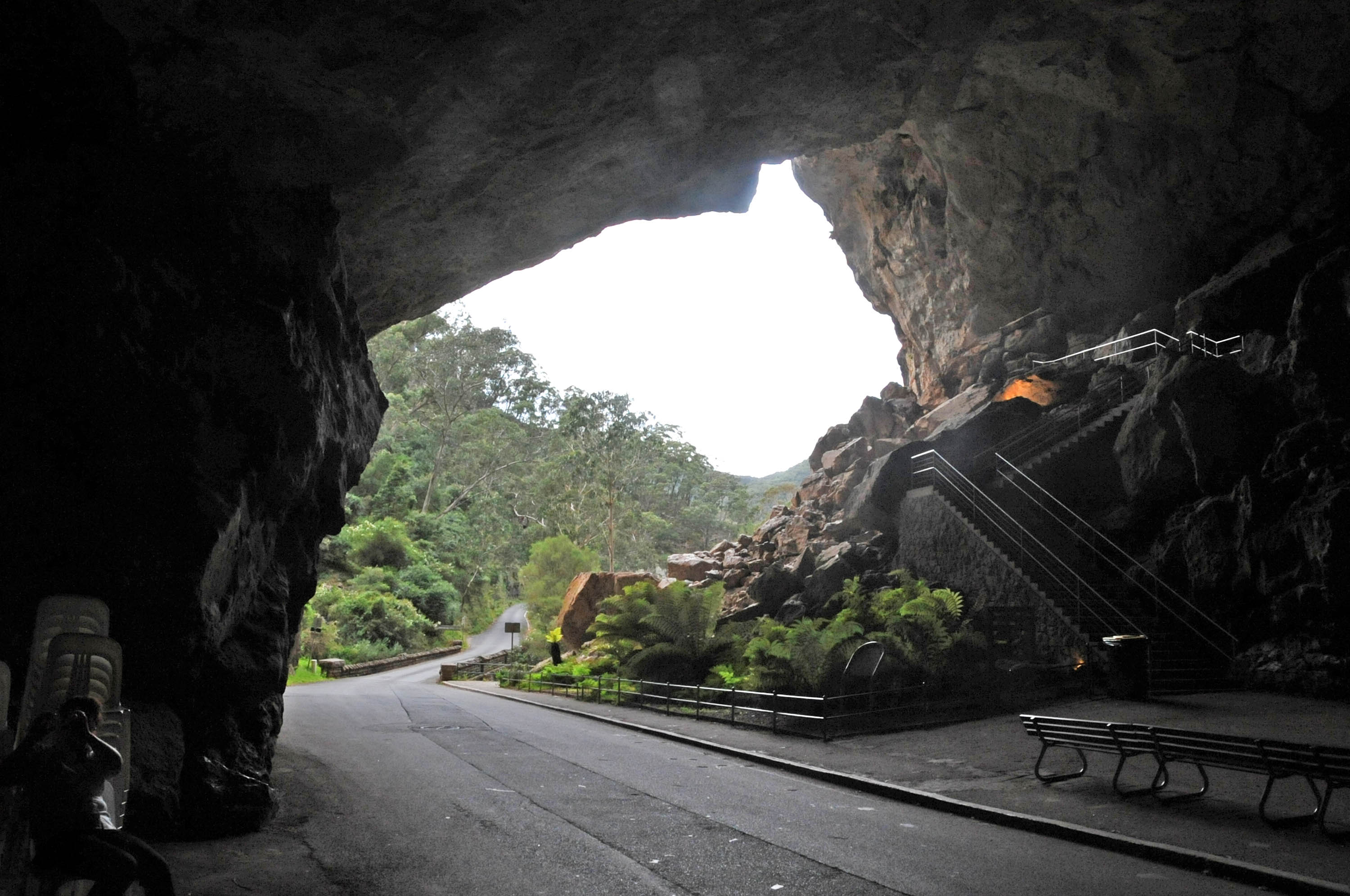
L’arche de Jenolan caves, Nouvelle-Galles du Sud, est l’une des nombreuses voies d’accès.
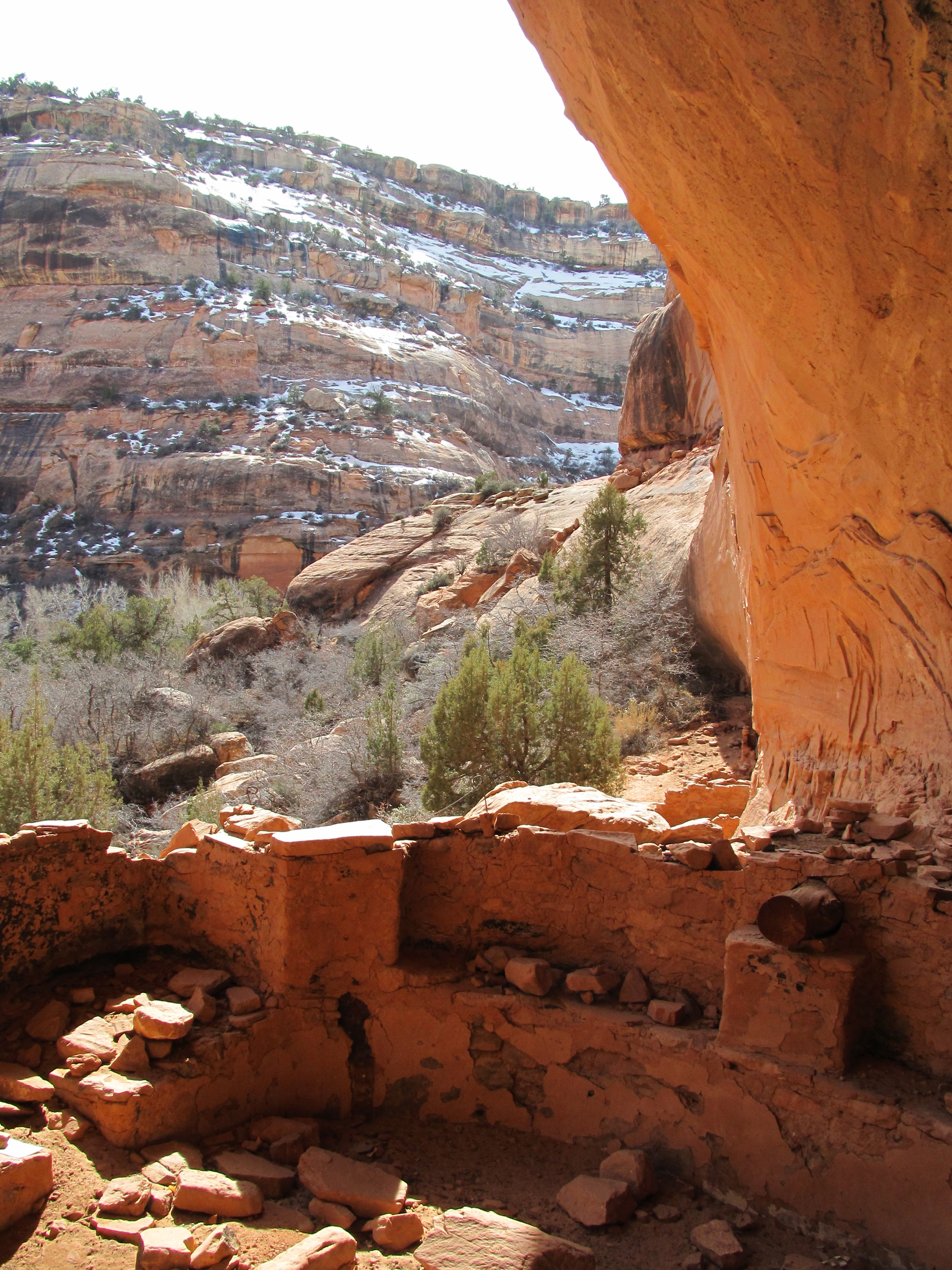
Kiva du Grand Gulch Archeological District, de plan circulaire et semi-enterré, utilisé par les Pueblos.

### En Océanie

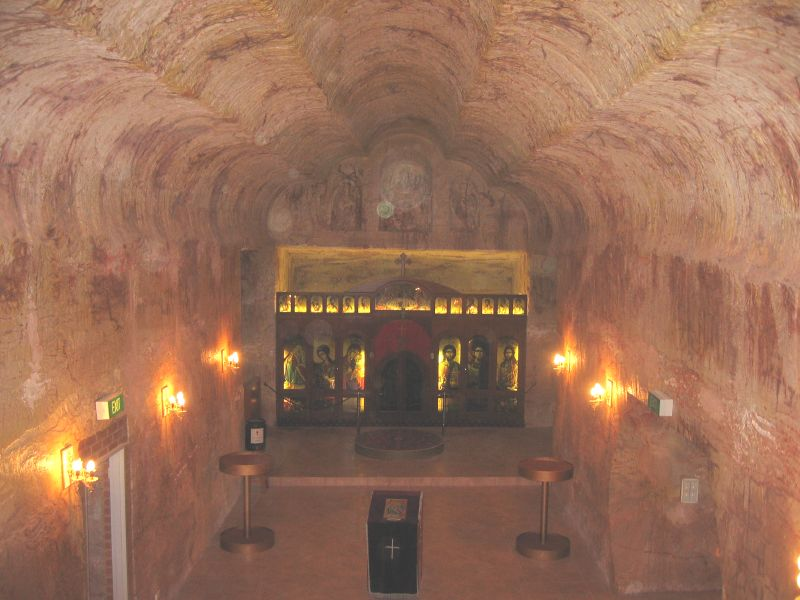
Église orthodoxe serbe de Coober Pedy, Australie.

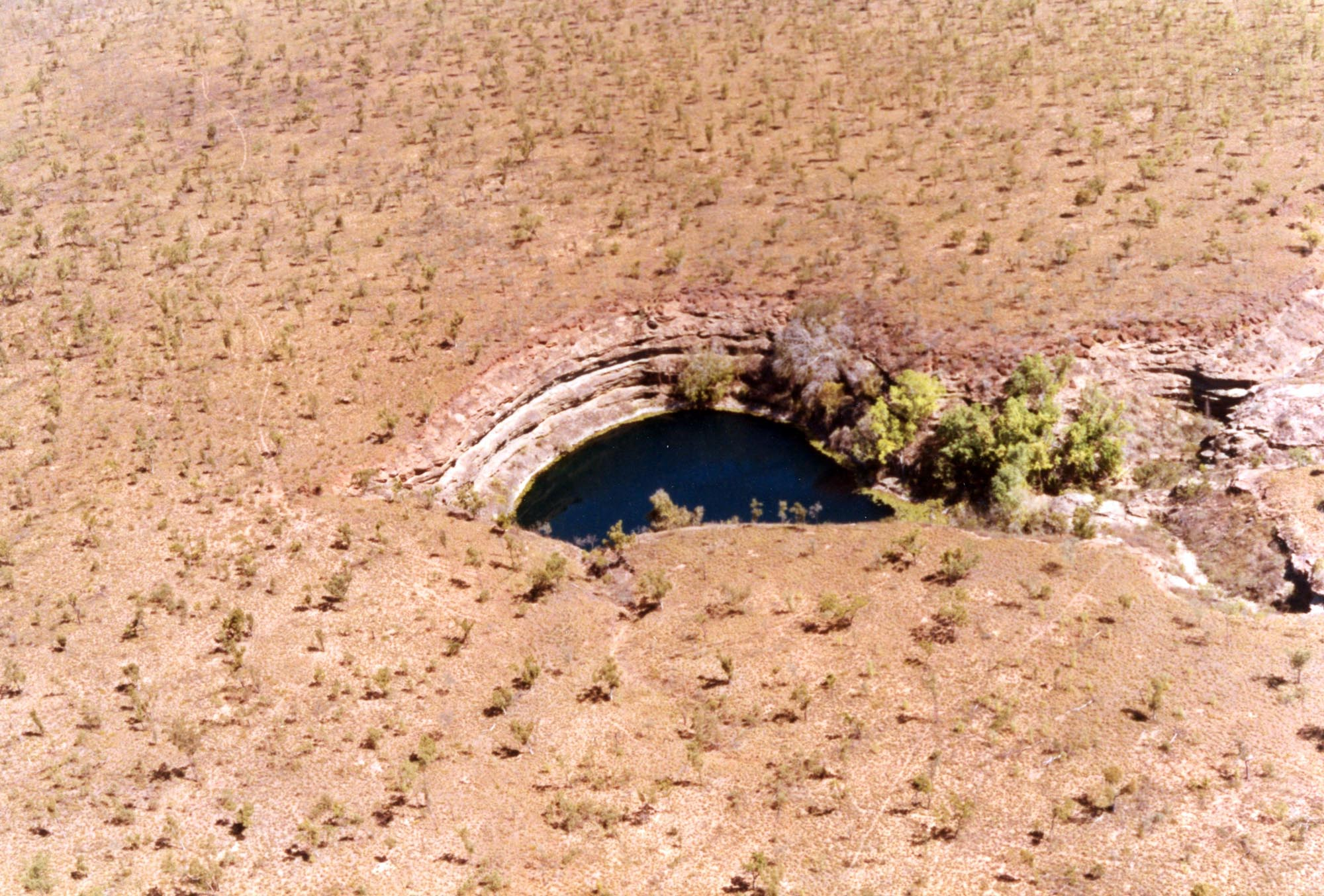
Numby Numby sinkhole, Borroloola, Territoire du Nord, Australie.

L'utilisation des cavités naturelles, plus ou moins aménagées, est traditionnelle dans le monde polynésien, que ce soit comme habitat, ou comme usage pastoral ou religieux.
- Le réseau de grottes de l'île de Pâques est très étendu. Les grottes les mieux orientées contre le vent servaient de refuges aux premiers occupants de l'île puis finalement lorsque la population s'est décimée. L'entrée pouvait être calfeutrée de murs de pierres sèches.

La grotte d'Ana Kai Tangata (ana signifiant grotte) présente des traces du culte de l'homme-oiseau (« grotte manger homme » : la grotte où mangeaient les hommes, ou bien, la grotte où l'on mangeait des hommes ?). Les Pascuans taillaient parfaitement les matériaux volcaniques de Rapa Nui (île de Pâques). Les clans organisés en villages autour de l’ahu couronné par les moaï occupaient des maisons de type troglodytique étaient faites de pierres plates empilées et adossées au versant du volcan, en partie enterrées.
Dans une communication adressée à la Société de géographie en 1878, A. Pinart relate : « nous vîmes que les naturels ont coutume d’y chercher un abri lorsqu’ils viennent dans ces parages. L’une de ces grottes contenait un squelette encore enveloppé de ses nattes et plusieurs crânes ».
- À Rurutu, aux Îles Australes, beaucoup de grottes côtières et d'abris sous roche, comme ailleurs en Polynésie, ont été occupées par les hommes et les animaux. Du matériel archéologique y atteste une occupation humaine[54].

En Australie, avant l'installation de la cité minière de Coober Pedy dans le désert central, les grottes ont été utilisées par les peuples Aborigènes, puis les bushrangers (hors-la-loi) et enfin dévolues au tourisme.
- Abercrombie Caves (Burragylong Caverns ou Abercrombie Karst Conservation Reserve, Nouvelle-Galles du Sud) sans doute plusieurs bandes de bushrangers l’occupèrent au début du XIXe siècle lors de la colonisation du territoire australien. Les grottes sont officiellement découvertes en 1842-43 comme Koh-i-noor, Bushranger, Long Tunnel, Cathedral caves et le Hall of Terpsichore (The Dance Hall). Lorsque de l’or est trouvé dans la région en 1854, une communauté d’orpailleurs s’y installe à proximité et visite les cavernes. Des graffiti et parfois du vandalisme y ont lieu depuis le XIXe siècle.
- Jenolan Caves (Fish River Caves) dans les Blue mountains (Nouvelle-Galles du Sud) était Binomil ou Bin-oo-mur dans le Temps du rêve des Gundungurra qui attribuaient par ailleurs des vertus curatives aux eaux de ces grottes. Elles furent sans doute occupées par les bushrangers vers 1840. En 1866, elles constituent une réserve patrimoniale sous l’égide du gouvernement de Nouvelle Galles ; elles reçoivent quelque 250 000 visiteurs chaque année.

### En Europe

#### Europe du Nord

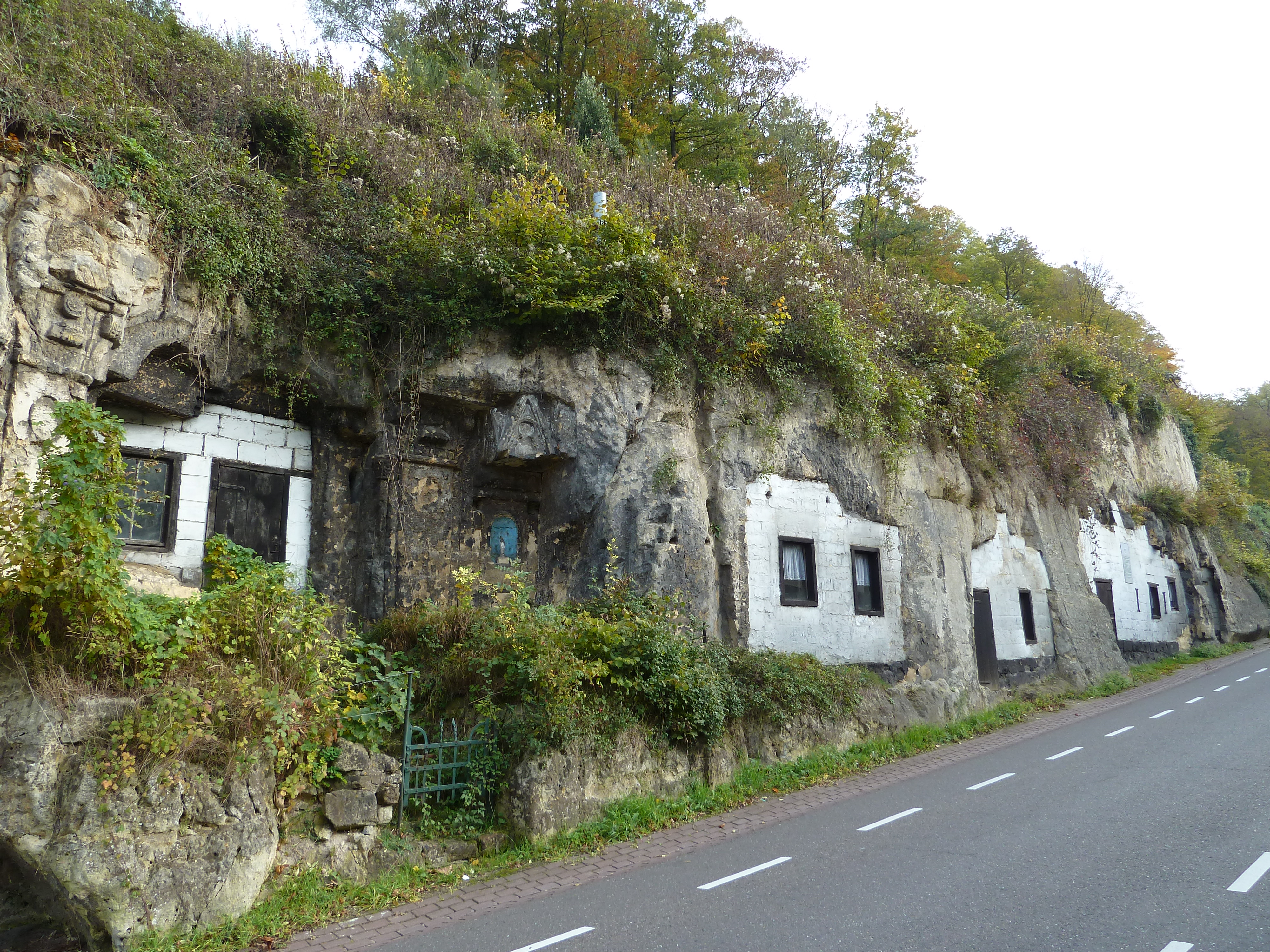
Geulhem, Limbourg, Pays-Bas.

- Aux Pays-Bas, la commune de Fauquemont-sur-Gueule possède plusieurs habitats troglodytiques dans les anciennes carrières de marne, notamment à Geulhem.

#### Europe centrale
- Le château de Predjama, Slovénie : la forteresse médiévale du rebelle Erasme est bâtie sur la paroi et en partie troglodytique.
- La Crimée détient un ensemble troglodytique riche et valorisé du point de vue touristique : tombes, monastères et églises, etc. Protégées par des fortifications, ces villes connurent leur apogée au Moyen Âge, et furent tour à tour le centre culturel de Goths et d’Alains, de juifs karaïques[55], de Chasares convertis dès le IXe siècle au judaïsme, de moines byzantins, etc.

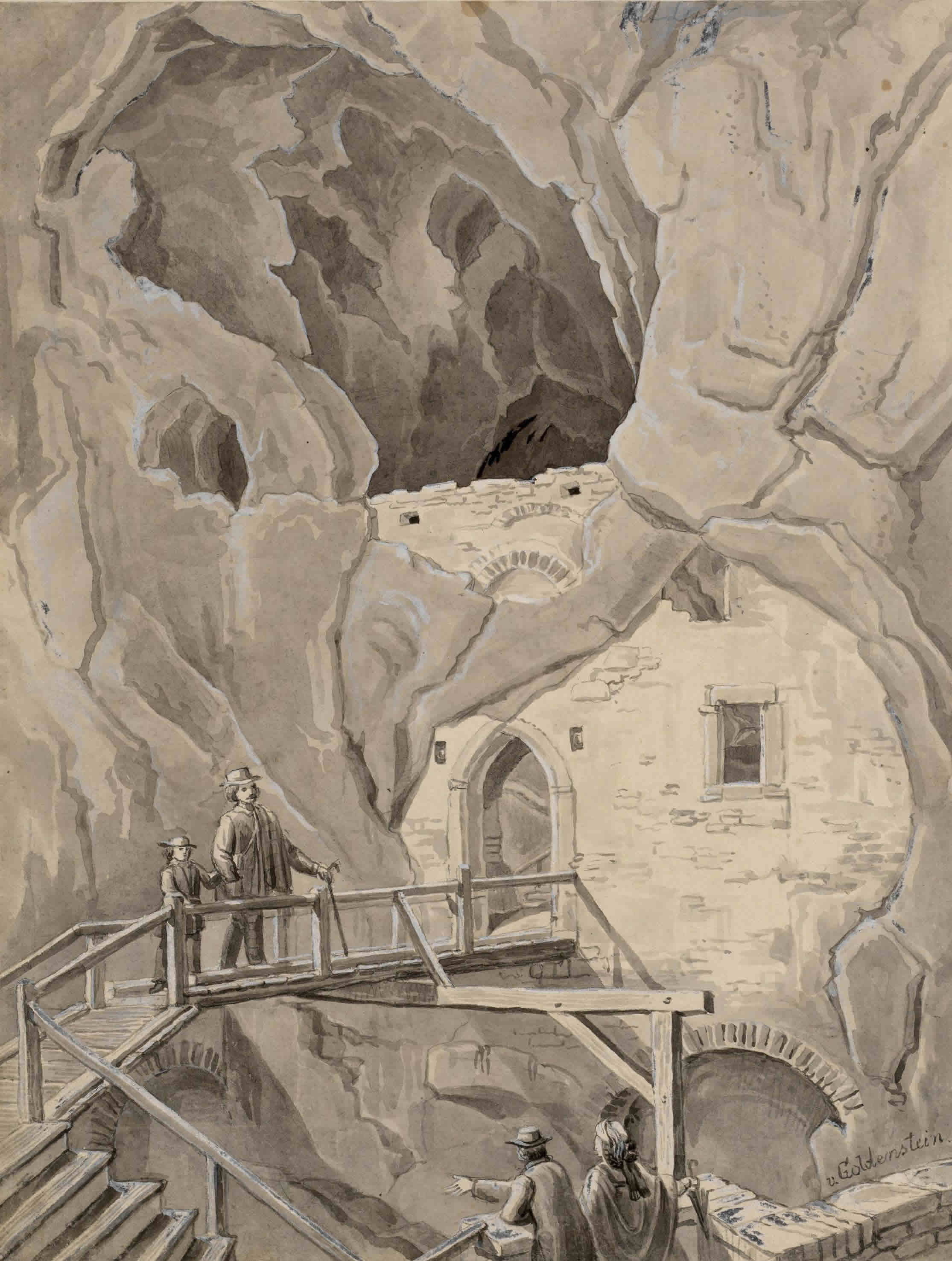
Grotte du château de Predjama, encre de Chine de Franz Kurz zum Thurn & Goldenstein, 1850.
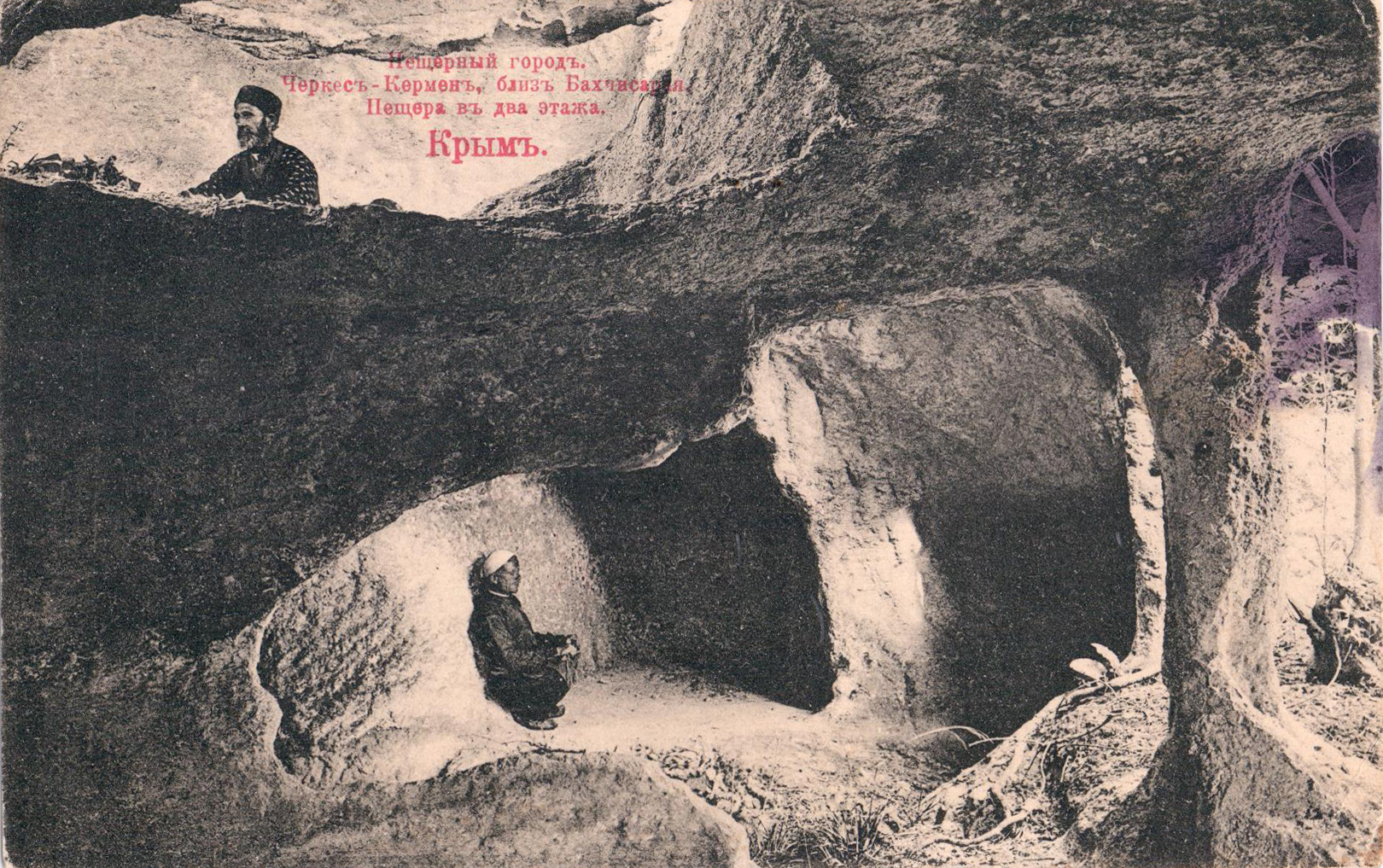
Deux étages de caves à Cherkes-Kermen (Crimée), carte postale vers 1910.
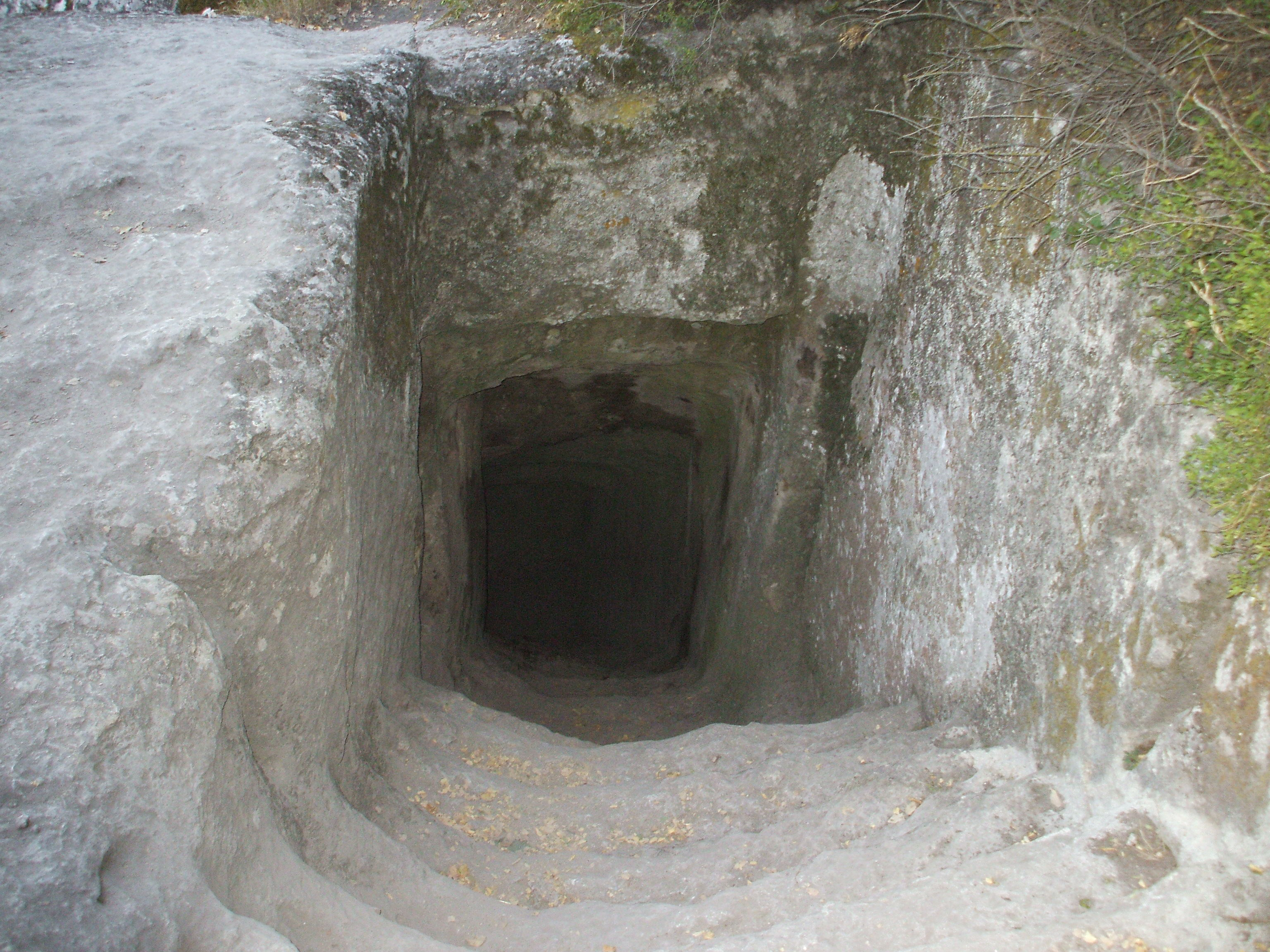
Eski-Kermen, Crimée.
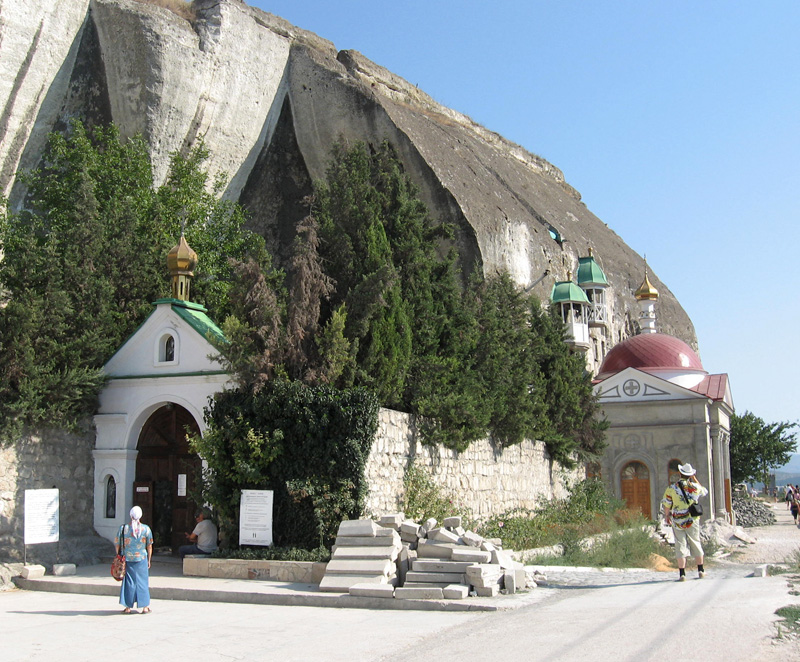
Monastère troglodytique de Saint-Clément à Inkerman, Crimée.

#### Europe méditerranéenne

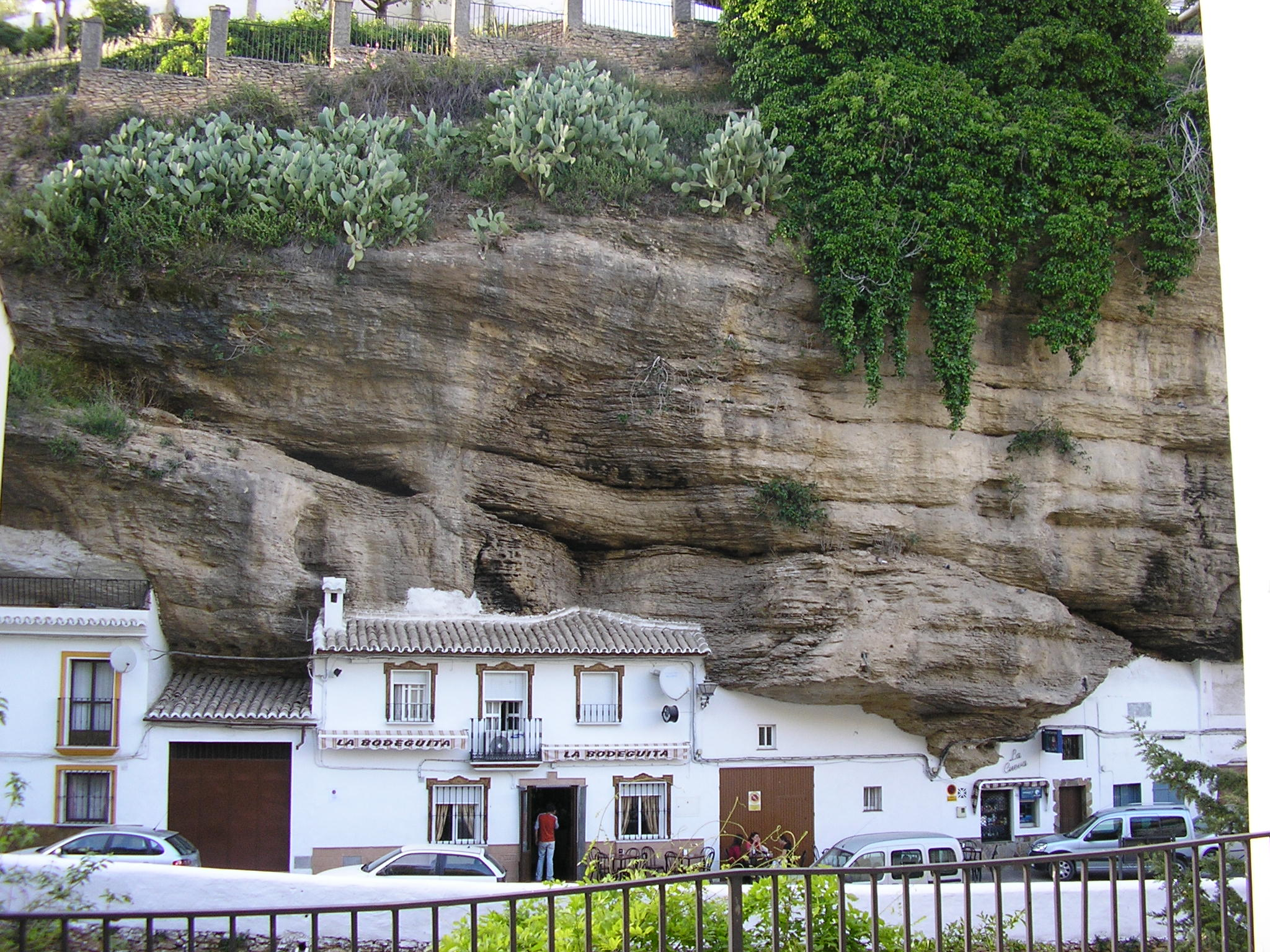
Maisons troglodytiques à Setenil de las Bodegas, Espagne.
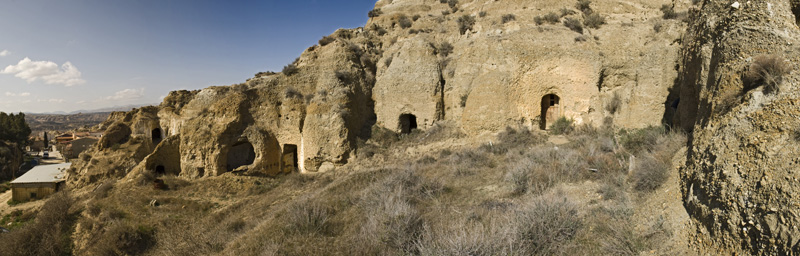
Maisons troglodytiques à Purullena, Espagne.
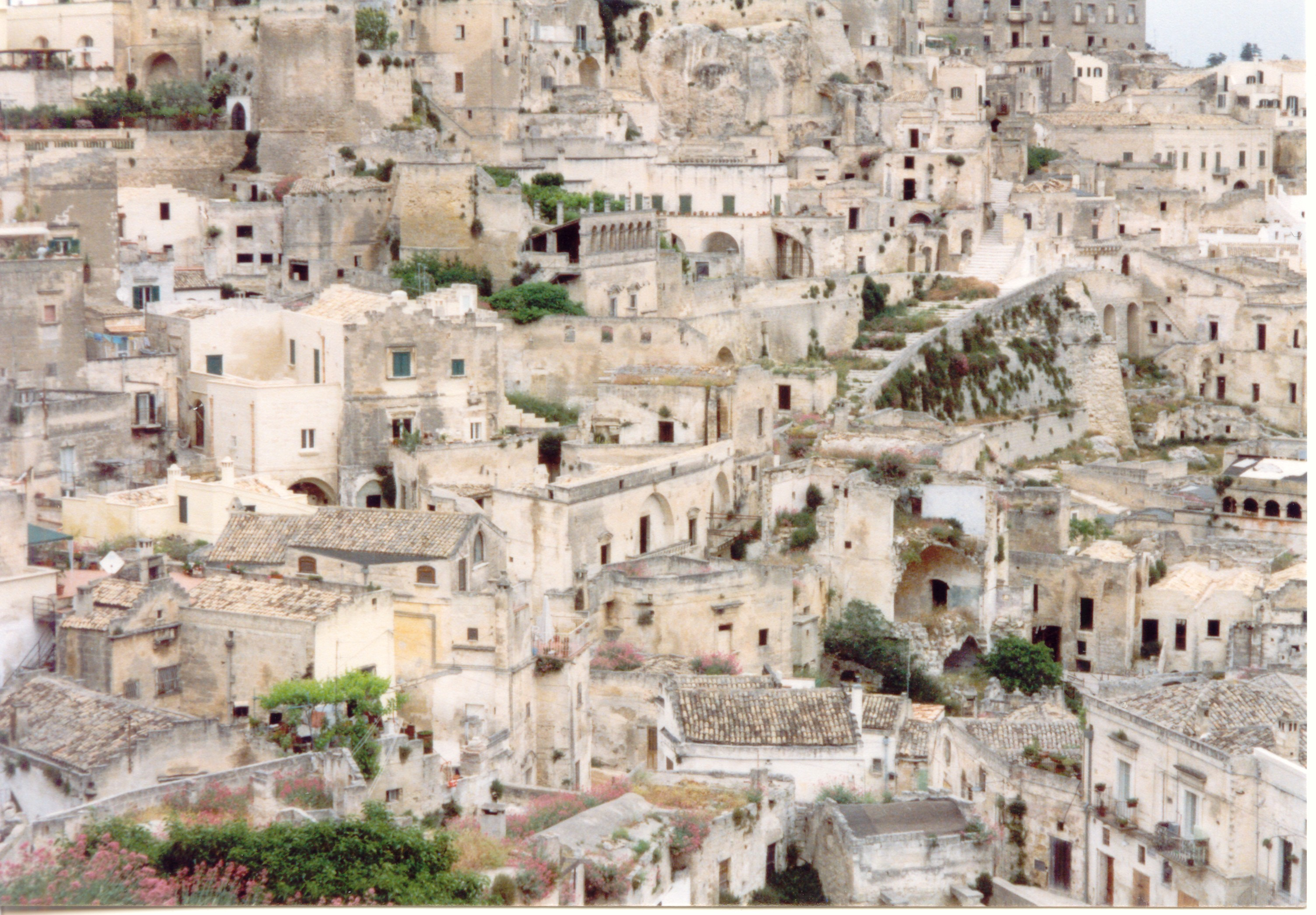
Village troglodytique de Matera, Italie.

- L'Andalousie (Espagne) conserve des habitations troglodytiques.
- En Italie, la ville de Matera est célèbre pour ses habitats troglodytiques (Sassi di Matera), à la liste du patrimoine mondial de l'Unesco[56].
- L'île volcanique de Santorin (Grèce) dispose d'un habitat troglodyte ancien.

#### France
En France, l'habitat troglodytique est particulièrement bien représenté et a toujours été occupé dès la préhistoire en Dordogne par exemple, ou plus particulièrement à diverses époques dans le val de Loire, en Anjou, en Touraine et en Saumurois, dans la vallée crayeuse de la Seine. Les sites sont anciens ou très récents, sommaires ou élaborés comme à Aubeterre-sur-Dronne ou à Montsoreau, deux des plus beaux villages de France, ou ponctuels comme en Provence à Bollène (Vaucluse) ou aux Baux-de-Provence.

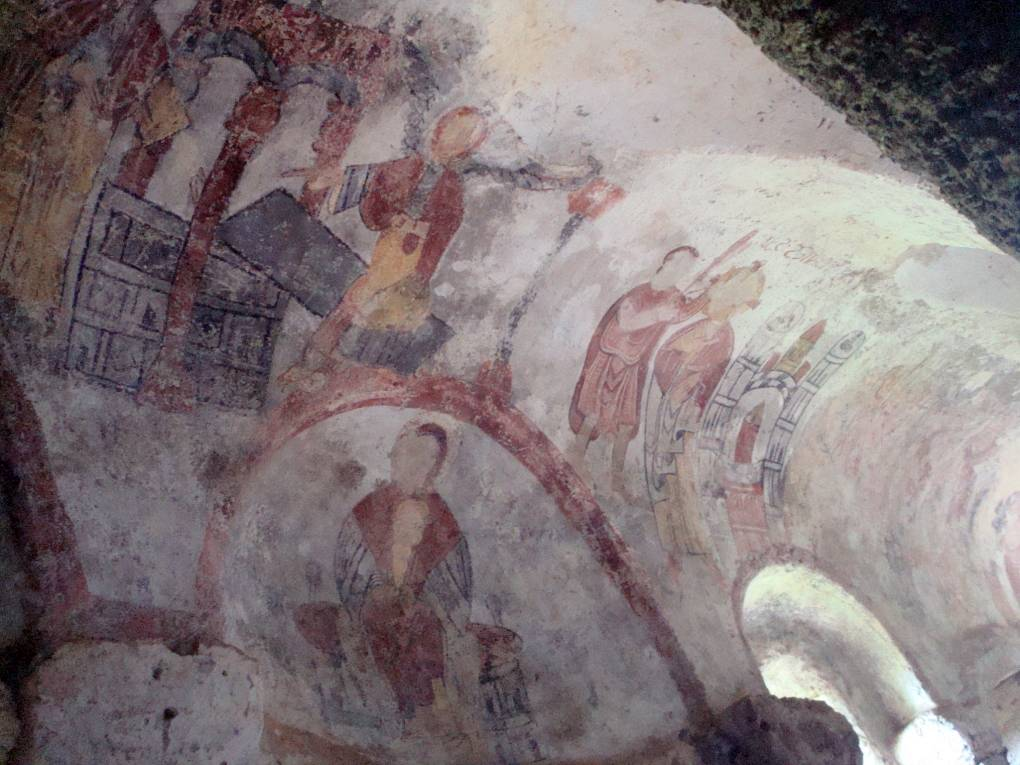
Grottes de Jonas : fresques de la chapelle creusée dans un matériau volcanique, occupation de l'époque celtique (400 av. J.-C.) au XIIe siècle, Puy-de-Dôme.
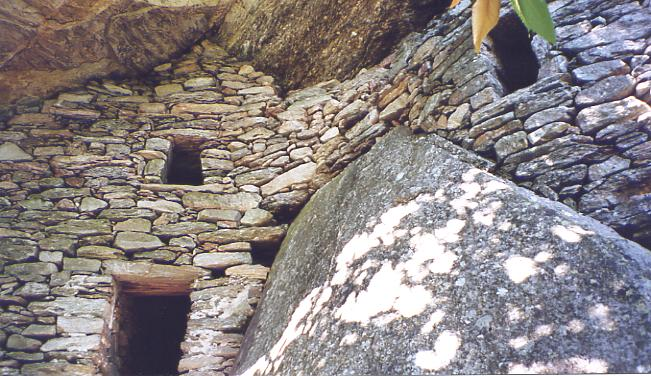
Abri de charbonniers, gorges de Colombières, massif du Caroux, Hérault.
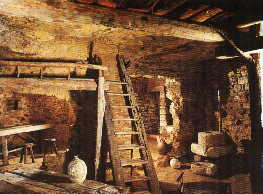
Habitations troglodytiques de Belvès en Périgord Noir.
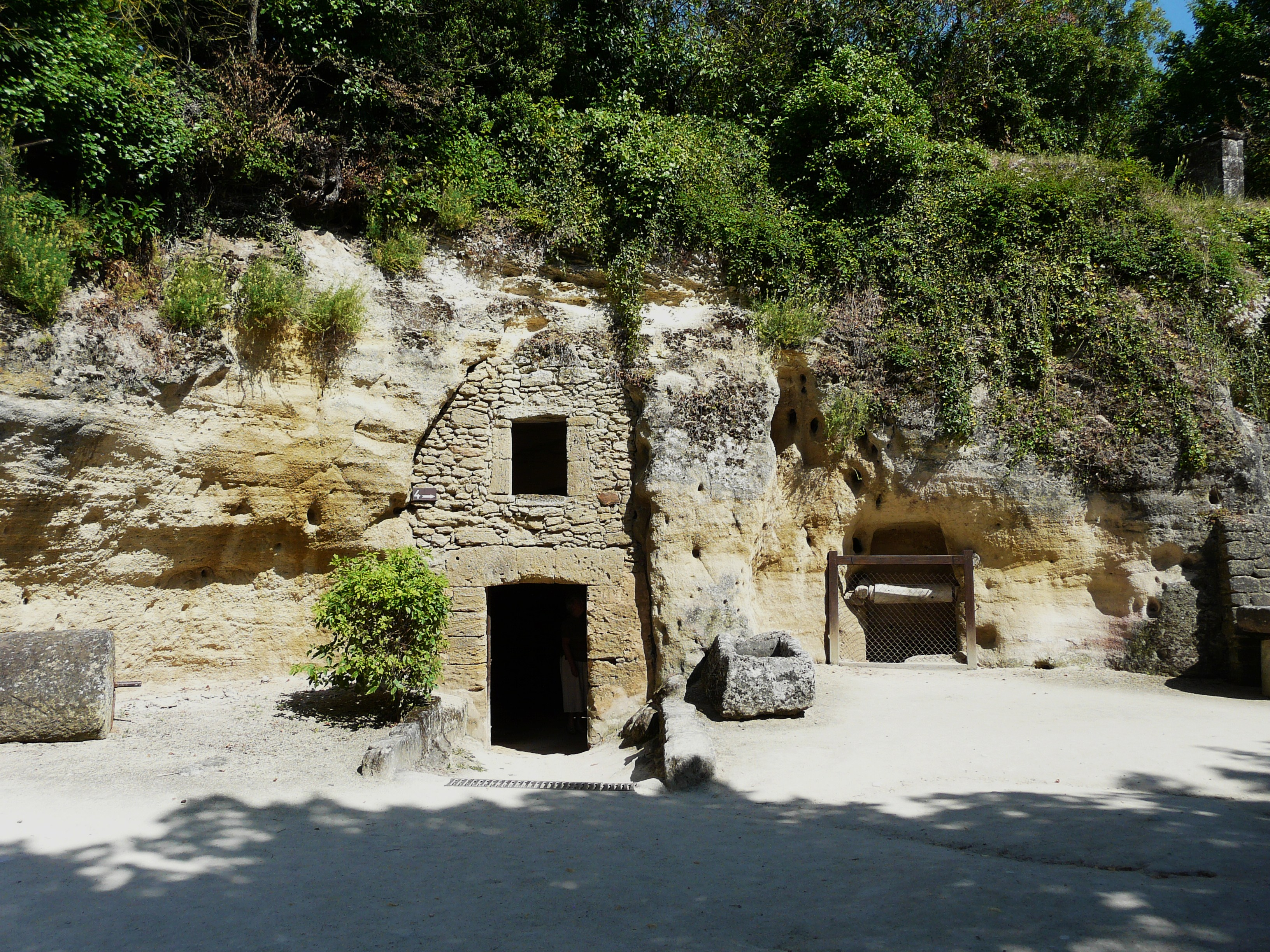
Étable troglodytique à Louresse-Rochemenier.

## Légendes et littérature
- La ville souterraine de Jules Verne.
- Les trous hobbits de la Comté des histoires de J. R. R. Tolkien.
- Film Underground d’Emir Kusturica (adaptation de la pièce Proleće u januaru - Le Printemps en janvier - de Dušan Kovačević).

### Vidéographie
- Roba Forestiera, 2004 - Matera et ses habitats troglodytiques, Documentaire de 44 minutes
- Elodie Brosseau, en collaboration avec Caroline Bodolec, 2012 - Yaodong, petit traité de construction, Documentaire de 89 minutes, EHESS